# ヘルフォルト
ヘルフォルト（ドイツ語: Herford, ドイツ語発音: [ˈhɛrfɔrt] ( 音声ファイル)、 低地ドイツ語: Hiarwede, Hiarwe）は、ドイツ連邦共和国ノルトライン＝ヴェストファーレン州デトモルト行政管区ヘルフォルト郡の郡庁所在地である。この街は、2013年7月8日以降「ハンザ都市」の称号を冠している。

## 概略
ヘルフォルトは人口約 65,000人で、大規模郡所属市に位置づけられる。ギュータースローからビーレフェルトやヘルフォルトを通ってミンデンに至るオストヴェストファーレン人口密集地帯に位置している。本市は、トイトブルクの森とヴィーエン山地との間のラーフェンスベルガー丘陵地に位置する。ビーレフェルトの北 15 km、オスナブリュックの東 46 kmで、ドルトムントとハノーファーとのほぼ中間、どちらへも約 100 km の位置にあたる。連邦道アウトバーン A2号線や鉄道 ハム - ミンデン線でアクセスできる。
ヘルフォルトは789年頃に建設された。800年頃に創設されたヘルフォルト女子修道院は創設直後から帝国修道院に昇格し、12世紀に帝国直属の地位を得た。この修道院は1803年まで存続した。ヘルフォルトは1342年からハンザ同盟に加盟した。13世紀中頃から1530年頃まで、修道院と市による共同統治機関は帝国自由権を保持した。遅くとも1631年には修道院の他にヘルフォルト市自身も帝国自由権を獲得した。それ以前の状態については未だに議論がなされている。しかし、早くも1647/1652年には既に帝国都市ヘルフォルトはブランデンブルク選帝侯領に併合されて帝国自由権を喪失した。1911年から1968年までヘルフォルトはプロイセン王国およびノルトライン＝ヴェストファーレン州の郡独立市であった。
美術・博物館 MARTa ヘルフォルトの開館以降、この街は「中世が近代に出会う街」と称されている。

## 地理

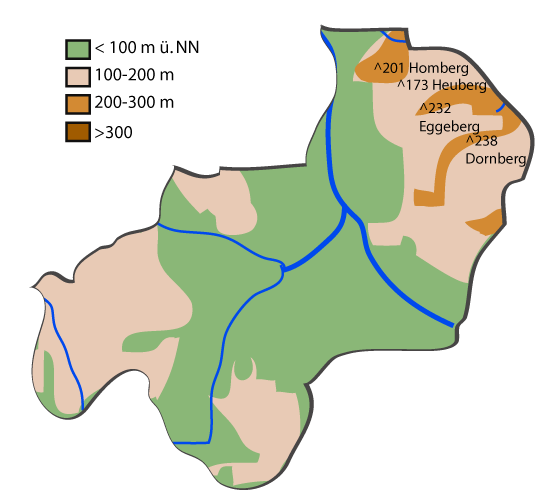
ヘルフォルトの地形図

### 位置
郡庁所在地ヘルフォルトは、ノルトライン＝ヴェストファーレン州の北東部、オストヴェストファーレン＝リッペ地方（空間上はデトモルト行政管区と一致する地理上の名称）に位置している。郡独立市としての権利を喪失した 1969年1月1日以降、ヘルフォルト郡に属す最大の都市となっている。
ヘルフォルトは、トイトブルクの森とヴィーエン山地との間のラーフェンスベルガー丘陵地に位置し、市の森を含むシュトゥッケンベルクなど市の東部はリッペ山地に含まれる。最も高い山は、シュヴァルツェンモーア市区のドルンベルク (240 m) である。最も低い地点 (56 m) は、ファルケンディーク市区のヴェレ川の谷にある。ラーフェンスベルガー丘陵は数多くの小さな条溝によって軽く波打つような地形であり、集約的に農業に利用されている。森に乏しい地形で、樹木に覆われているのは高い場所だけである。
本市はアー川がヴェレ川に注ぐ合流点沿いに位置している。合流点は市中心部の北にある。ヴェレ川はバート・ザルツウフレンからアー川の河口までは南東から北西に向かって流れる。ここで流れを北向きに替え、ヒデンハウゼンとの市境の大部分をこの川が担う。アー川はビーレフェルト方面から流れて来る。本市に入る直前にルター川とヨハニスバッハ川とが合流し、アー川と名前を替える。アー川は東岸に位置するヘルフォルトのエルファーディッセン区とシュテーデフロイントおよびディーブロックとの境界の川である。北部ではこの川は、アルトシュテッター・フェルトマルクをラーデヴィガー・フェルトマルクから、旧市街をラーデヴィヒから、ヘルフォルダー・フェルトマルクをラーデヴィガー・フェルトマルクから分離する役割を果たしている、ヴェレ川は、東岸に位置するノイシュテッター・フェルトマルクと、西岸に位置するアルトシュテッター・フェルトマルク、ノイシュタットおよびラーデヴィガー・フェルトマルクとを分離している。（#市区の章参照）
ヘルフォルトは、ビーレフェルトの 15 km 北東、オスナブリュックの東 46 km にあたる。連邦アウトバーン A2号線経由あるいは鉄道ハム - ミンデン線経由でドルトムントやハノーファーに行くことができる。これらの街はいずれもヘルフォルトから約 100 km の距離にある。これらの交通軸に沿って、ギュータースローからビーレフェルトやヘルフォルトを経てミンデンに至るオストヴェストファーレン人口密集地帯が延びている。

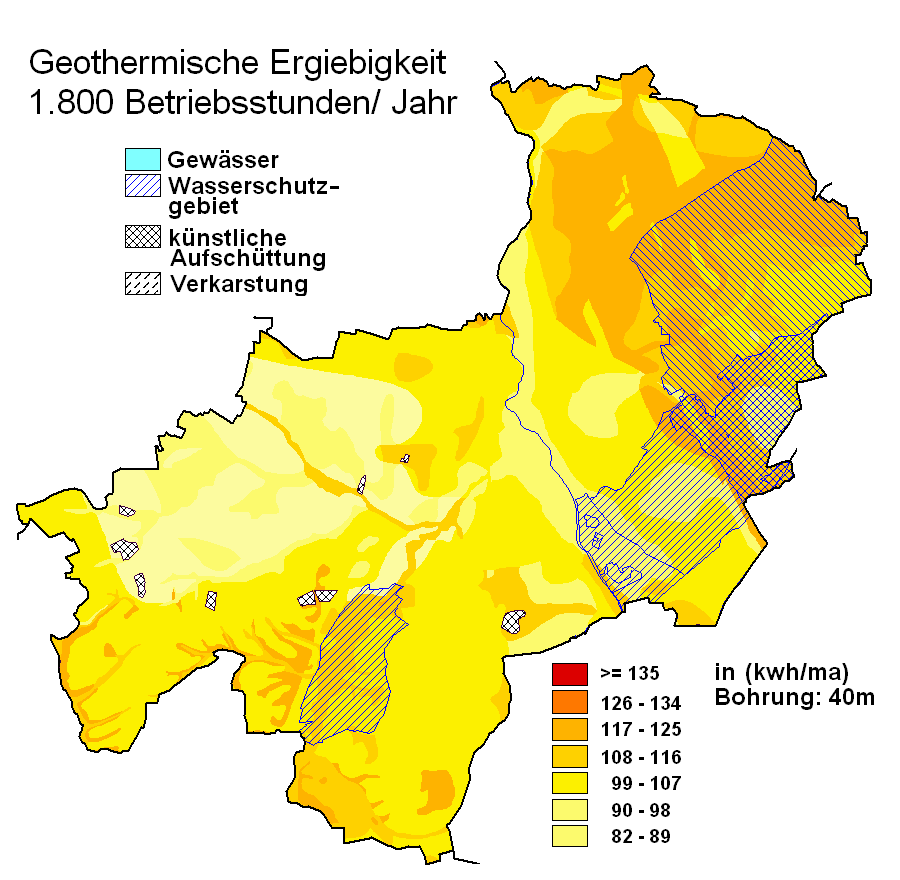
ヘルフォルトの地熱分布図

### 地質学
市の北部をピースベルク - バート・ピルモントの軸に沿って東からヘルフォルダー・コイパーフォアシュプルング（ヘルフォルトのコイパー突出部）がリッペ山地の支脈として突き出している。西に向かって平らになって行くコイパー突出部は高さ 201 m のホムベルクと 168 m のシュヴァイヒラー・ベルクとの間で、海抜 55 m のヴェレ川の谷によって分断されている。
コイパー突出部の南には高さ 100 m から 200 m のライアス統の地形が広がっている。ここには、鮮新世または更新世初期にはすでに現在の地形の原型となる広い谷が形成されていた。更新世には肥沃なローム質または黄土質の土壌で覆われた。現在もこの層は 4 - 6 m の厚さがある。ヘルフォルト市はこの地域に位置している。
コイパー突出部の南約 3 km の地点で、リッペ山地から流れてきたヴェレ川にアー川が注ぐ。これらの川の谷が形成される過程でその間の2つの高地がヘルフォルト方向に押し出された。1つは南からトイトブルクの森を形成し、もう1つは西からイェレンベック高地となった。
3度目の氷期には、この地域までは氷が来なかった。しかし水が堰き止められたことにより形成された大変大きな谷に厚さ 2 - 5 m の砂が堆積した。
地熱ゾンデや熱ポンプを用いた地熱源の利用に関しては、ヘルフォルトは西部地域ではそれほどではないもの、市の北東部では大変に、それ以外の地域でも適した土地となっている。（右図参照）

### 市域の広がりと土地利用
ヘルフォルト市の総面積は 78.95 km2 である。南北の最大幅は約 13.1 km、東西のそれは約 13.8 km である。市境の長さは 56 km である。
類へ着ないの内市街（アルトシュタット、ノイシュタット、ラーデヴィーク）の面積は 58 ha (0.58 km2) であり、塁壁の長さは 3.1 km である。
市域内の土地利用を以下の表に示す。
| 土地用途別面積 | 農業用地 | 森林  | 住宅・産業用地 | 交通用地 | 水域  | 保養地・墓地 | その他の用途 |
| -------------- | -------- | ----- | -------------- | -------- | ----- | ------------ | ------------ |
| 面積 (km2)     | 41.77    | 7.23  | 20.13          | 7.17     | 0.84  | 1.69         | 0.33         |
| 占有率         | 52.8 %   | 9.1 % | 25.4 %         | 9.1 %    | 1.1 % | 2.1 %        | 0.4 %        |

### 隣接する市町村
ヘルフォルト市は、西はエンガーおよびヒデンハウゼン、北はレーネおよびフロートー（以上、いずれもヘルフォルト郡）、南東はバート・ザルツウフレン（リッペ郡）、南東は郡独立市のビーレフェルトと境を接している。

### 市区
本市は、1969年以降、以下の市区からなる。
| 市区名                   | 人口（人） | 面積 (km2) |
| ------------------------ | ---------- | ---------- |

ヘルフォルト＝シュタット市区の地区図

| ヘルフォルト＝シュタット | 50,726     | 25.07      |
| ディーブロック           | 1,991      | 7.04       |
| アイクム                 | 1,790      | 7.39       |
| エルファーディッセン     | 4,206      | 9.31       |
| ファルケンディーク       | 839        | 6.57       |

| 市区名                 | 人口（人） | 面積 (km2) |
| ---------------------- | ---------- | ---------- |
| ヘリングハウゼン       | 2,730      | 2.16       |
| ラール                 | 471        | 4.80       |
| シュヴァルツェンモーア | 1,675      | 14.74      |
| シュテーデフロイント   | 1,454      | 1.78       |

市区地図

人口は、2012年12月31日現在の数値である。
ヘルフォルト＝シュタットが、1968年12月31日以前（市町村合併以前）から存在している中核市区である。本市区は内市街とフェルトマルクトで構成されるが、これらは固有の市区とはされていない。
内市街が本市の歴史的中心である。内市街は塁壁内にある。内市街は、かつての修道院管区で最も古い街であるラーデヴィーク、アルトシュタット、ノイシュタットで構成される。アルトシュタットとラーデヴィークはかつてアルター・マルクトの共同市役所によって運営されていた。ノイシュタットは独立しており固有の市役所を有していた。これら3つの街は、1634年に合併して1つの都市となった。
内市街を構成するそれぞれの街はかつてフェルトマルク（直訳すると「農耕地」を意味する）を有していた。フェルトマルクは内市街から当時の市境（現在の市区境）まで広がっている。アルトシュテッター・フェルトマルク（南東）、ノイシュテッター・フェルトマルク（北東）ラーデヴェルガー・フェルトマルク（西）がそれである。ノイシュテッター・フェルトマルクには、シュティフトベルク、フリーデンスタール、ヴァルトフリーデン（動物園がある）、ノルトシュタットといった地区が含まれるが、これらの境界は定められていない。
1969年1月1日の市町村合併で形成された市区のうち、最も広いのがシュヴァルツェンモーア、最も狭いのがシュテーデフロイントである。市区内にはさらに地区や街区が名付けられている: ディッケンブロック（ヘリングハウゼン市区）、ハウスハイデおよびホリンデ（ディーブロック市区）、ニーダーアイクム、オーバーアイクム、ポットカンプ、カイスハーゲン（アイクム市区）、エルゼン、ヘルフォルダー・ハイデおよびヒレヴァルゼンあるいはヒレヴァルザー・バウム（エルファーディッセン市区）、ベルゲ・ハムシェベルクおよびシュトゥッケンベルク（シュヴァルツェンモーア市区）、ホムベルク（ファルケンディーク市区）がそれである。

### 気候
ヘルフォルトは大西洋の亜海洋性気候に属すが、わずかに大陸性気候の影響を受けている。大西洋の海洋性気候は、年間を通して比較的均等で規則正しい降水や、比較的穏やかでバランスの良い気温に表れている。大西洋の影響により冬はだいたい穏やかで、夏はほどほどの暑さがある。大陸性気候の影響は顕著ではない。大陸性気候の影響下では、この地で支配的な海洋性気候に比べて冬はもっと寒く、夏はもっと暑く、降水はもっと少なくなる。ラーフェンスベルガー丘陵の盆地に位置することにより、春の訪れは周辺地域に比べて最大2週間ほど早い。支配的な風向きである南西からの風が定期的に大西洋からの降水をもたらす。しかし、しばしば豪雨となるトイトブルクの森に比べて、盆地の地形のため降水量は少ない。
| ヘルフォルト（1971年- 2000年の平均値）の気候 | ヘルフォルト（1971年- 2000年の平均値）の気候 | ヘルフォルト（1971年- 2000年の平均値）の気候 | ヘルフォルト（1971年- 2000年の平均値）の気候 | ヘルフォルト（1971年- 2000年の平均値）の気候 | ヘルフォルト（1971年- 2000年の平均値）の気候 | ヘルフォルト（1971年- 2000年の平均値）の気候 | ヘルフォルト（1971年- 2000年の平均値）の気候 | ヘルフォルト（1971年- 2000年の平均値）の気候 | ヘルフォルト（1971年- 2000年の平均値）の気候 | ヘルフォルト（1971年- 2000年の平均値）の気候 | ヘルフォルト（1971年- 2000年の平均値）の気候 | ヘルフォルト（1971年- 2000年の平均値）の気候 | ヘルフォルト（1971年- 2000年の平均値）の気候 |
| 月                                           | 1月                                          | 2月                                          | 3月                                          | 4月                                          | 5月                                          | 6月                                          | 7月                                          | 8月                                          | 9月                                          | 10月                                         | 11月                                         | 12月                                         | 年                                           |
| -------------------------------------------- | -------------------------------------------- | -------------------------------------------- | -------------------------------------------- | -------------------------------------------- | -------------------------------------------- | -------------------------------------------- | -------------------------------------------- | -------------------------------------------- | -------------------------------------------- | -------------------------------------------- | -------------------------------------------- | -------------------------------------------- | -------------------------------------------- |
| 日平均気温 °C （°F）                         | 1.9 (35.4)                                   | 2.4 (36.3)                                   | 5.4 (41.7)                                   | 8.8 (47.8)                                   | 13.4 (56.1)                                  | 15.9 (60.6)                                  | 18.0 (64.4)                                  | 17.7 (63.9)                                  | 14.0 (57.2)                                  | 9.9 (49.8)                                   | 5.5 (41.9)                                   | 3.2 (37.8)                                   | 9.7 (49.5)                                   |
| 降水量 mm （inch）                           | 77.0 (3.031)                                 | 53.0 (2.087)                                 | 68.0 (2.677)                                 | 53.0 (2.087)                                 | 67.0 (2.638)                                 | 81.0 (3.189)                                 | 68.0 (2.677)                                 | 70.0 (2.756)                                 | 75.0 (2.953)                                 | 64.0 (2.52)                                  | 67.0 (2.638)                                 | 84.0 (3.307)                                 | 827.0 (32.559)                               |
| 平均月間日照時間                             | 50.0                                         | 76.0                                         | 106.0                                        | 158.0                                        | 212.0                                        | 193.0                                        | 203.0                                        | 204.0                                        | 134.0                                        | 106.0                                        | 55.0                                         | 38.0                                         | 1,533.5                                      |
| 出典：ドイツ気象庁 (DWD) Herford:            |                                              |                                              |                                              |                                              |                                              |                                              |                                              |                                              |                                              |                                              |                                              |                                              |                                              |

## 歴史

### 市の創設
通商に便利で軍事上も重要な交通の要衝に、789年頃、ヘルフォルトが建設された。ここには 3つの古い農場 (donhusa、Herifurth、Libbere) があった。800年頃にヘルフォルト女子修道院が創設された。皇帝ルートヴィヒ敬虔王は、823年にこの修道院を自らの個人的な庇護下におさめた。その周りに商人達の集落も急速に発達した。833年にルートヴィヒ敬虔王はヘルフォルトに対して市場開催権、貨幣鋳造権、関税徴収権を与えたと推測されている。オットー家はヘルフォルトと密接な関係がある。ハインリヒ1世の妻マティルデはここで育てられた。オットー大帝は 973年に市場開催権と関税徴収権を授けた。この市場開催特権授与により、ヘルフォルトはドイツで最も古い市場町の一つに数えられている。1011年、女子修道院長ゴーデスディウは市門前の聖母出現の場（古文書「ヘルフォルダー・ヴィジョン」では10世紀中頃に現れた。これはアルプスの北側では最も早い聖母の出現である）に、下級貴族の娘たちのための教育施設として女学校を創設した。ここはの地に巡礼地に発達した。

### 12世紀から15世紀
ヘルフォルトは、中世には重要な宗教的・精神的中心地の一つであった。当時のこの街は、5つの市門や様々なツンフトに割り当てられた 14の塔を持つ、ドイツで最も堅牢に護られた都市の一つであった。長さ 3.5 km の市壁が設けられ、ヴェル川、アー川、市濠に囲まれていた。現在は土砂で埋まっているボヴェレが元のヴェレ川の川筋で、現在のヴェレ川は都市防衛施設の一部であった。都市防衛施設がもはや必要なくなった 1765年に、防衛施設を形成していた建築資材は競売にかけられた。現在では、多くの部分が歩行者専用道や自転車道に転用された土塁跡が内市街を取り囲んでいる。
シュタウフェン朝の時代、ヘルフォルト修道院は帝国直轄の修道院であったことが証明されている（1147年の書類およびフリードリヒ・バルバロッサによる1152年の書類）。その後、皇帝は修道院や市に対して様々な特権を授けている。女子修道院長は司教に準ずる権利を有する帝国諸侯となった ("Monstrum Westphaliae")。1170年頃に市民自治が形成され、都市権が拡大された（授与証は遺されていない）。この際、ドルトムントの都市権がそのモデルとなった。13世紀の初めまでには、ヘルフォルトは都市参事会を有していた。ヘルフォルトの市議会に関しては、1220年頃に最初の記録が遺されている。これはドイツで最も古い例の一つである。修道院と市との共同統治による自治地域は、13世紀半ば以降帝国都市権を有していた。
ヘルフォルトは、ラードベルゲン都市同盟やその他の都市同盟の一員となり、ハンザ同盟の中でも非常に活発に活動を行った（1342年から17世紀に入るまでハンザ都市であった）。その安全性から、当時のほぼすべての修道会がその宗教上の支部をこの街に置いていた（この街は「聖ヘルフォルディア」と呼ばれた）。活発な商業活動は早くからハンザ地域を超えて発展したが、西（フランドル）との関係も重要であった。毛織物（13世紀以降）は特に重要な交易品であった。1375年頃のヘルフォルトの法記録書には数多くのギルドやツンフトの記述がある。

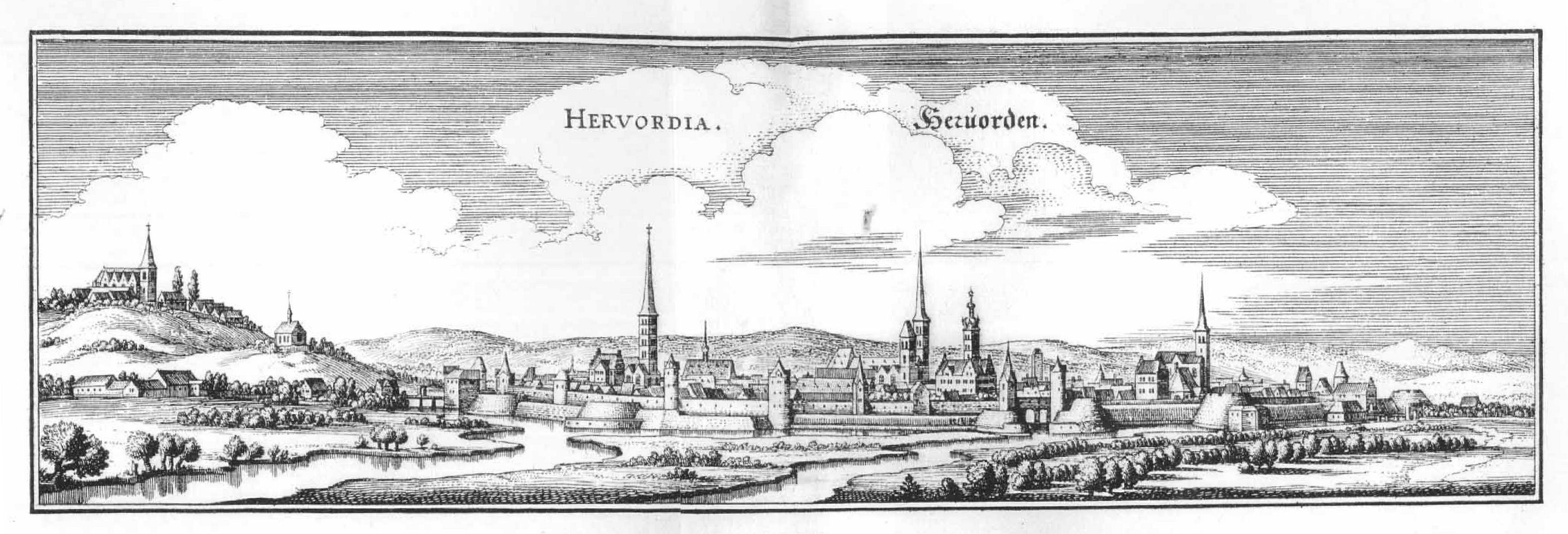
マテウス・メーリアンによるヘルフォルトの銅版画（1647年）

ノイシュタットは1634年までは独立した街であり、アルトシュタットとは別の固有の市長を有していた。中世ヘルフォルト市の外周（防衛境界線）は1969年までヘルフォルトの市境とされていた。

### 近世・近代
近世初期に、帝国都市の地位をめぐる長い権利上の紛争が起きた。修道院は帝国自由権を有し、修道院長は司教に準ずる権利を有する帝国諸侯であり、ヘルフォルト市は共同統治（13世紀半ば以降、修道院と市が共同で運営する自治地域）による帝国自治権を有していた。帝国最高法院での何度にも渡る裁判は、1631年に帝国都市としての地位を確認して結審した。これはこの時点の都市のために有利な判決であった。この街は1530年から宗教改革が行われた。修道院は1565年までカトリックの信仰を保持した。この街は三十年戦争で何度も占領された。1638年には市の大半が焼き払われた。続くユーリヒ＝クレーフェ継承戦争でヘルフォルトは1647年にブランデンブルク軍に占領され、独立を奪われた。ブランデンブルク辺境伯による併合は、ヴェストファーレン条約によって確定した。ヘルフォルトはブランデンブルク＝プロイセンに従属する単なる地方都市となった。帝国修道院の運営は、ブランデンブルク＝プロイセン家の女性が独占するようになった。この修道院は1803年の世俗化まで帝国等族の地位を保った。
ヘルフォルトは19世紀半ばに工業化され、1935年からは軍事都市となった。現在もイギリス軍が駐留している。
1816年にヘルフォルトは、プロイセン王国ヴェストファーレン州内のヘルフォルト郡の郡庁所在地となった。
1847年にヘルフォルトは鉄道ケルン - ミンデン線で結ばれた。この路線は1968年9月29日に電化された。1880年にはヘルフォルト - デトモルト - アルテンベッケン線が、1904年にはビュンデまでの路線が建設された。
1900年8月にヘルフォルト軽便鉄道がエンガーまで開通し、9月にはシュペンゲおよびヴァレンブリュックまで延長された。さらに1902年にバート・ザルツウフレンやエクスターを経由してフロートーに至る路線が加わった。この狭軌鉄道は1930年代に電化された。その後1962年にヘルフォルト - フロートー間が、1966年にヘルフォルト - シュペンゲ間が営業停止となった。
1911年、ヘルフォルトは郡から独立した。第二次世界大戦中、空爆による被害は比較的小さかった。約 40 % の家屋が軽い損傷を受け、中程度から重度の損傷は 7 %、全壊したのはわずかに約 6 % であった。戦後になって歴史的建造物の一部が都市計画の犠牲となった。4車線道路建設によりベルガートーアマウアー周辺の一画が消滅した。とはいえ、中世の街路構造は良く保存されており、度重なる取り壊し工事にもかかわらず現在でも昔の様子を知ることができる。
本市は、1969年1月1日の自治体再編に伴ってヘルフォルト郡に再び編入された。これと同時に、周辺の8つの町村、ディーブロック、アイクム、エルファーディッセン、ファルケンディーク、ヘリングハウゼン・オスト、ラール、シュヴァルツェンモーア、シュテーデフロイントが合併した。
1983年6月25日、ヘルフォルトでヴェストファーレン・ハンザ同盟が結成された。2011年初めの時点で、ヴェストファーレンおよびこれと境を接するニーダーザクセン州やヘッセン州北部を含めて 45 の旧ハンザ都市がこれに加盟している。
1200年祭を1年後に控えた1988年、発掘によりカロリング朝、オットー朝およびバロック時代の修道院の建物跡で貴重な出土品が出土した。また、1810年から工業用に利用されていた敷地でも考古学的発掘がなされている。
2008年9月23日、この街は連邦政府から「多様性の街」というタイトルを授与された。

### 市町村合併
1969年1月1日に以下の町村がヘルフォルト市に合併した: ディーブロック、アイクム、エルファーディッセン、ファルケンディーク、ヘリングハウゼン・オスト（西部のヘリングハウゼン・ドルフはエンガー市に合併した）、ラール、シュヴァルツェンモーア、シュテーデフロイント。この合併により人口は約 55,000人から 67,000人を超えるまでになった。市域の面積は 25 km2 から 78.95 km2 と約3倍になった。

## 住民

ヘルフォルト市の人口推移。1969年までの青線は旧来の市の人口、それ以後の黒線は合併後の市の人口である。

### 人口推移
ヘルフォルトの人口増加は、中世から近世初期にはゆっくりと増加しては、度重なる戦争、疫病、飢饉によって再び減少することを繰り返した。19世紀に工業化が始まると、人口増加はその速度を増した。1818年の市の人口は 5,832人であったが、1900年にはすでに 25,000人に達していた。1950年までにはさらに倍の 50,000人となった。
人口 12,486人にあたる周辺の多くの町村を合併したことで1969年1月1日に市の人口は史上最高の 67,661人となった。ノルトライン＝ヴェストファーレン州データ管理・統計局による調査に基づく2005年6月30日現在の公式人口は 65,050人であった。

### 宗教

#### キリスト教

##### 聖母の出現
10世紀にヘルフォルトでアルプスの北側で記録に遺る最初の聖母の出現が起こった（ヘルフォルダー・ヴィジョン）。ヘルフォルト最大の教会祭はこれにちなんで名付けられたが、2010年以降は年の市は開催されていない。伝説はこうである。ある羊飼いがシュティフトベルクでヒツジとともに休んでいた。彼は杖を地面に突き立てていた。夢の中で、白いハトの姿をした聖母がその杖にとまった。彼女はここに教会を建てるよう彼に命じた。そうして杖は、ボダイジュとなって芽を吹いた。目が覚めると牧人は街へ行き修道女にマリア教会のヴィジョンを知らせた。
マリア教会の祭壇の中にある木の幹の断片が、正にこのボダイジュの一部であるとされる。しかしこれはおそらく、旧ザクセン族の聖域がキリスト教化された遺物であろうと推察されている。こうした木片は、かつて歯痛の治療のために歯の間に挟み込まれたものだった。

##### 修道院
中世末期、ヘルフォルトには 20以上の宗教建築や慈善施設があった。教会や修道院の数は、近隣の司教都市であるオスナブリュック、ミンデン、パーダーボルンとほぼ同じであった。史料には聖ヘルフォルトを意味する "Sancta Herfordia" や "Hilligen Hervede" といった記述が遺されている。これはおそらくヘルフォルト出身の教皇付き書記官ヘルマン・ドヴェルクのことと推測される。彼は教皇マルティヌス5世（在位 1417年 - 1431年）の腹心の部下であった。
俗世の外にあったシュティフトベルクの修道院や女性用慈善施設以外に、ミュンスター教会（修道院教会）、ヨハニス教会、ヤコービ教会、マリエン教会、現存していないがアルターマルクトに面していたニコラライ教会、その他多くの修道院があった。
ゲーレンベルクとブリューダー通りとの間にアウグスチノ会エレミーテン修道院があった。この修道院は特に人文主義者に対して精神的な影響力を広げていた。最後の修隠士は、1540年6月30日に教会を含む全不動産と価値の高い図書を市参事会に譲渡した。帝国修道院のラテン語学校は、ミュンスターから移転されたもので、最初は市参事会と女子修道院長が共同で運営していた。フリードリス＝ギムナジウムはこの学校から後に発展したものである、ゲンゼマルクトとアルターマルクトとの間のフランシスコ会修道院は後に救貧院や社会福祉施設としての簡易宿舎となった。共同生活兄弟団のフラターハウス（修士館）やジュスターハウス（修道女館）はノイシュタットのホラントにあった。クラーレン通り沿いにはクラリス会修道院や、その近くにベギン会の施設もあった。
13世紀、コムトゥーア通りにヨハネ騎士団（後のマルタ騎士団）の騎士修道会管区本部が設けられた。宗教改革後ヘルフォルトのほぼすべての修道院が解散し、その建物は別の用途に転用されたが、この騎士修道会管区本部はヘルフォルトにおけるカトリック教会の種子となった。コムトゥーア通り 4a のルネサンス様式の玄関を持つ旧管区本部の建物は本市で最も古い石造建築である。この建物はカトリックの洗礼者聖ヨハネ教会の近くにある。

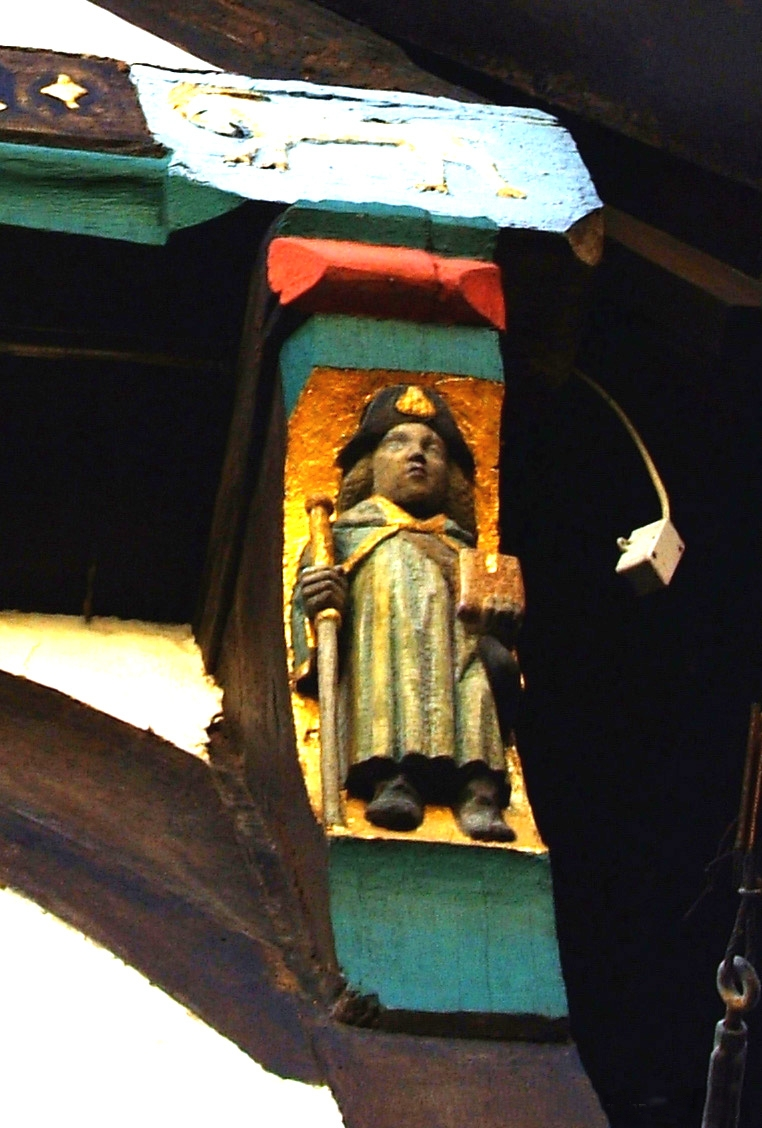
ブリューダー通り26番地 レーメンスニーダー＝ハウスのヤコブ像

##### ヤコブの巡礼路
宗教改革以前、ヘルフォルトはサンティアゴ・デ・コンポステーラに至るヤコブの巡礼路の重要な中継地点であった。本市は、マインツからリューベックに至る交易路と、ハーメルンからオスナブリュックに至る交易路との交差点という交通の便が良い場所であった。北にはヘルヴェーク・フォア・デム・ザントフォルデ（現在の連邦道 B65号線）、南にはパーダーボルンからゾーストに至るヴェストフェリシャー・ヘルヴェークが延びていた。
ヘルフォルトにあった数多くの兄弟団が巡礼者の面倒を見、病院や簡易宿舎を運営していた。4つの巡礼宿が確実に記録されている: マルタ騎士団管区本部近くのコムトゥーア通り沿いにあったゲルトルーデン＝ガストハウス（1545年に閉鎖）、現在のリュッバー通り 31番地の巡礼宿、ラーデヴィガー通り 25番のフュルステナウ＝ハウス、隣の 24番地の現存しない建物である。
巡礼者にとって魅力的だったのは、ヘルフォルダー・ヴィジョンの奇蹟の現場であるマリエン教会と、聖プジナの聖遺物を有しているミュンスター教会があることであった。遠方からの商人の休憩地であり市場であったラーデヴィークに礼拝堂が建設された。この例は堂から後にヤコービ教会（ラーデヴィガー教会）が成立した。1510年の教皇ユリウス2世の勅書に基づき。ヤコービ教会は教区教会では、ヤコブ信仰のための純粋な巡礼教会となった。1530年に「国を苦しめるものである」という理由により、この教会は参事会の指示に従って巡礼者に対して扉を閉ざした。しかしその後も17世紀になるまでヤコブの巡礼者はこの街を訪れていた。
現存するヤコブ信仰の徴としては、レーメンスニーダー＝ハウス（ブリューダー通り 26番地）、トラウフェンハウス（トリベン通り 18番地）、1494年建造のヤコービ教会のファサードや印章、1523年の市長ヨハン・フォン・リンテレンの紋章、ヘルフォルト・ミュンスターの聖ヤコブ像、ヘルフォルト博物館収蔵で現在非公開の1350年に作製された 2体の石像がある。
1987年にヤコブの巡礼路について科学的な調査記録を作成し、蘇生させるという欧州議会の勧告がなされた。ミンデンからヘルフォルト - ビーレフェルト - レーダ＝ヴィーデンブリュックを経てリップシュタットまでの区間、さらにはゾースト方面への巡礼ルートの研究は、ウルリケ・シュピヒャルの指導の下、ヴェストファーレン＝リッペ地域連合の考古委員会によってなされた。学術研究の完成と "Weg 3" と名付けられたヤコブの巡礼路の標識設置は2009年に始まった。この巡礼路は、2013年4月のミンデン聖堂での大規模な式典によって聖別された。

##### 守護聖人
宗教改革以前のヘルフォルトの守護聖人は聖プジナであった。この聖女の遺骨は、860年にヘルフォルト修道院に移され、これによりこの街は宗教上大きな重要性を獲得した。ミュンスター教会は聖マリアおよび聖プジナの名を冠していた。この聖女の記念日は 4月23日である。現在、聖プジナの聖遺物の一部は、カトリックの洗礼者聖ヨハネ教会に納められている。

##### 宗教改革の受容
宗教改革の 6年後の 1523年には早くもヘルフォルトで最初の福音書による説教が行われた。その2年後にはドイツ語の賛美歌がヘルフォルトのミュンスターで歌われた。この街の政治指導者たちはこれを黙認した。ヘルフォルトにおける宗教改革は 1529年から 30年の冬に、市民集会での決議により敢行された。1530年、ヨハニス教会においてラーフェンスベルク地方で初めて福音主義に基づく説教を行うことが認められた。

##### 宗教団体
この街の住民の多くはプロテスタントである。2011年初めのヘルフォルトには、約 32,000人のプロテスタント信者と約 11,000人のカトリック信者が住んでいた。
本市のプロテスタントの教会組織は、ヴェストファーレン福音主義教会の一部であるヘルフォルト教会クライスに属している。福音主義ルター派教会組織は、ヘルフォルト＝ミッテ教区、シュティフトベルク教区、エンマルス教区、クロイツ教区、ヘリングハウゼン教区、ラール教区、エルファーディッセン教区からなる。
ミュンスター教会、ヨハニス教会、ヤコービ教会はヘルフォルト＝ミッテ教区に、マリエン教会はシュティフトベルク教区に属している。エンマウス教区に属す 4つの教会はグラーツァー通りのクリストゥス教会、ランツベルガー通りのマルクス教会、シュヴァルツェンモーアのトーマス教会、ファルケンディークの三位一体教会がある。最後の三位一体教会は教会としては閉鎖されているが、依然エンマウス教区の所有となっている。フリーデンスタールのヘッセ通りにあるクロイツ教会（十字架教会）は、単独でクロイツ教区を形成している。ヘリングハウゼン教区にはヘリングハウゼン福音主義教会が、ラール教区には復活教会が、エルファーディッセン教区には平和教会がある。
福音主義改革派の教会は、ヴィルヘルム広場のペトリ教会である。
この他のプロテスタント教会には、ラーフェンスベルガー通りのヘルフォルト福音主義自由教会、ユングフェルン通りのヘルフォルト・クリストゥス＝ゲマインデ e.V.、ツィンマー通りのゲマインデ・ゴッテス e.V. の伝道所がある。
カトリック教会は、共通の司牧会で結ばれた、洗礼者聖ヨハネ司祭区、聖パウルス司祭区、マリア・フリーデン司祭区、聖ヨーゼフ司祭区（エルファーディッセン）がある。これらは、パーダーボルン司教区ヘルフォルト＝ミンデン首席司祭区に属す。
ヘルマン通りのヘルフォルト＝ミッテ新使徒派教会は、本市の新使徒派教会である。同教団のヘルフォルト＝ノルト教会は2005年の晩夏に閉鎖された。
ヘルフォルトの使徒派教会は、コムトゥーア通りにある。
レントーアヴァル通りには1995年建造、レンガ造りのカトリック使徒教会がある。
この街にあるもう一つのキリスト教会組織がギリシア正教である。その礼拝は、ミュンスター教会の近くにあるヴォルデルス礼拝堂で行われる。ヴォルデルス礼拝堂は、ヘルフォルト＝ミッテ教区の所有である。

#### ユダヤ教

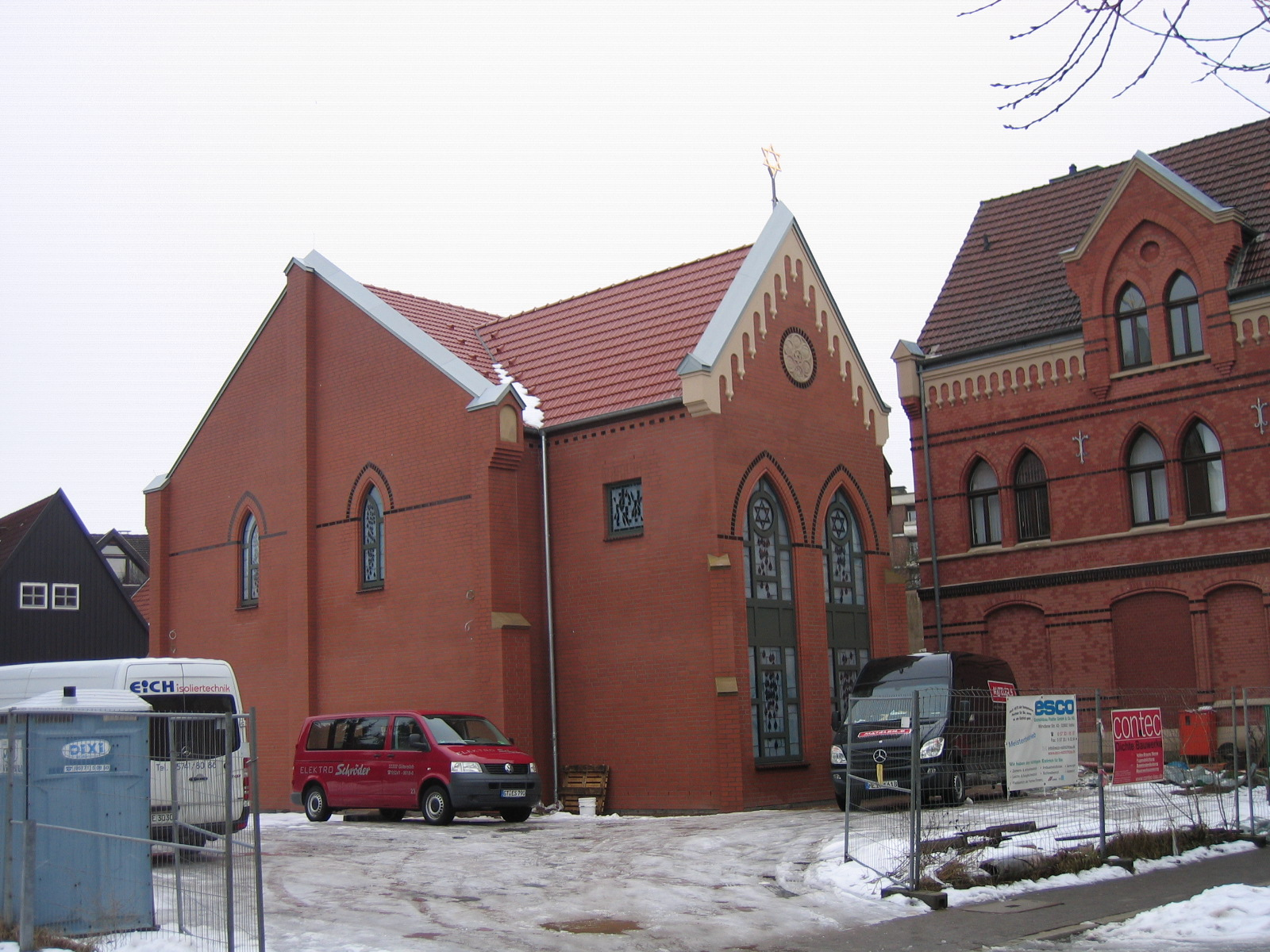
ヘルフォルトのシナゴーグ

11世紀のラインラント地方でのユダヤ人迫害以降、ユダヤ教信者たちはヘルフォルトを含むヴェストファーレン地方に移り住んだ。1306年頃からヘルフォルトにユダヤ人がいたという史料が遺されている。教会による利子徴収禁止を背景に、ユダヤ人は修道院長のための集金を行っていた。この帝国直轄修道院はユダヤ人の従者を容認していた。税収の増加に伴い、今度は市内に定住することが許されるようになった。共同統治の時代には、市もユダヤ人の従者を認めていた。14世紀にペストが流行するとユダヤ人は殺害されたが、その直後には再びヘルフォルトに定住している。16世紀末になるまで常に 3 - 5 家族のユダヤ人がこの街に住んでいた。アルトシュタット（旧市街）のユーデンガッセ（ユダヤ人街）がゲットーの役割を担っていたのかどうかは判っていない。この通りは1910年にレッシング通りと改名された。三十年戦争の後、ブランデンブルク侯領は再びヘルフォルトのユダヤ人従者を増やしていった。
1808年にユダヤ人たちはシナゴーグを建設した。ユダヤ教組織は約 300人にまで増加した。それにもかかわらず、市民権が完全に同等になったのは1869年になってからであった。
コムトゥーア通りには、1852年に聖別されたユダヤ教のシナゴーグがあった。この建物は、1892年から1893年にかけてネオゴシック様式に改築された。1934年の突撃隊員によるシナゴーグ放火は小さな被害で消し止められた。修繕によりこの建物はすぐに再び使用できるようになった。1938年の排斥事件（水晶の夜）により、このシナゴーグは再び放火され、掠奪された。火災と放火犯らによる破壊行為によってシナゴーグは完全に破壊された。
国家社会主義の時代後に生き延びたヘルフォルトのユダヤ人はごくわずかであった。彼は、10 - 15 人程度で新しいユダヤ教会を結成した。この教会はすぐには成長しなかった。かつてのソヴィエト連邦からの移住者によって教会信者は約 40人となった。シナゴーグの改築と同時に造られた教団ハウスが現在、ヘルフォルト＝デトモルト・ユダヤ教会の礼拝所となっている。ヘルフォルトに本部を置くヘルフォルト＝デトモルト・ユダヤ教会は、2010年初めの時点で約 110人の信者を擁している。
1978年11月９日にユダヤ教会は旧シナゴーグ跡地に記念碑を建立した。
2008年5月29日にシナゴーグ再建の鍬入れがなされ、2010年3月14日に開所された。
国家社会主義者によって殺害されたユダヤ人が第二次世界大戦まで住んでいた家の前に、2009年6月から2011年5月までの間にグンター・デムニヒによって123個の「躓きの石」が設置された。

#### その他の宗教
アイムター通りにはエホバの証人の王国ホールがある。
「宗教組織のためのトルコ＝イスラム連合」(DITIB) の礼拝・文化施設は、ビーレフェルダー通りにある。その後2009年5月に、ヘルフォルトでアレヴィー派の教団が組織された。この教団は2010年11月にアレヴィー派教団センターをオープンさせた。当時の信者は約 210人であった。

## 行政

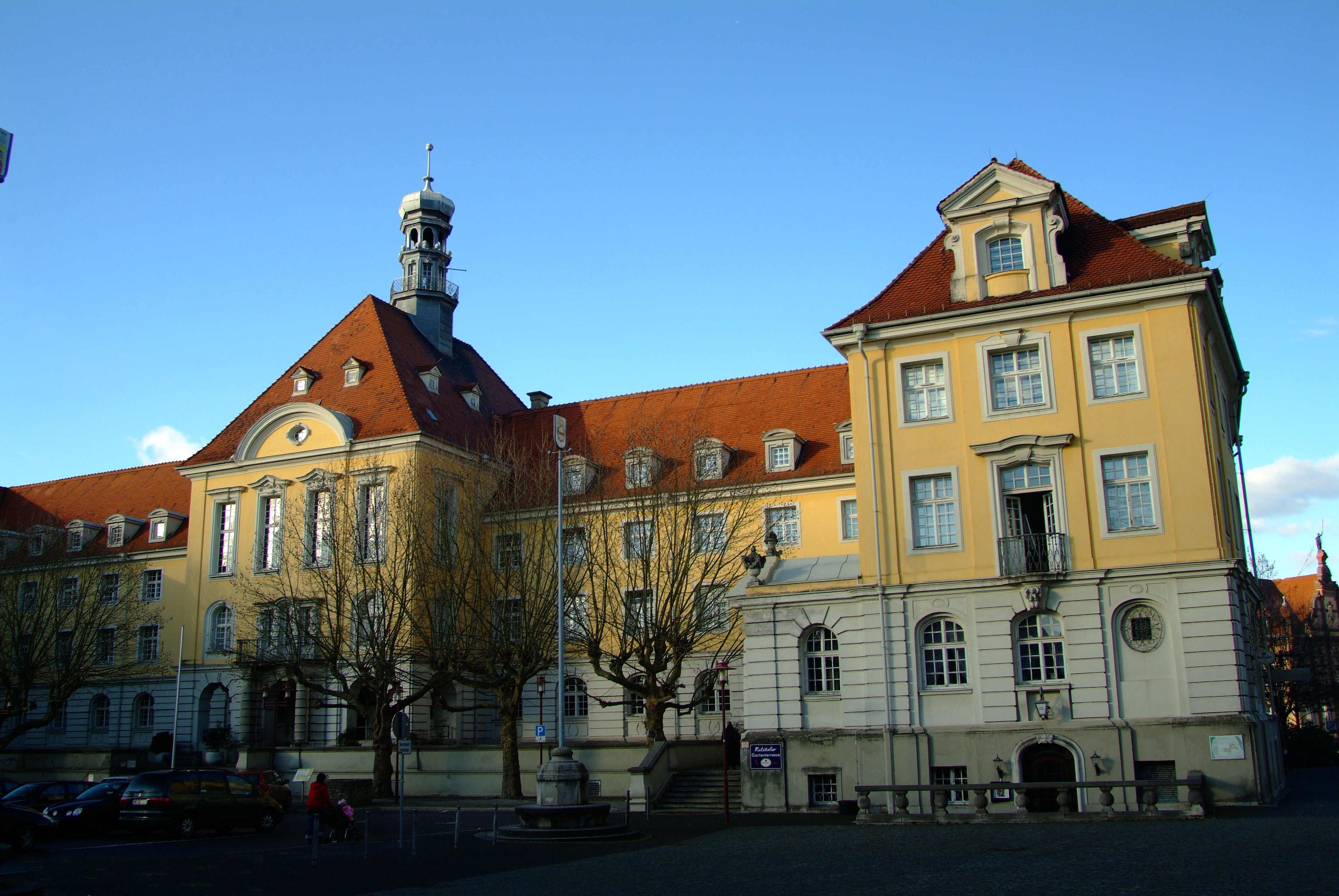
ヘルフォルト市庁舎

### 市議会
ヘルフォルトの市議会は 44議席からなる。これに議長として市長が加わる。

### 市の責任者
第二次世界大戦後から1974年までヘルフォルトには、専門職で行政指導者のオーバーシュタットディレクター（選挙で選出される公職）と名誉職で市議会議長を務めるオーバービュルガーマイスター（上級市長）がいた。郡独立市の地位を失い、ヘルフォルト郡に再度編入されたことにより、両者はその任期が終了する1974年までともにオーバーシュタットディレクターという名称を用いることとなった。その後ヘルフォルト市には、ビュルガーマイスター（市長）とシュタットディレクター（事務総長にあたる）が設けられた。1999年以降、専任の市長が住民によって選出される事になった。シュタットディレクターの職はこれ以後廃止された。

#### 上級市長および市長
第二次世界大戦後の上級市長および市長を列記する。
| 任期                   | 氏名                           | 政党 | 備考                                   |
| ---------------------- | ------------------------------ | ---- | -------------------------------------- |
| 1945年4月5日5 – 6月9日 | ハインリヒ・ティーマン         |      | イギリス軍政府の指名による暫定上級市長 |
| 1945年6月10日 – 1946年 | フリードリヒ・ホルツアプフェル | CDU  |                                        |
| 1946年 – 1961年        | ヘインリヒ・ヘッカー           | SPD  |                                        |
| 1961年 – 1984年        | クルト・ショーバー             | CDU  |                                        |
| 1984年 – 1999年        | ゲルハルト・クリップシュタイン | SPD  |                                        |
| 1999年 – 2004年        | トーマス・ガブリエル           | CDU  |                                        |
| 2004年 – 2014年        | ブルーノ・ヴォルブリンク       | SPD  |                                        |
| 2014年 -               | ティム・ケーラー               | SPD  |                                        |

#### オーバーシュタットディレクターおよびシュタットディレクター
| 任期            | 氏名                               |
| --------------- | ---------------------------------- |
| 1947年 – 1961年 | フリッツ・マイスター               |
| 1962年 – 1974年 | ヴァルター・アーバイ               |
| 1974年 – 1986年 | ゲルト・オーバーシェーフェン       |
| 1986年 – 1994年 | エルンスト・オットー・アルトハウス |

### 紋章
ヘルフォルト市の紋章は突き出した翼廊をもつ開いた門がデザインされている。門の上にはゴシック様式のアーチをもつ屋根があり、その上に十字架が掲げられている。翼廊の屋根の上にはそれぞれ旗が掲げられているが、どちらも中程まで3つの三角旗状に裂けている。開いた門の中には鍵が描かれている。旗の色は、右側（向かって左）が赤 - 白で、左側（向かって右）が黒 - 白である。
この紋章は、1899年に王の認可を得て使用されている。デザインは、アルトシュタットの古い印章に基づいている。この印章は1231年のもので、"SIGILLUM CIVIUM HERVORDENSIUM" と記されている。その後様々なバリエーションが生まれた。「金地に、赤いゴシック様式の開いた楼門、その中に直立する黒い鍵がある。破風型屋根の先端に赤い十字架、右に赤 - 銀、左に黒 - 銀の旗が長い赤い旗竿に掲げられている。
門のアーチの中にある鍵は、アルンスベルク行政管理区の数多くの市の紋章にも疲れているが（たとえばブリロン、ハレンベルク、シュマレンベルク、ゾースト、ヴェルル）、これは本市を含むケルン大司教区の教区聖人聖ペトロの象徴である。黒 - 白の旗もケルン大司教を示している。もう一つの旗はヘルフォルト修道院を示している。
紋章に加えて、ヘルフォルト市は旗に白と赤の生地を用いている。
1899年までの市の紋章は、ヘルフォルト修道院のそれと同じデザインで、白地に赤い横帯というものであった。ここでは横帯は徒渉地であること、銀の地色は水を表している。

### 姉妹都市
ヘルフォルト市は、以下の都市と姉妹都市、友好都市関係にあり、また都市連合に加盟している。
姉妹都市
- ヒンクリー（英語版）（イギリス、レスターシャー）1972年
- フレゼリシア（デンマーク）1987年

友好都市
- ヴォディツェ（クロアチア、シベニク＝クニン郡）1974年
- クインシー (イリノイ州)（アメリカ合衆国、イリノイ州）1991年
- ゴジュフ・ヴィエルコポルスキ（ポーランド、ルブシュ県）1995年
- マナウガト（英語版）（トルコ、アンタルヤ県）2008年

ヴォディツェとの市民交流は、ヘルフォルト郡とクロアチアとの交流から生まれた。クインシーとの交流はアメリカ側からの主導で生まれた。クインシーにはヘルフォルト地域出身者を祖先に持つ住民が多い。マナウガトとの交流はスポーツクラブの交流から生まれた。
都市連合
1990年からヘルフォルトは、ザクセン＝アンハルト州のクヴェードリンブルク、ニーダーザクセン州のハーメルン、ツェレ、ハン・ミュンデンとの間で都市連合を結成した。クヴェードリンブルクとの交流は、ヘルフォルト修道院で育ったマチルデが後に国王となったザクセン公ハインリヒに嫁ぎ、クヴェードリンブルクに住んだことが機縁となった。
この他に、ライン川沿いのロイテスドルフとの間で市民交流が持たれている。この街は、ドイツ人王ルートヴィヒがヘルフォルト修道院に賦役農地ロイテスドルフを寄進したとして、868年に初めて文献に記録されている街である。
ヘルフォルトはさらに、都市同盟「新ハンザ同盟」やヴェストファーレン・ハンザ同盟の創設メンバーである。2013年6月には第33回 新時代の国際ハンザ会議がヘルフォルトで開催された。

### その他
1946年1月22日、コンラート・アデナウアーはヘルフォルト市庁舎の小会議室でドイツキリスト教民主同盟のイギリス管理地域代表に選出された。

## 文化と見所

### 演劇
1960年に建設されたミンデナー通りの市立劇場（692席）ではゲスト公演が行われている。
ノイアー・マルクトの近くに、2005年初めから「LAG・シュピール・ウント・テアター e.V.」の本部が置かれている。このかつてのリネン工場跡には、オフィスや演劇教育専門図書館の他に、練習、ワークショップ、公演用の劇場ホールがある。ここでは児童向け・青年向けの様々な催し物や、州レベルでの演劇教育の専門学習が行われている。
老人ホームのヨハネス＝ハウスに、2010年に演劇・演芸場の「アウゲンブリック＝テアター」が設けられた。アウゲンブリック＝テアターはインドアおよびアウトドアのプロダクションを演出している。アウゲンブリック＝テアターは2010年に 11の文化施設とともに 7日間にわたって演劇祭「アウゲンブリック＝マール!」を開催した。

### 映画
1927年に設立された「ヘルフォルダ・リヒトシュピールパラスト」(He-Li-Pa) は、1937年に「カピトール」と改名した。1979年に改築された映画館は4つのスクリーンを有している。この映画館は2009年11月1日から2010年11月11日まで閉館していた。
ヘルフォルトで最も古い映画館「ヴィテキント」は、1910年頃からヘッカー通りにあり、2000年代に閉鎖された。建物の裏側部分には老人ホームが造られたが、前面部分は空き家となっていた。2010年の市外の決定に基いて取り壊され、ビジネスパークに改造されることになった。
初期の映画館は、もう1つ、ラーデヴィガー通りにあった。
ヴェレ通りの「ヴェレ＝リヒトシュピーレ」は「プッシェンキーノ」と呼ばれていた。これは、近所の人たちが室内履きでやって来たことに由来したと言われる。この映画館は 1960年代に閉館した。
同じく1960年代に閉館したのが、「キーノ・スカラ」である。1966年11月から1970年10月までここにはオストヴェストファーレン＝リッペ地方で最も有名なビート・クラブの一つであった「ジャガー・クラブ」があった。当時は、ジミ・ヘンドリクスやザ・ローズといった著名なプレーヤーがこのクラブに出演した。1978年から1981年までは「スカラ・ヘルフォルト」という名前で、パンク、レゲエ、ニュー・ウェイヴのコンサート会場に利用されていた。この建物は1982年1月11日に取り壊された。跡地は現在、マイアーフェルト本課程学校の一部になっている。
市立劇場やラーフェンスベルガー・ギムナジウムに近いブルッフ通りの旧「ヴェルト＝リヒトシュピーレ」の建物は現在、ダンスクラブ「グリュン＝ゴルト」の本部になっている。
ヘルフォルトで最も新しい映画館が、ゲーレンベルク通りとブリューダー通りとの角の「フィルム＝スタジオ」であった。1階は商店で、映画館はその上階にあった。映画館が閉鎖された後、ここはショッピングフロアになっている。
リスト通りのシュティフトベルクにイギリス軍が映画館を運営しているが、ここは軍関係者しか入場できない。

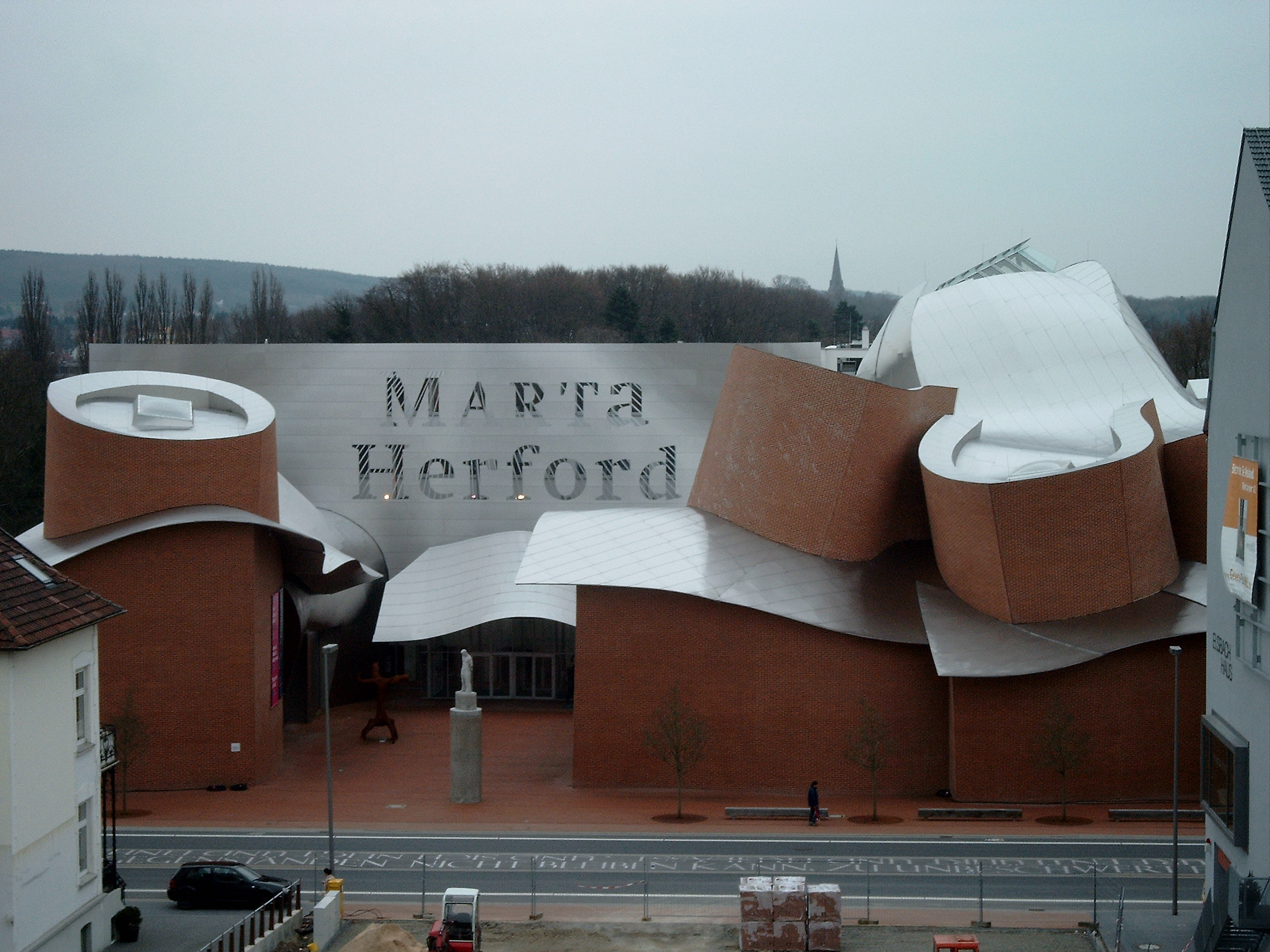
MARTa ヘルフォルト

### 博物館・美術館
「MARTa ヘルフォルト」は、2005年5月に開館した。この現代芸術およびデザインの美術館では、不定期に展示品の入れ替えが行われている。
ヘルフォルトにある「ダニエル＝ペッペルマン＝ハウス」では、街の歴史に関する常設展示がなされている。また、増築部分では、テーマを決めて入れ替え展示もなされている。
2005年、ヘルフォルト市庁舎の地下倉庫に、追憶・記録・交流の場として「ツェレントラクト」が整備された。
エルンストマイアー財団の援助を受けて市の歴史に関する博物館をヘルフォルトのミュンスターに建設する計画は、2007年末に大きく後退した。

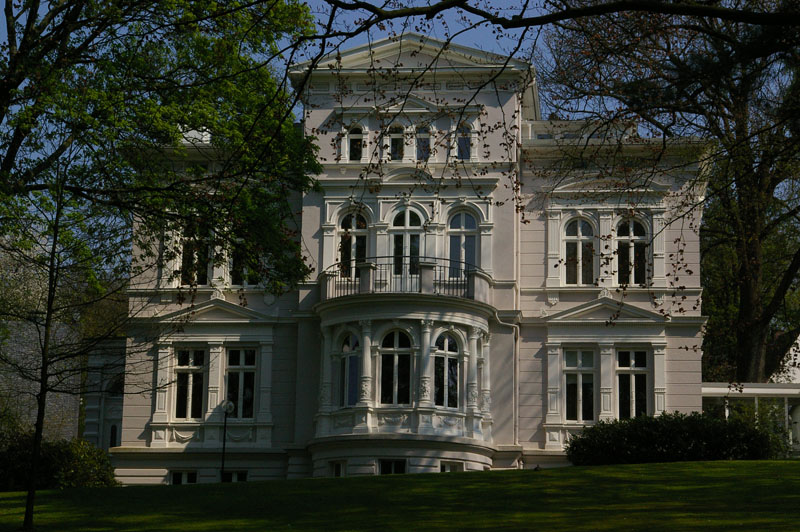
ヘルフォルト教会音楽大学

### 音楽
市立公園の射撃教会会館には、イベントのためのホールやスペースが多く用意されている。ここでは北西ドイツ・フィルハーモニー管弦楽団のコンサートも開催される。ヘルフォルトは、ノルトライン＝ヴェストファーレン州の3つの州立オーケストラの1つである北西ドイツ・フィルハーモニー管弦楽団の本部所在地である。また、福音主義教会音楽大学のヴェストファーレン教会合唱団の所在地でもある。ヘルフォルト音楽学校では若者たちが教育を受けている。この他に、私立の音楽学校が市内に1校ある。
2001年から毎年、市内の教会でオルガン演奏のコンサート・シリーズ「オルガンの夏」が開催される。2006年11月には、エルンストマイアー財団が後援する国際オルガン・コンクールの第1回がヘルフォルトのマリエン教会で開催された。
この地方で最も有名なビートクラブの一つが1966年から1970年までこの街にあった。旧キーノ・スカラのジャガー・クラブには、当時ドイツ全土で、あるいは世界的にも著名なシンガーやバンドが出演した。
ヘラー・ヴェーク2番地 / エルファーディッサー通りの角の旧工場にあるロックアカデミー OWL は、若いバンドやミュージシャンを育成している。このアカデミーでは、2005年から毎月「今月最も成長したアーチスト」のタイトルを授与している。2004年から2008年までロックアカデミーが使用していたリュバートーアヴァルの建物を、市は2008年に売却した。
- ダニエル・ペッペルマン・ハウス
- ヘルフォルト音楽学校
- ロックアカデミーOWL

### 建造物
ヘルフォルトの文化財一覧はドイツ語版Liste der Baudenkmäler in Herfordを参照のこと。

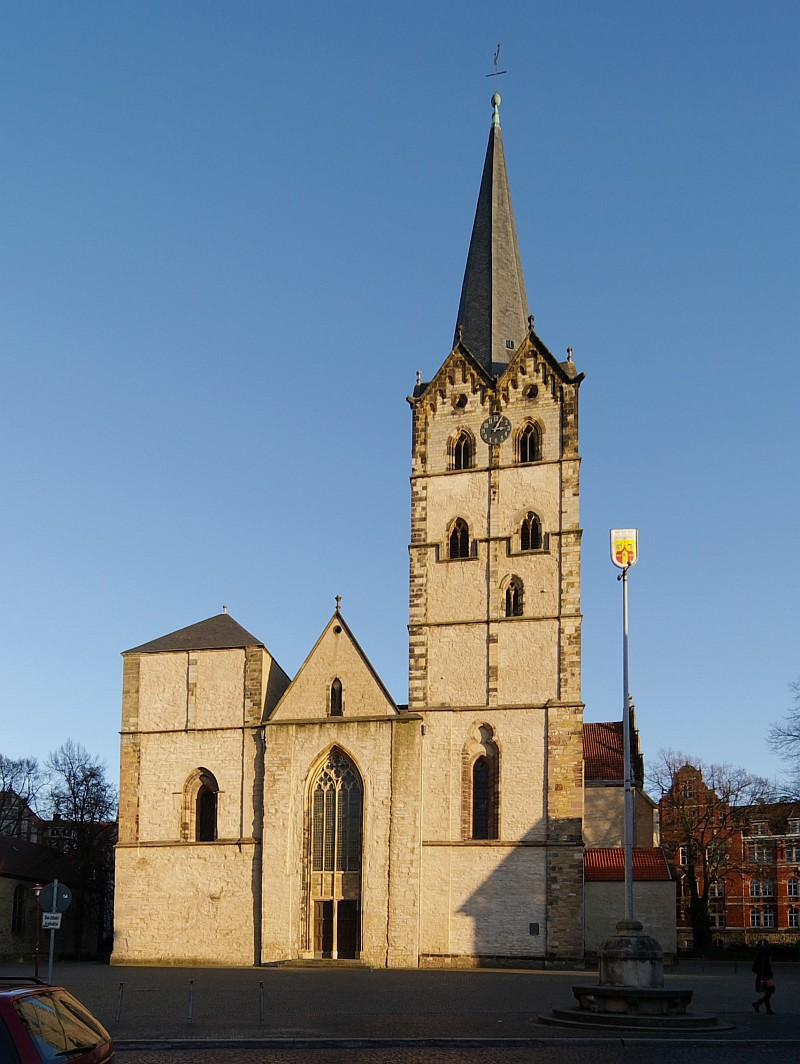
ヘルフォルトのミュンスター教会

#### 教会
ヴォルデルス礼拝堂を含めミュンスター教会は、ヘルフォルトの帝国直轄女子修道院の修道院教会であった。後期ロマネスク様式のこのホール式教会は、おそらく1220年 - 1250年頃に建設されたもので、ドイツで最初の大型ホール式教会であり、現在でもヴェストファーレン地方最大のホール式教会である。この教会は、1532年以降プロテスタントの教会となっている。塔内には 1200年頃から2001年鋳造のものまで 11の鐘があり、州内で最も大規模な組み鐘の一つとなっている。かつての女子修道院は、マルクト広場から現在の市庁舎の敷地を通ってシュテファン広場にまで広がっていた。シュテファン広場には現在もいくつかの建物の（修復された）基礎壁がある。ミュンスター教会のすぐ北側にヴォルデルス礼拝堂がある。伝承によれば、女子修道院創設者の聖ヴァルトガー（825年逝去）がこの礼拝堂内に埋葬されている。現在の簡素な建物は 1735年に建設されたもので、1962年以降はギリシア正教のネクタリオス礼拝堂となっている。

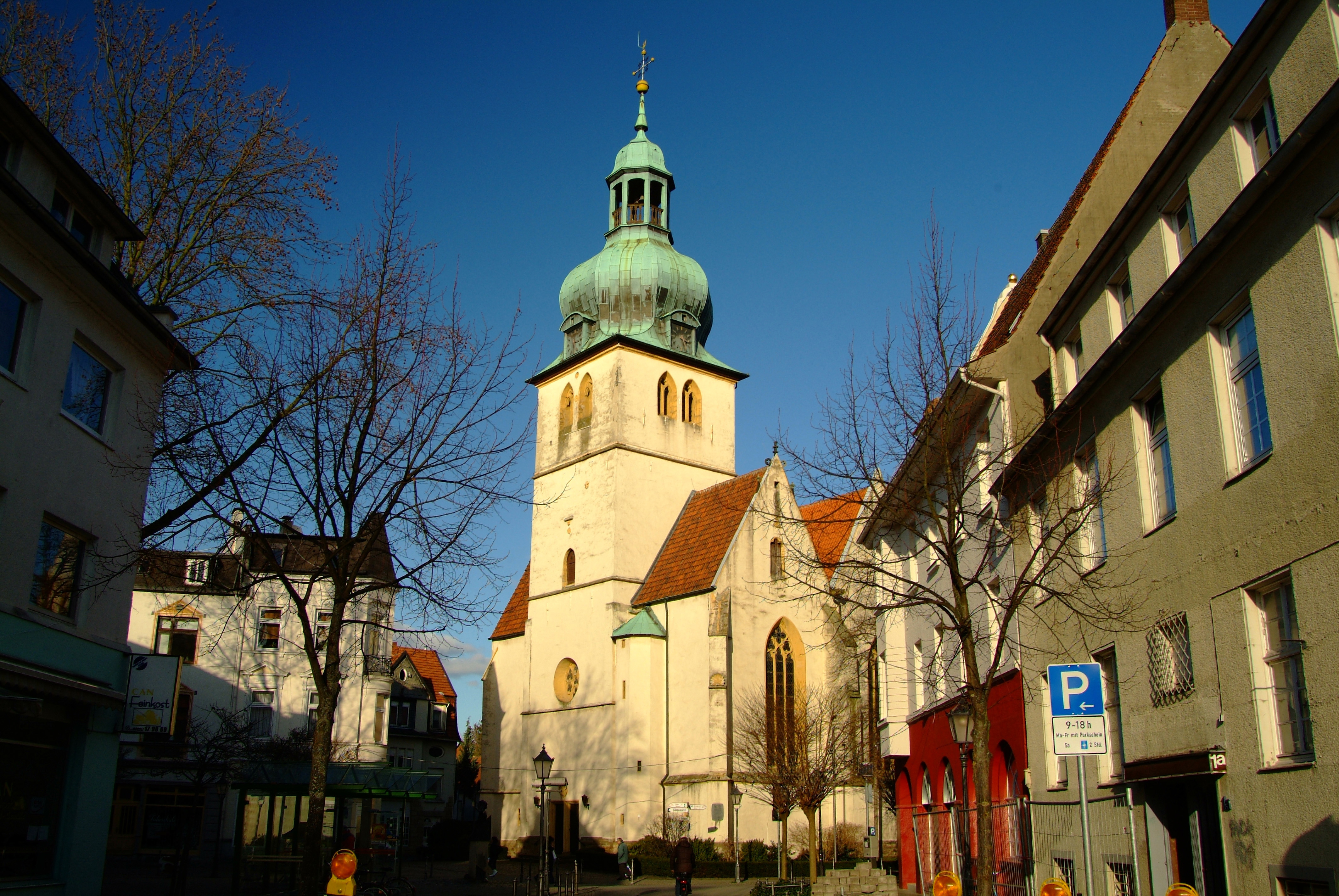
ヤコービ教会

聖ヤコービ教会（ラーデビガー教会）は 14世紀に建設されたゴシック様式のホール式教会である。この教会は、16世紀になるまでは、サンティアゴ・デ・コンポステラへのヤコブの巡礼路に位置する巡礼教会であった。1530年以降巡礼者が訪れなくなり、教会は閉鎖された。1590年の第1アドヴェント後の木曜日にプロテスタントの教会として再開された・当時この教会では、教会を花で飾ることが許されておらず、ブラウンコール（茶色のケール）が使われていた。この故事を踏まえて、現在ラーデヴィガー・コールフェスト（ラーデヴィヒのケール祭）が開催される。
14世紀に建設されたゴシック様式のホール式教会はこの他に2つある。聖ヨハニス教会（ノイシュテッター教会）と聖マリエン・アウフ・デム・ベルゲ教会（ヘルフォルトの聖母教会）である。後者は1011年に創設された娘修道会の教会であった。ヨハニス教会と聖母教会はそれぞれ1530年と1548年にプロテスタントの教会になった。
後期ゴシック様式のジュステルン礼拝堂（1518年献堂）は2つのアーチを持つ南壁だけが遺されている。この教会はヘルフォルトのアウグスティノ会女子修道院の教会であった。
カトリックの教区教会聖ヨハネ・バプチスト教会（洗礼者聖ヨハネ教会）は、1715 / 16年建造のホール式バロック教会である。
上記以外のヘルフォルトの教会は 20世紀に建造されたものである。その中で一番古いのは 1902年の福音主義改革派ペトリ教会である。建築様式は14世紀の十字型構造の平面図を模倣している。
これに次いで、エルファーディッセンの平和教会（1914 / 15年）とシュヴァルツェンモーアのトーマス教会（1931年）が建設された。ファルケンディークの三位一体教会は 1934年に建てられた教区集会所を元に1926年に改築された。これら 3つの教会は、いずれも当時は独立した町のプロテスタント教会であった。
主に第二次世界大戦後の難民流入により、1958年から1965年にかけて、当時の市内およびまだ独立していた周辺町村に 5つのプロテスタント教会が建設された。グラッツァー通りのクリストゥス教会（1958年）、ヘリングハウゼンの福音主義教会（1958年）、ランツベルガー通りのマルクス教会（1960年）、ラールの復活教会（1963年）、フリーデンスタールの十字架教会（1965年）である。
一方、1955年から1962年までの間には 3つのカトリック教会が献堂された。リュベルリンデンヴェークのマリア・フリーデン教会（1955年）、エルファーディッセンの聖ヨーゼフ教会（1957年）、キービッツ通りの聖パウルス教会（1962年）である。
1914年にミュンスター教区の2番目の講堂として建設されたエッティングハウザー・ヴェークのルターハウスは、現在では神事に使われていない。

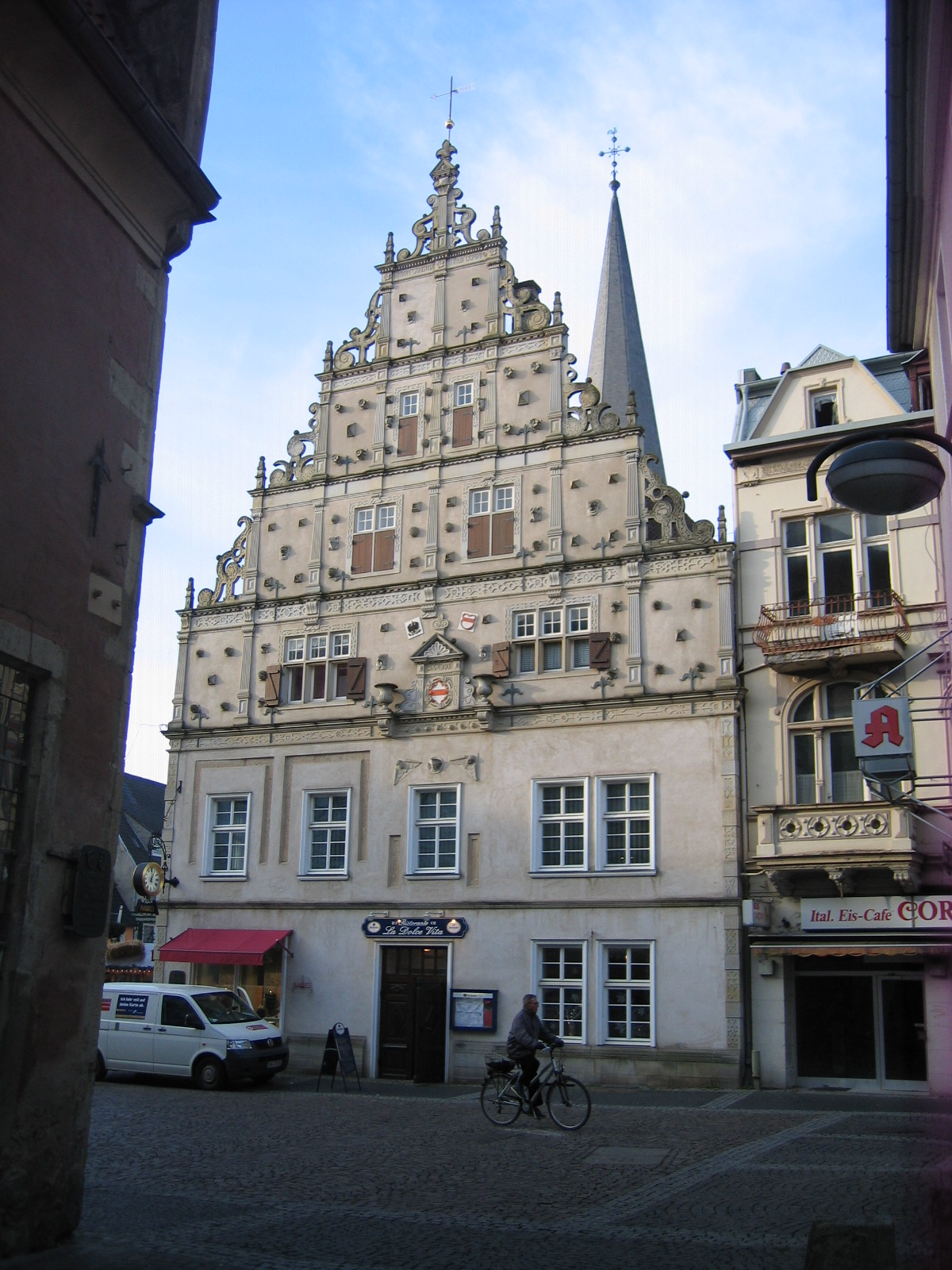
ノイシュテット市庁舎

- ヴォルデルス礼拝堂
- 聖ヨハニス教会
- 聖母教会
- ジュステルン礼拝堂の南壁
- 洗礼者聖ヨハネ教会
- ペトリ教会

#### 市庁舎
ミュンスター教会のすぐ隣に位置する市庁舎は、側翼やマーケットホールを有する大きなネオ・バロック建築で見応えがある。この建物は1913年から1916年にかけて、それまでの修道院長館に替えて、ハノーファーの建築家パウル・カーノルトの設計に基づき建設された。ノイアー・マルクトのノイシュテット市庁舎は、1600年頃に建造された。豪華な破風は1930年に表現主義様式で創られたが、1988年から元のルネサンス様式のファサードに戻す工事がなされた。

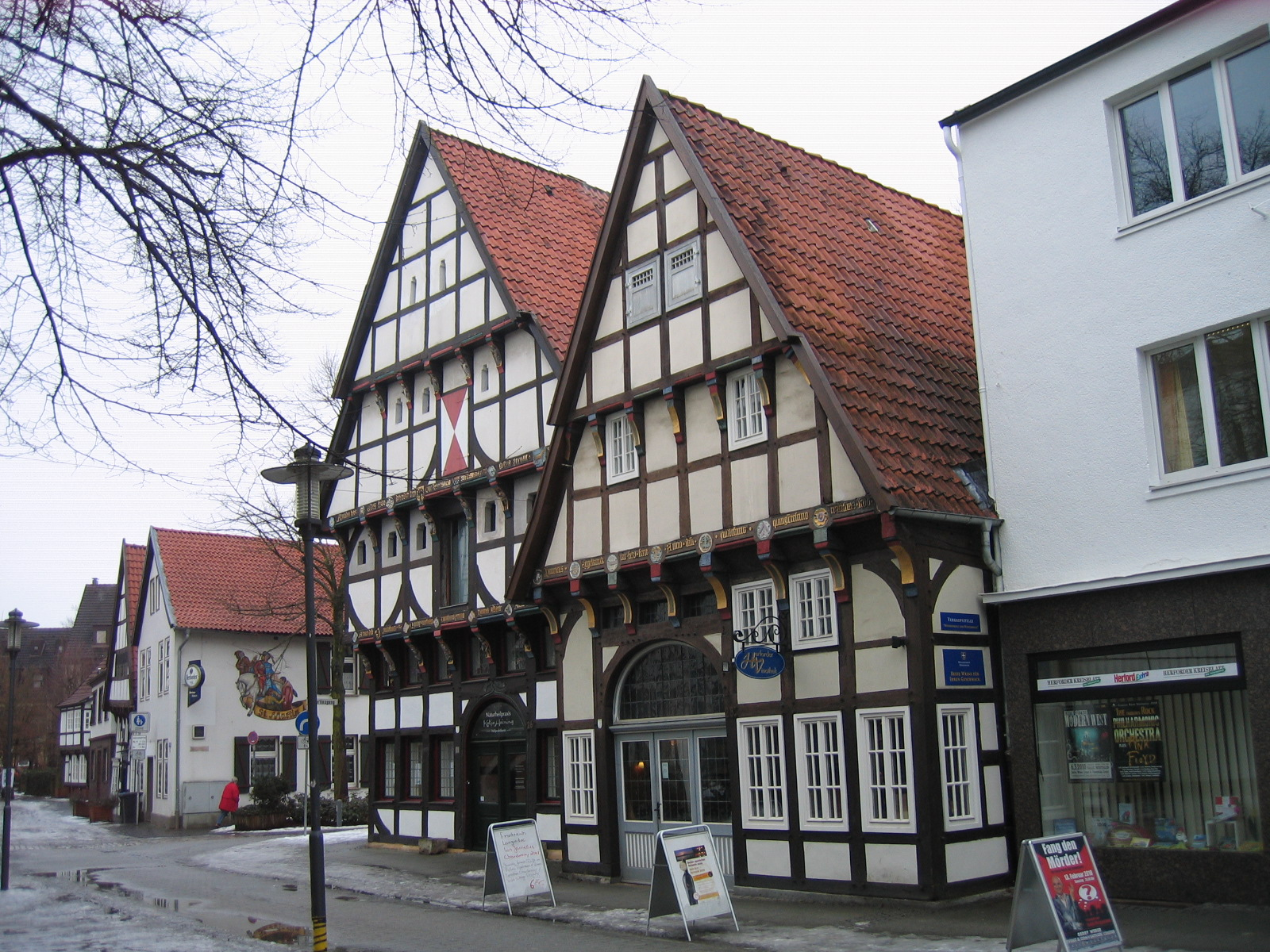
ブリューダー通り26番地レーメンスニーダー＝ハウス（奥）と同28番地の木組み建築（手前）

#### 民家
第二次世界大戦の爆撃によって内市街の数多くの街区（たとえばヨハニス通りなど）が甚大な損傷を受け、あるいは焼失した。しかし、中世の街並みが消滅する上でより深刻だったのは、1950年代から1960年代にかけての都市計画に基づく破壊であった。これにより古民家や古い街角全体がみるみる失われていった。中世木組み建築は、戦争によって 20 % が失われたのだが、戦後の都市計画では歴史的建造物の 60 % が犠牲となったのであった。特に手痛かったのが、リュッバー通りのいわゆるクリューヴェル＝ハウスの喪失であった。1957年に取り壊されたこの木組み建築は、1589年に制作された立派な破風によってヴェーザールネサンス建築の傑作の一つに数えられていた。これに次いで1960年にアルター・マルクト14番地（1560年頃、ファッヒャーロゼッテ（扇形の装飾）を有していた）が、1961年にヘーメリンガー通り2番地（1639年建造）が、1966年には1537年建造の堂々たる木組み建築であったハレ通り47番地のハーゲン邸が、1972年には1869年に建造されたブリューダー通りの後期古典主義建築のフリードリヒス＝ギムナジウムが、相次いで姿を消した。
こうした喪失にもかかわらず、今でもなおブリューダー通りには16世紀に建造された木組み建築がいくつも遺されている。最も有名なのは、1521年に建造されたレーメンスニーダー＝ハウス（26番地）である。この4階建ての建物の持ち送り（せりだした上階を支える斜めの支柱）は彫刻された像で豊かに装飾付けされている。その隣（28番地）は広い出入り口を持つ1532年建造の3階建ての切妻建築である。この建物は1961 / 62年に修復された。1550年頃に建設されたブリューダー通り14番地の建物は張り出し部を有している。また、1528年に建設された18番地の3階建て切妻建築はロープを象った持ち送りを有している。

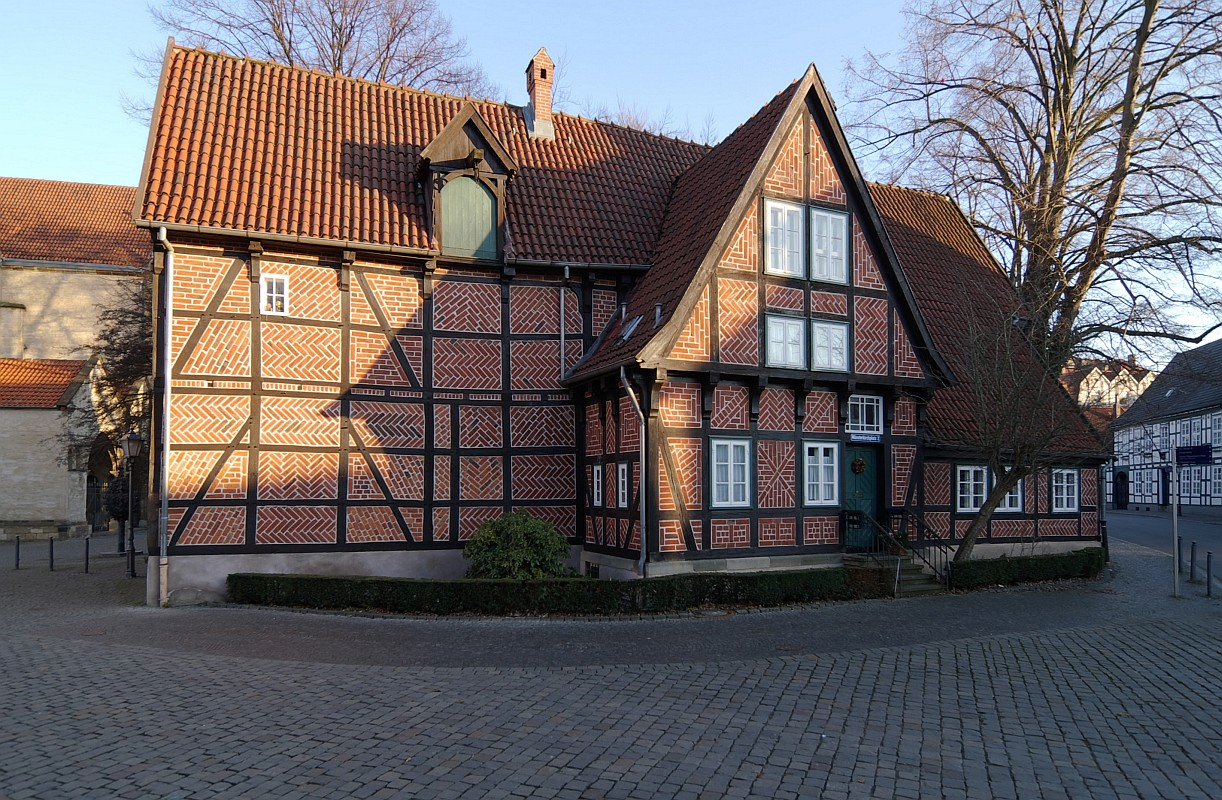
カントルの館

1484年から1494年の間に建てられた3階建て木組み建築のカントルの館がエリーザベト通り2番地にある。壁はレンガで装飾され、彫刻された持ち送りが上階を支えている。紋章が彫られた持ち送りもある。このカントルの館はヴェストファーレンで最も古い木組み建築の一つである。外側に掲げられた記念プレートには「ヴェストファーレンで2番目に古い木組み建築」と記されているが、その後 14世紀に建設された木組み建築が複数判明しており「2番目に古い」という記載は正しくない。
ホラント地区にも時の力に抵抗して多くの古い建物が遺されている。21番地の建物は1554年の銘を有している。39番地の建物はこれよりわずかに新しい1559年の銘を持つ 3階建ての切り妻建築で、持ち送り部分にロープを象った装飾がなされている。29番地は角地の切妻建築で、中核部分は16世紀初めに造られた。コムトゥーア通り9番地には小さな木組みの切妻建築があるが、これの建物は隣の11番地と同様に1600年頃に建てられた。レッシング通り14番地の漆喰塗りの木組み建築は、おそらく16世紀前半に建造されたものである。
レール通り5番地のかつての貴族の館は1648年に建造され、18世紀半ばに角石や漆喰で装飾がなされ、古典主義様式の玄関が増築された。レール通り11番地の旧牧師館は張り出し部分を持つ3階建ての建物で、前面はスレート張りである。最新の調査によれば、この館は1638 / 39年に建設された。
中核部分は16世紀にまで遡る1695年建造のノイアー・マルクト7番地の切妻建築および1638年建造のラーデヴィガー通り23番地の切妻建築、彫刻が施された板張りのラーデヴィガー通り27番地の建物（1645年の銘がある）、レン通り32番地の3階建て木組み建築（1550 - 60年頃建設、1979年に修復）、彫刻で装飾され1639年の銘を持つシュタイン通り17番地の木組み建築などは特筆櫃に値する。また、トリーベン通り8番地にも1500年から1550年の間に建てられた彫像の持ち送りを持つ小さな建物がある。

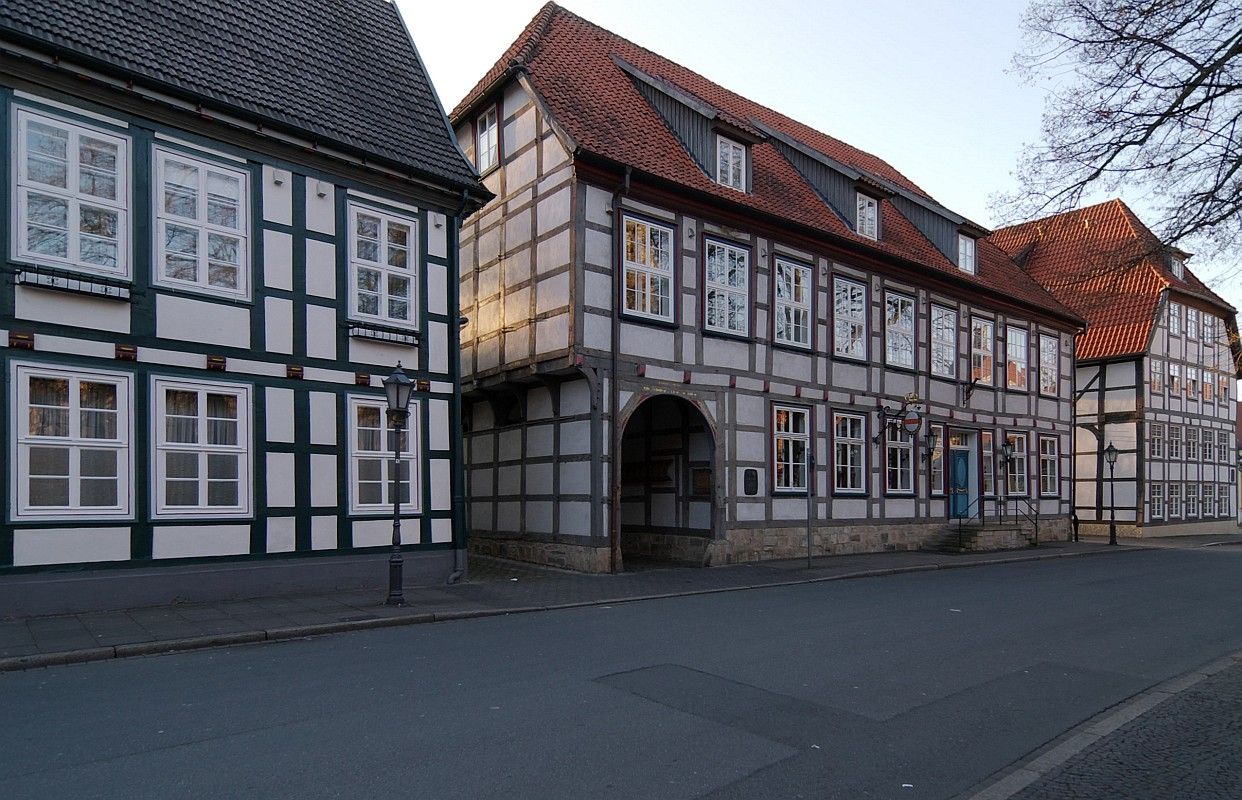
エリーザベト通りの木組み建築群。手前から11番地、9番地、7番地

エリーザベト通り3番地から11番地の17世紀から18世紀に建てられた木組み建築群は、かつての修道院を想起させる。聖マリエン教会に隣接するシュティフトベルクには、修道女の居館がいくつか遺されている。その一つであるシュティフトベルガー通り33番地は、18世紀に建てられた寄せ棟屋根3階建ての建物であり、その入口上部にはバロック様式の紋章が掲げられている。
上述の木組み建築他に、一連の石造建築も遺されている。ヘーメリンガー通り4番地には、後期ゴシック様式の大きな切妻建築がある。この建物は三角破風と階段破風を組み合わせたファサードを有している。これは16世紀中頃の様式で、フリューヘレン通り11番地にも類似の作例が見られる。ヘッカー通り4番地には、泡沫会社設立時代の建物に取り囲まれて、市長館がある。ミュンスターの市長館をモデルに建造された後期ゴシック様式の階段破風を有する建物である。この建物は1538年に建設された。1階が商店に改築されたこの建物は、これよりも数年古いだけのビーレフェルトのクリューヴェルハウスを強く想起させる。
フリューヘレン通り11番地には三角破風と階段破風を組み合わせた化粧漆喰の大きな建物がある。建設されたのは1591年である。2004年から2005年に大規模な修復工事が行われ、これにより完全に間違えていた床板や本来の窓が復元された。また、外装の漆喰も新しく塗り直された。ノイアー・マルクト2番地のヴルファートハウスは、1560年に建設された3階建て切妻建築である。破風は、いわゆるリッペルネサンス様式を示している。1977年から1979年に大きな修復が行われた。この工事では、同時期の建物をモデルに修復が行われた。この他に1610年の銘を持つラーデヴィガー通り33番地の切妻建物も特筆に値する。ファサードは19世紀にネオ・ルネサンス様式に改築された。隣（35番地）には、尖塔アーチ型の門を持ち上階が木組み建築になっている1555年建造の石造建築がある。
ベルガートーアヴァル22番地の建物は、ユダヤ人織布企業家エルスバッハ家の旧邸で、20世紀初頭のユーゲントシュティール様式の典型的な作例である。

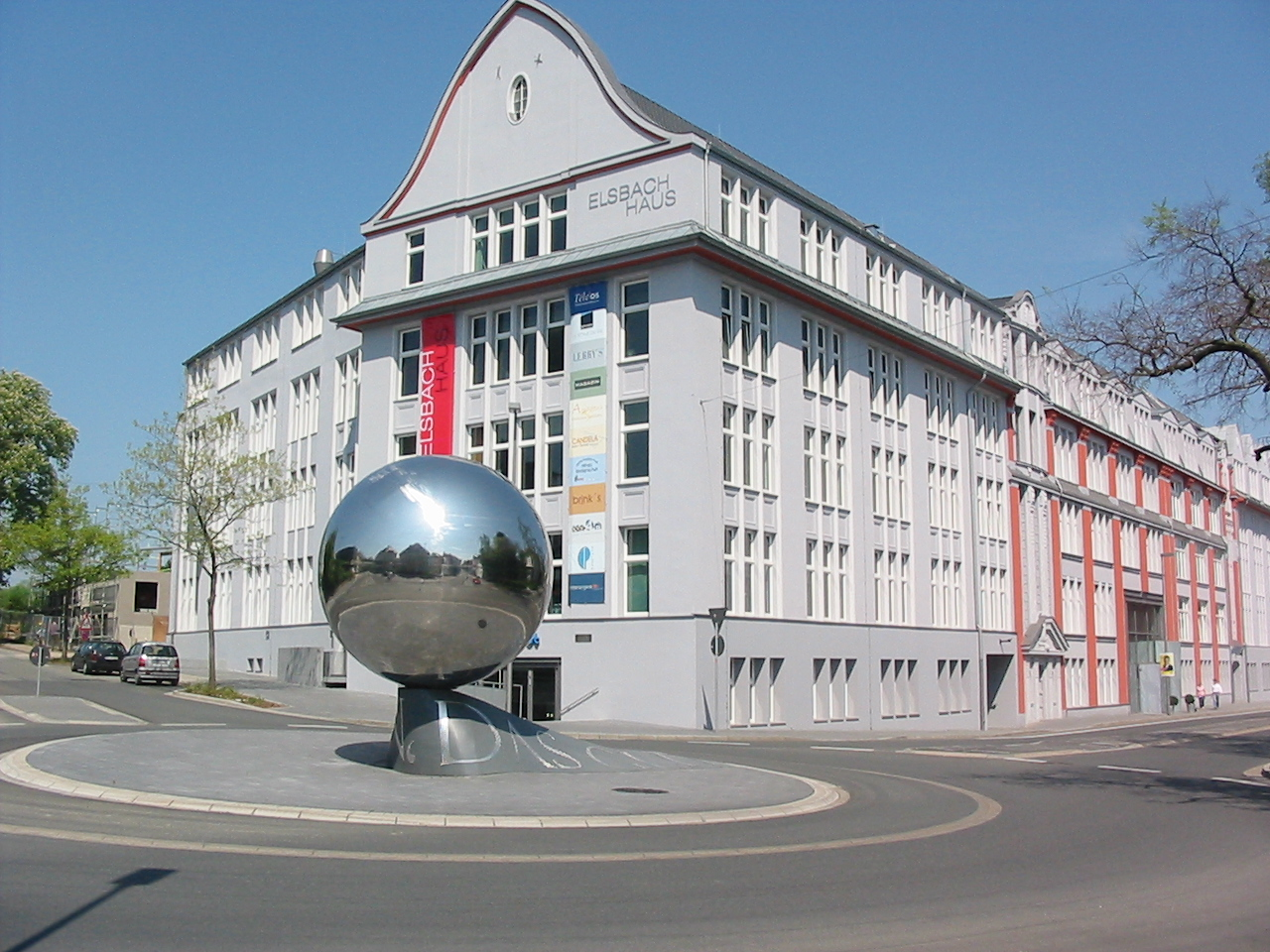
エルバッハハウス

- ブリューダー通り14番地（手前から2軒目の張り出し部のある木組み建築）と12番地（その奥、2階に張り出し部がある建物）
- ブリューダー通り18番地
- ホラント21番地
- ホラント39番地
- ホラント29番地
- コムトゥーア通り9番地
- コムトゥーア通り11番地
- レール通り5番地の旧貴族館
- レール通り11番地の旧牧師館
- ノイアー・マルクト5番地（左）と7番地（右）
- ラーデヴィガー通り27番地
- シュタイン通り17番地
- トリーベン通り8番地
- シュティフトベルガー通り33番地
- ヘッカー通り4番地の市長館
- フリューヘレン・ハウス（11番地）
- ヴルファートハウス
- ラーデヴィガー通り33番地
- ラーデヴィガー通り35番地

#### ゲーベン通り沿いの新街区
2004年から2005年に美術館 MARTa の建設に連動して、ゲーベン通りの駅からほど近いシラー通りとルイーゼン通りとの間の飾り気のない街を刷新する試みがなされた。かつて地元の重要な織布企業であったエルスバッハを元にしたエルスバッハハウスがショッピングモールを有するオフィスビル（地元電話会社のテレオス、市の100%子会社であるHVVやラジオ・ヘルフォルトの本社がある）に改築された。
街の開発に伴い、ヘルフォルト音楽学校の新しい校舎がすぐ隣に建てられた。また、レストランも何店かオープンした。

#### ビスマルク塔
高さ 23.33 m のビスマルク塔は、市の東部、バート・ザルツウフレンとの市境近くのシュトゥッケンベルクに建つ展望塔である。

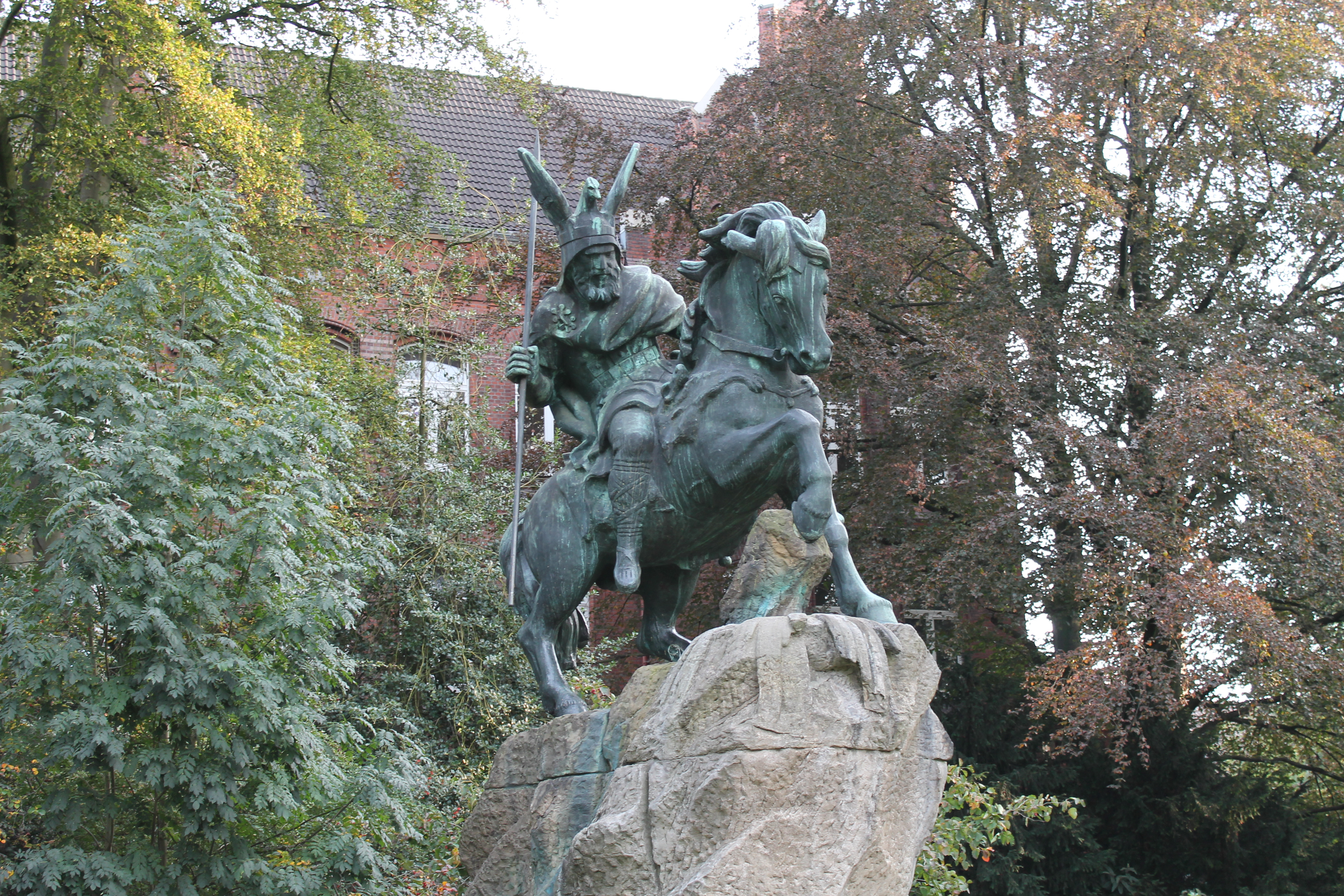
ヴィドゥキント記念碑

#### ヴィルヘルムス広場
ヴィルヘルムス広場は、ヘルフォルトの内市街の大部分を遊歩道として囲んでいるかつての土塁施設の一部である。ヴィルヘルムス広場にはドイツで唯一のヴィドゥキントの記念碑がある。ヴィドゥキント（737年頃 - 807年頃）（地元ではヴィッテキントとも呼ばれる）は、ザクセン公でザクセン戦争におけるカール大帝に対する抵抗勢力のシンボル的存在であった。
1949年3月15日から6月末までの間、何千人もの人がヴィルヘルムス広場7番地の家に押し寄せた。ここには、不治の若者を治療したと奇蹟の治療師を称するブルーノ・グレーニングが住んでいた。

#### リンネル織り記念碑、リンネンバウアー広場
1906年に建立されたこの記念碑は、ヘルフォルト最後の手工業であるリンネル織りの織工を記念したものである。1960年代までここには水車が稼働するヴォーヴェレ川が流れており、アルトシュタ旧市街と新市街とを分けていた。

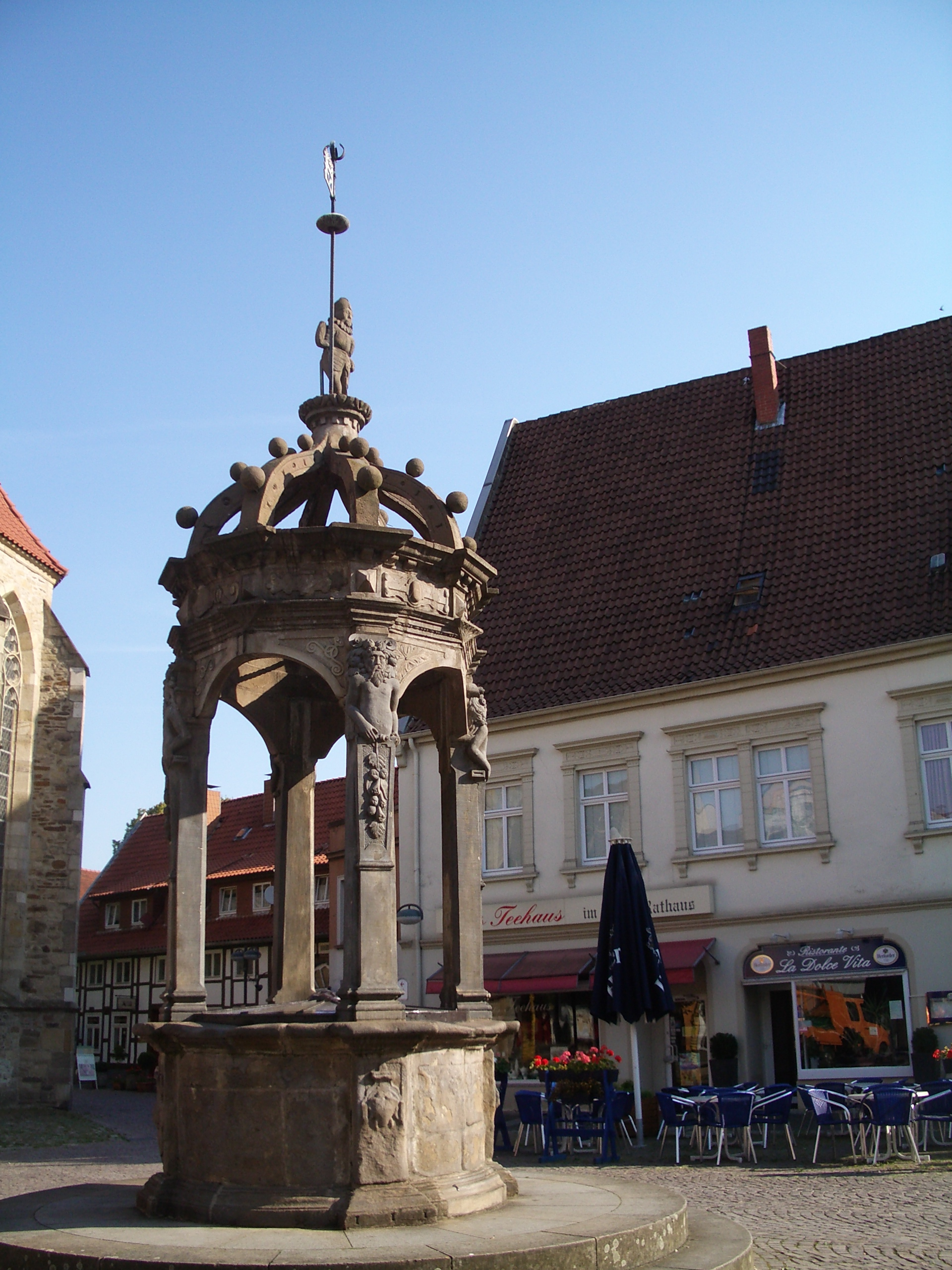
ノイシュテットの泉

#### ノイアー・マルクト
ヘルフォルトのノイアーシュタット地区の中心にあたるノイアー・マルクトはヘルフォルトで最も美しい広場であり、木組み建築やルネサンス建築を特徴としている。1599年に建造された泉には、自由帝国都市ヘルフォルトの幟と紋章を持つ一人の騎士が象られている。この1830年頃に一旦売却されたこの泉は、1962年に再び元の場所に戻された。1634年まで独立した都市であったノイシュタットの旧市庁舎は中世にその中核部分が建造された石造の切妻建築である。1930年に取り壊されたヴェーザールネサンス時代の装飾破風は、1988 / 89年に復元された。1560年に建設されたヴルファートハウスは、リッペ＝ルネサンス様式の破風を有し、ヘルフォルトの商人や市民の自意識を誇示している。

#### アルター・マルクト
アルター・マルクトは最も重要な商いの場であった場所で、今日に至るまでヘルフォルト・アルトシュタットの活気ある中心地である。ここには、元々は16世紀のゴシック様式でルネサンスの要素を取り込んで完成したアルトシュタット市庁舎が1878年まであった。

#### 橋

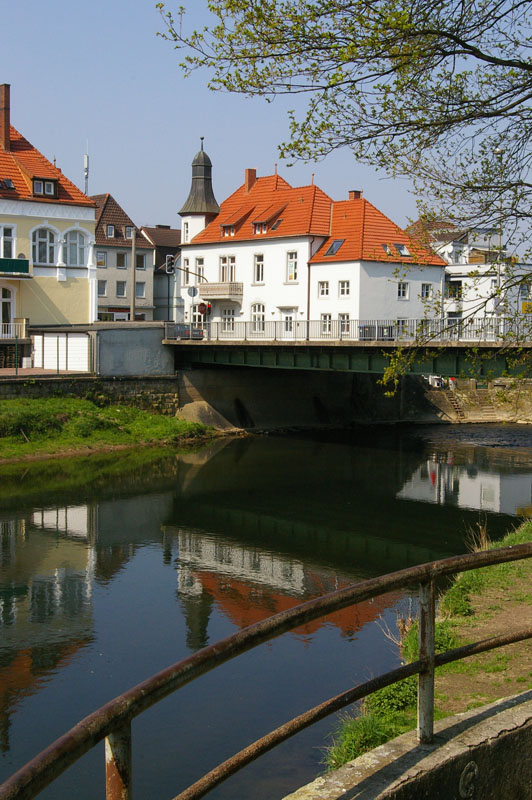
ハンザ橋

ヴェレ川、アー川、シュタットグラーベン（市濠）がヘルフォルト市内を流れているため、この街には多くの橋が架けられている。この3本の川だけで、23本の道路橋、鉄道橋、歩行者橋が架かっている。さらに道路を越える鉄道橋が15本、他の道路を越える道路橋は数多くある。
ヘルフォルトの橋には公式な名称がない。いくつかの橋は、そこを通る道路の名称や、かつての市門にちなんだ名称で住民たちに呼ばれている。リュッバートーア橋、ヴェラ川に架かる2本のベルガートーア橋、ヘルフォルトで最も古い橋の一つである市濠に架かるシュタイントーア橋などである。
ヴィーゼ通り橋は屋外プール H2O 付近でヴェラ川を渡る。鉄道ヘルフォルト - ヒンミヒハウゼン線の鉄道橋もこの近くでヴェラ川を渡っている。前者の道路橋は歩行者も利用できる。この他のヴェラ川に架かる歩行者橋は、ヘルダー通りの郡警察署近くに架かるヘルダー橋、ザルツウフラー通りとヴェディゲンウーファーとの間の橋、リュッバートーアヴァルとフリードリヒス＝ギムナジウム近くのヴェレ公園との間の橋がある。最も有名な橋の一つがハンザ通りのハンザ橋で、かつてはこの橋を通ってヘルフォルト軽便鉄道がヴェラ川を渡っていた。バイパス道路は浄水場付近でヴェラ川と、ビーレフェルダー通りとの交差点付近でアー川と交差する。
この他のアー川に架かる橋は、ヘルマン通り、「ウンター・デン・リンデン」土塁付近、ラーデヴィガー通り/ベッカー通り/エリーザベト通りの交差点付近、「アウフ・デア・フライハイト」通りのヘルフォルト貯蓄銀行および区裁判所付近にある。歩行者橋はシュタイントーアヴァル付近にある。ここでは市濠がアー川に合流し、かつてはさらにボーヴェレ川もアー川に合流していた。
市濠には、既述のシュタイントーア橋の他にビーレフェルダー通り、ダニエル＝ペッペルマン＝ハウス付近の歩行者橋、バーンホーフスクロイツング（駅前交差点）前の4車線の橋がある。駅前交差点の橋は「アウフ・デア・フライハイト」通りがシュタイントーア橋の近くで市濠を渡る橋である。
2つの鉄道橋、ヘルフォルト駅付近のゾフィー通りとシュリーフェ通りを越える橋は、その長さからウンターフュールンゲン（直訳すると「下を通る道」）と表記される。
全国的に有名なのは、ヘルマン通りの旧墓地とエルファーディッセン通りとの間で鉄道ヘルフォルト - ヒンミンヒハウゼン線を渡る、2009年に新設された歩行者橋である。この橋は、コストの問題で納税者連盟から批判を受けている。
連邦道 B239号線（バイパス道路）の4車線拡幅工事に伴い、ヘルフォルト/バート・ザルツウフレン・インターチェンジとディーブロッカー通りとの間に新しい橋が2008年に完成した。
過去数十年の間に、市内のいくつかの橋が代替のないまま取り壊され、あるいは埋め立てられた。特に1969年から1976年までの間に埋め立てられたボーヴェレ川の橋がその対象となった。ヴェディゲンウーファー付近の橋、ヨハニス通りとベルガートーア通りとを結ぶオスターブリュッケ、リンネンバウアー広場前のミッテルシュテッター橋、アルント通りの橋がそれである。
ディーブロッカー通りとヴィテキント通りとの間で鉄道ハム - ミンデン線を渡る歩行者橋も取り壊された。

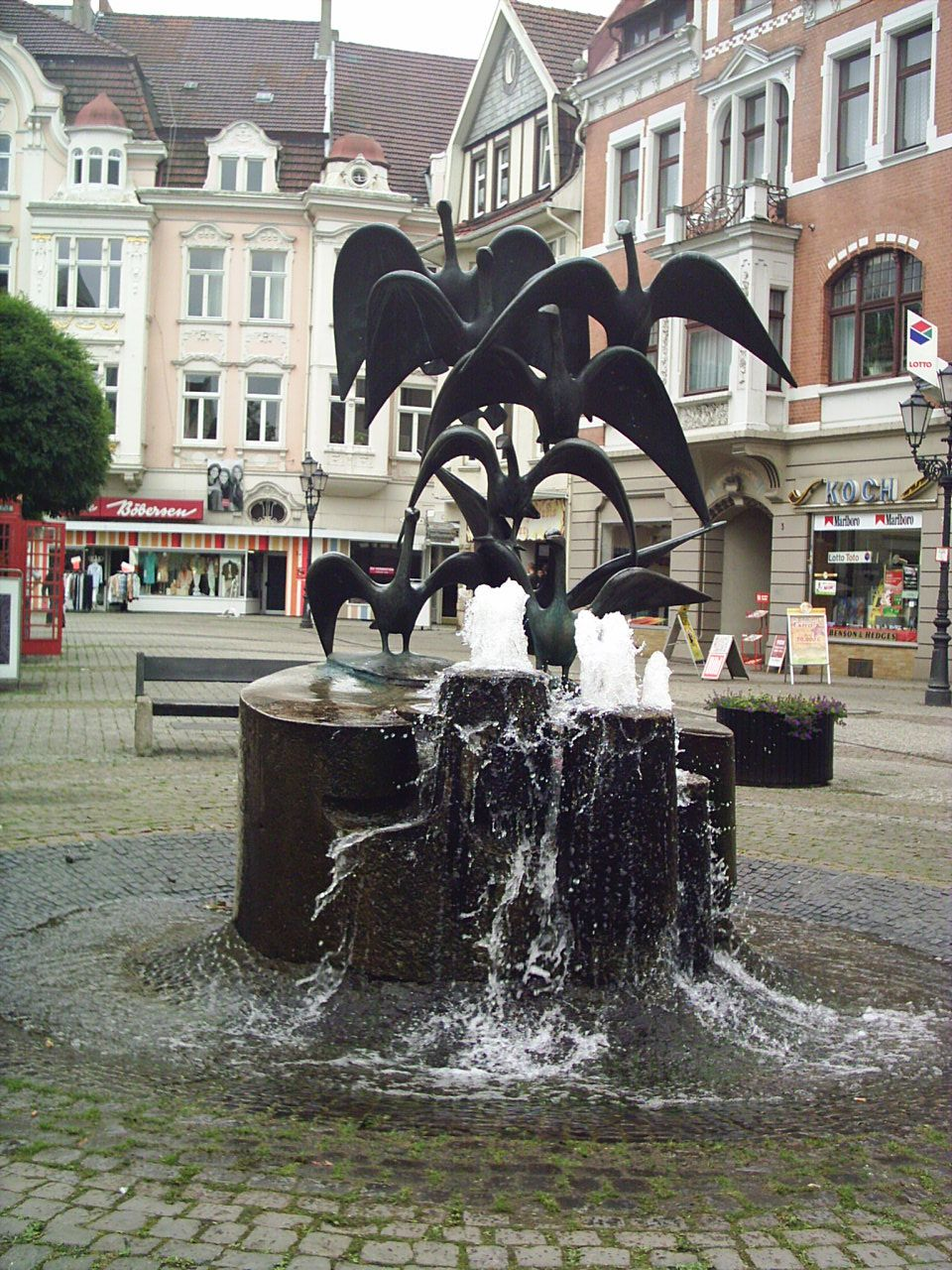
ゲンゼマルクトのゲンゼブルンネン（ガチョウの泉）

#### 泉
ヘルフォルトの内市街には数多くの泉がある。以下にリュッバートーアからシュタイントーアまでについて記述する。
歩行者専用区域の入口（リュッバー通りとベルリナー通りとの角）にあるハンザの泉は、本市がハンザ同盟の加盟都市であったことを記念するものである。ブロンズ像はハンザ同盟のコグ船を象ったものである。ノイアー・マルクトには1599年製のルネサンス様式、砂岩製のノイシュタットの泉がある。ゲーレンベルクのブリューダー通りへの合流点には可動式の像がある泉が建っている。像は、ヘルフォルト・オリジナルのムッター・グリュンとラッパを吹くオスカル（夫婦という設定）および興行師を象っている。同じゲーレンベルクの「アム・ガンゲ」側には、その形状から地元では「ビュルガードゥッシェ」（直訳すると「市民のシャワー」）と呼ばれる近代的な泉がある。アルター・マルクトにはかつて1616年製のアルトシュテッター・マルクトブルンネン（旧市街市場の泉）があったが、現在はミュンスター教会広場に移設された。修道院を連想させるのが、市庁舎広場のアプタイブルンネン（修道院の泉）である。もう一つ、若者がデザインした泉がベッカー通りにある。ゲンゼマルクトにはゲンゼブルンネン（ガチョウの泉）がある。

#### 記念碑、記念プレート

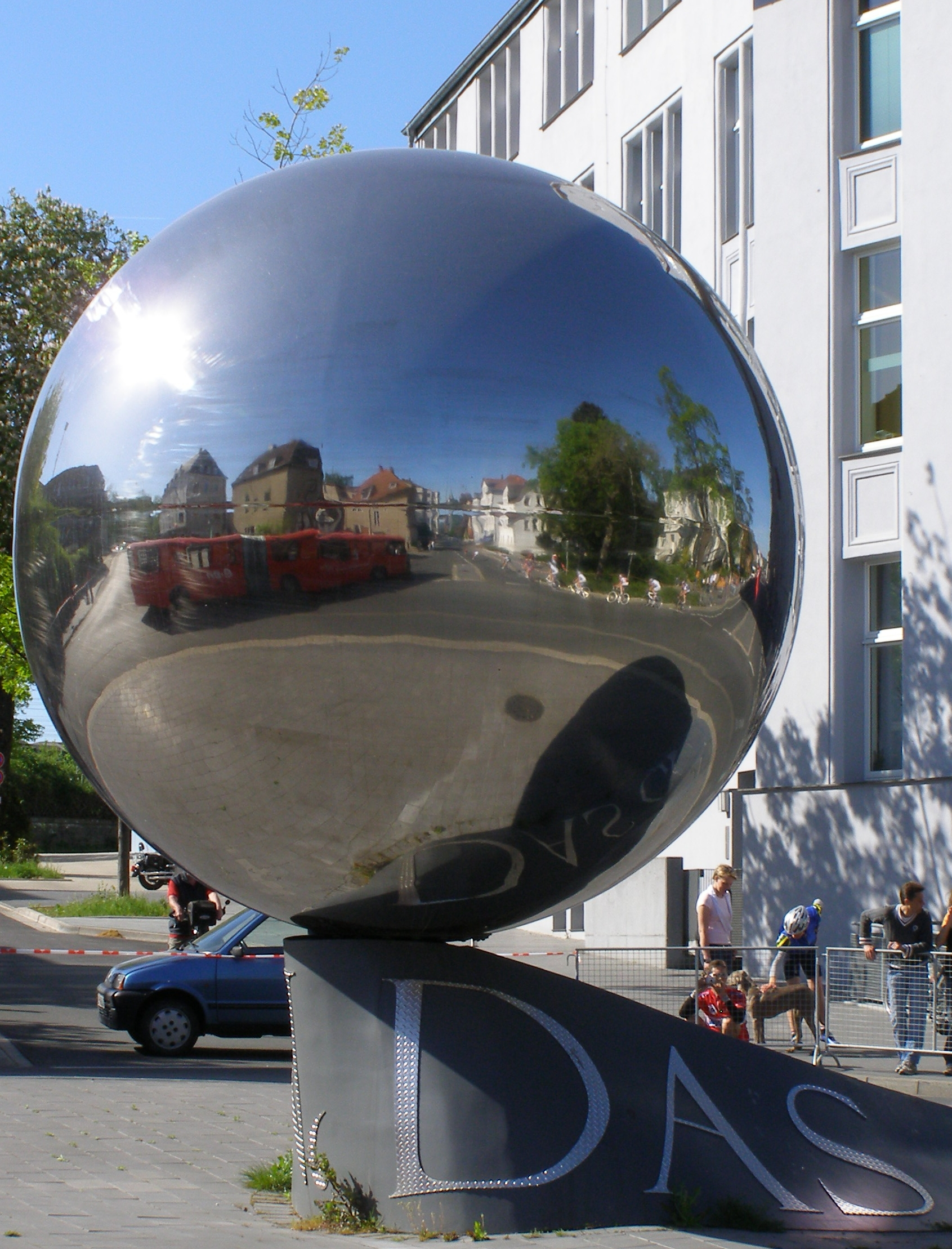
芸術作品「La Palla」

既述のヴィドゥキント記念碑、リンネンバウアー記念碑、戦争と弾圧の犠牲者記念碑（公園の項参照）や戦士の記念碑（墓地の項参照）の他に、ミュンスター教会とカントル館との間にアプタイステーレ（修道院の石柱）がある。これは貴族的なヘルフォルト帝国修道院や修道女の活動を記念して1989年に建立された。1998年からマルクトハレの前にある帝国修道院都市ヘルフォルトの都市歴史記念碑は、修道院と都市との特殊な関係、すなわち共同統治（1256年から）を示している。ミュンスター教会広場の旧市街市場の泉の近くに、17世紀の市壁に囲まれた帝国都市の模型が2002年に設置された。
フュルステナウ広場には、三十年戦争時代のヘルフォルトの庇護者で、ブランデンブルク公に対して帝国自由権を守った偉大な選帝侯アントン・フュルステナウを記念してフュルステナウ記念碑が建てられている。また、1912年から1942年までこの選帝侯が載っていた台座の壊れた部分が2002年にアーヴィーゼン公園に設置された。これはヘルフォルトとプロイセンとの断絶した関係を示している。
選帝侯との関係は、ドイツでもユニークな歴史ホテルであるホテル・ツーア・フュルストアプタイにも表れている。このホテルは1999年にエリーザベト通りの官庁街の真ん中にオープンしたもので、絵画、化粧漆喰細工、ヘルフォルトの歴史文化財の模型で飾り付けられている。通りから中庭に抜ける通路には市の歴史を表した7枚のブロンズ製レリーフが飾られている。
この歴史ホテルの向かい側に、芸術家ヴォルフガング・クノルが制作したエリーザベト・フォン・ヘルフォルトの胸像がある。彼女は、1667年にヘルフォルト女子修道院の院長になった人物である。彼女の居館はホラント通り33番地に現存している。彼女の廟所はヘルフォルトのミュンスター教会の主祭壇前にある。
ヤーン通りにはフリードリヒ・ルートヴィヒ・ヤーンの胸像が、シラー通りにはシラーの胸像がある。
芸術塑像群が労働局前（クンスト・アム・バウ）とシュタイントーア前にある。ディスコ「Go-Parc」前の安全地帯には押しつぶされた自動車の残骸が展示されている。公共スペースにある他の芸術作品は、美術館 MARTa 周辺に配置された（たとえばシラー広場の "La Palla" = 「球」）。
ヘルフォルト＝ラール市区のリュベッカー通り - ラーラー通り/ヴィルゼンドルファー通りの交差点付近に、プロイセンの将軍で陸軍大臣のアルブレヒト・フォン・ローンの記念碑がある。この記念碑は1913年にラール＝ホリンデ戦争協会によって建立された。1968年以降この記念碑は1度移設された。

### 公園
広さ 4.5 ha のアーヴィーゼン公園は、1957年に旧墓地から開発された。1957年に旧造園業者部レーダーの土地が敷地に加えられた。この公園は現在、広大な草地と広い遊戯広場で構成されている。また、ヨシが茂る池があり、これを渡る橋が架かっている。
シュッツェンホーフパーク（直訳すると「射撃場公園」）は、シュタットパーク＝シュッツェホーフとつながっている。この公園はルッテンベルクの北にも広がっている。ベルガートーア前のヴェディゲンウーファーパークには戦争と弾圧の犠牲者のための記念碑が建っている。ヒンクリー＝ローゼンガルテンの小さな公園施設は、かつての軽便鉄道の軌道とベルガートー駅の跡地に造られた。土着の動物を飼育するヘルフォルト動物園も見応えがある。

### 墓地
アルトシュタット、ラーデヴィヒ、修道院の住民や、ヘルフォルトに従属する農民たちは、1808年までミュンスター教会広場に埋葬されていた。その他の教会にも教会付属墓地が設けられていた。ヴェストファーレン王国時代（1807年 - 1813年）に、住民たちの抵抗にもかかわらず、内市街の墓地は閉鎖され、アイスグラーベン（現在のフリートホーフ通り）に合理的に設計された新しい墓地が造られた。
旧ヘルフォルト市内（市町村合併した市区部を除く）には、以下の市立墓地がある。
エーヴィガー・フリーデン中央墓地は、ミンデナー通りとアイムター通りとの間にある。ヘルフォルト最大のこの墓地は1924年6月29日に完成した。比較的大きな墓地礼拝堂は、1955年に建設された。
1808年の旧墓地移転に伴って建設された墓地「アム・アイスグラーベン」は現在公園となっており、アーヴィーゼンパークの一部となっている。1964年以降ここには、それまでは市の中心であるアルターマルクトに設置されていた兵士の記念碑が建てられている。数多くの大きな廟所や兵士墓地があるヘルマン通りの墓地は19世紀末から使用されている。
福音主義ルター派マリエン教会シュティフトベルクの墓地の他、フロートー通りのエリカ墓地、マリエン通りのマリエン墓地、ミンデナー通りのシュヴァルツェンモーア/ファルケンディーク墓地がある。
フリートホーフ通りには、17世紀にはすでにユダヤ教徒が埋葬地として使用していたユダヤ人墓地がある。
1969年に合併した市区には以下の市立墓地がある: ハウスハイデ通りのディーブロック墓地、ディーブロック通りのアイクム墓地、ヒレヴァルザー通りのエルファーディッセン墓地、ラーラー通りのラール墓地、ビーレンフェルダー通りのシュテーデフロイント墓地。
ヘルフォルト東インターチェンジの近くには、民営のシュヴァルツェンモーア動物墓地がある。

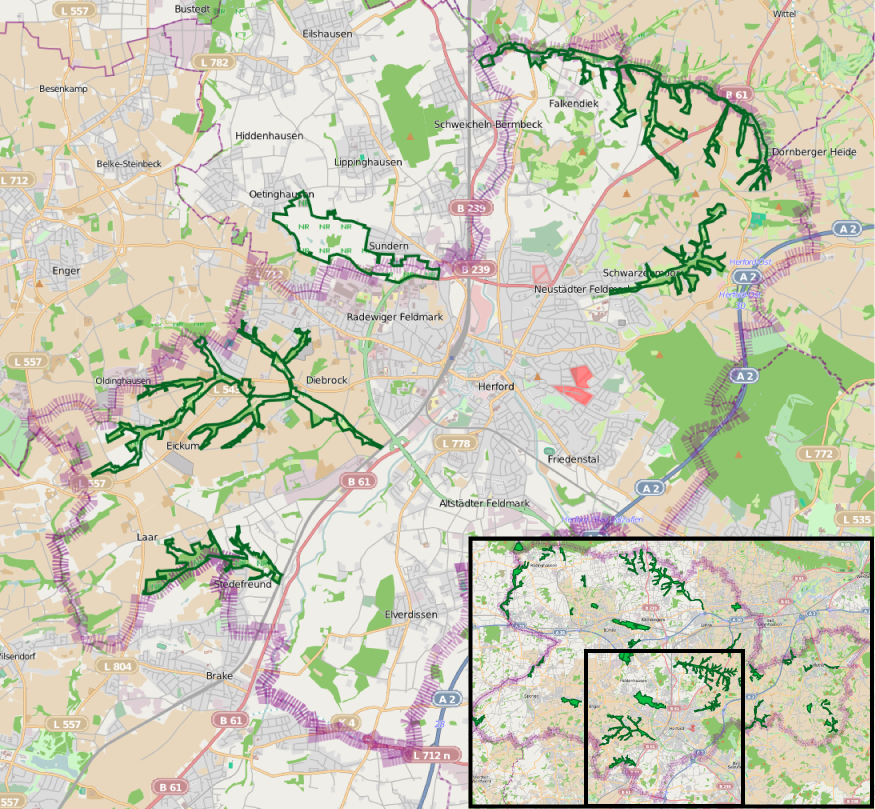
ヘルフォルトの自然保護区

### 自然とレジャー
ランゲンベルクやルッテンベルクを含むシュティフトベルクは特筆に値する。ルッテンベルクは、10世紀のヘルフォルダー・ヴィジョンの現場であった。伝説によれば聖母マリアが羊飼いの前に姿を現したのである。ビスマルク塔があるシュトゥッケンベルクもにも注目すべきである。ここからはヘルフォルトを一望でき、広大な市東部の森やバート・ザルツウフレンのオーベルンベルクまで眺めることができる。
ヘルフォルトのレジャー施設には以下のものがある。大きなサウナ施設があり、この地域最も評価の高い屋外レジャープール H2O、屋内スケート場や屋外プールがあるクライネン・フェルデのスポーツセンター、ヘルフォルト＝エルファーディッセン屋外プール、2つの大きなディスコ（GO! Parc と X-ヘルフォルト）ドイツ最大のインドア・スポーツ施設「シュプリンゴリノ」やヴァルトフリーデン動物公園がある。ヘルフォルト＝アイクムのエリーザベト通り沿いにはキャンピング広場がある。
ヘルフォルト市には6つの自然保護区がある。アウベーケ＝キンツバッハタール、ブラムシェバッハ＝ナーゲルバッハタール地区（行政上は2つの自然保護区に分離されている）、フュレンブルーフ、ヤンマータール、ウーレンバッハタールである。合計面積は約 351.9 ha で、市全体の面積の約 4.45 % にあたる。

### スポーツ

#### スポーツ施設
ヤーンシュターディオン: ヘルフォルト最大のスポーツ施設が 18,400人の観客席を有するルートヴィヒ＝ヤーン＝シュターディオンである。このスタジアム付近には、2面の人工芝グラウンドを含めたくさんのスポーツグラウンドがある。このスタジアムは、女子サッカーチームのヘルフォルダー SV ボルシア・フリーデンスタールの試合会場である。このチームは2006年以降、女子サッカー・ブンデスリーガ 1部または 2部でプレイしている。この他、SC ヘルフォルトのサッカーの試合もここで行われる。
H2Oおよびクライネン・フェルデのスポーツセンターについては上述の「自然・レジャーの項」を参照のこと。

#### スポーツクラブ
本市には、2010年現在、65のスポーツクラブがあり、18,792人が会員登録している。
1860年に創設されたトゥルンゲマインデ・ヘルフォルト (TGH) は、本市で最も古いスポーツクラブであり、2010年現在、18の部門に約 4,000人の会員を擁する本市最大のスポーツクラブである。スポーツ分野としては、たとえば、バドミントン、バスケットボール、大衆スポーツ、フェンシング、ハンドボール、柔道、ケーゲル、陸上競技、ノルディック・ウォーキング、水泳、卓球、バレーボールなどがある。
1996年に旧英軍マーレスフィールド兵舎の跡地に造られたスポーツパーク・ヴァルトフリーデンには、数多くのスポーツクラブ（およびその寄宿舎）がある。この中には、上述の TGH の他に、テニスクラブ・ヘルフォルト (TCH)、ヘルフォルト航空クラブ、ドイツ人命救助協会 (DLRG)、エントシュプルト自転車クラブ、ヘルフォルト・クラシックカー・スポーツ・クラブ (MSC) などがある。
健常者および障害者スポーツクラブ・ヘルフォルト (GBSC) は、1951年5月にノルトライン＝ヴェストファーレン州で最初の障害者スポーツクラブとして創設された。このクラブはノルトライン＝ヴェストファーレン障害者スポーツ連盟の設立時メンバーでもあった。会員数 550人の婚のクラブは、ノルトライン＝ヴェストファーレン障害者スポーツ連盟 (BSNW) の中でも、ヘルフォルト市内でも、大きなクラブの一つである。初めは戦争で負傷した障害者を対象に設立されたのだが、その後すべての障害者あるいは障害者となる危険のある人を対象とするスポーツクラブに拡大された。精神障害者をゲームやスポーツで社会復帰させることは、このクラブが 20年以上の間特に注力している課題である。

#### スポーツ種目別
TGH の男子ケーゲルチームは、長年にわたってケーゲル・ブンデスリーガ（シェーネ）の 1部または 2部でプレイしている。TGH の第2チームは、2006/07年シーズンから 2010/11年シーズンまでケーゲル・ブンデスリーガ2部に所属していた。
乗馬はヘルフォルトで大きな役割を担っている。乗馬・競馬クラブ「フォン・リュツオウ」は、2009年初め現在、686人の会員を擁しており、ヴェストファーレンで最も会員数の多い乗馬クラブの一つである。この他の乗馬クラブとしては、シュヴァルツェンモーア＝ファルケンディークの「フォン・デルフフリンガー」、シュヴァルツェンモーアの RSG ドルンベルガー・ハイデ＝ファルケンディークの「ドライ・アイヒェン」がある。1999年から2年毎に、ベクスターホーフで国際的なジュニアの大会である「ジャーマン・フレンドシップス」が開催されている。2004年以降は、この大会と国際的な子供乗馬大会「ベクスター＝ホーフ＝オープン」とが交互に開催されることになった。ヘルフォルトの企業家ヴォルフガング・ブリンクマンとその馬「ペドロ」は、1988年のソウルオリンピックで、ルドガー・ベールバウム、フランケ・スロートハーク、ディルク・ハーフェマイスターとともに障害飛越競技団体で金メダルを獲得した。
サッカーについては、ヘルフォルダー・シュポルトフェライン・ボルシア・フリーデンスタールの女子チームが、2008/09年シーズンと2010/11年シーズンに女子サッカー・ブンデスリーガ 1部に所属した。それ以前およびそれ以後はブンデスリーガ 2部でプレイしている。ヘルフォルトは州の女子サッカー指導拠点となっている。1976年から1981年まで、1年間の中断を挟んで、サッカーブンデスリーガ 2部に所属した SCヘルフォルトは、2008/09シーズン以降、ランデスリーガ・ヴェストファーレンに属している。

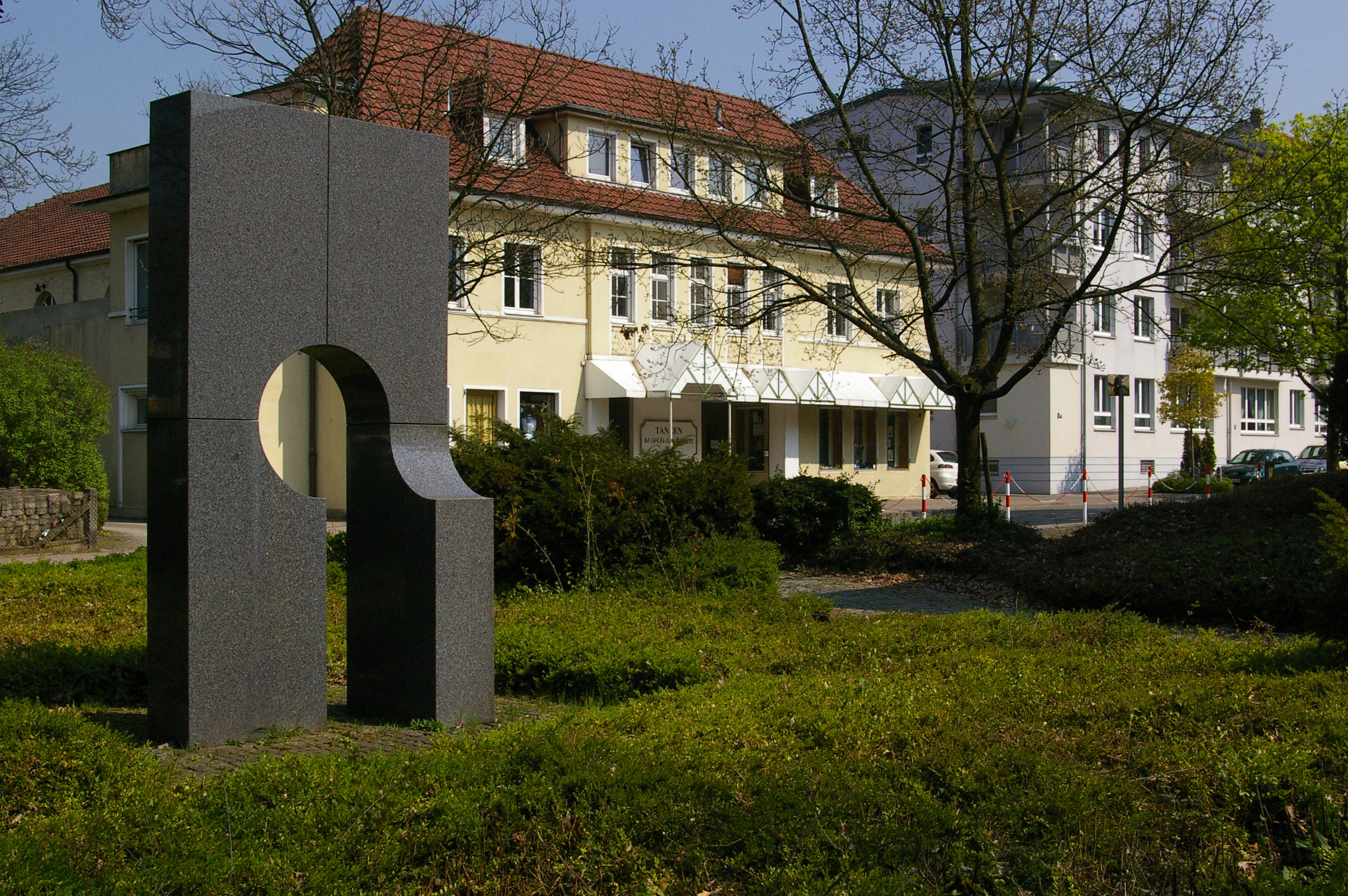
グリュン・ゴルト・ハウス

ダンスクラブのグリュン・ゴルト TTC ヘルフォルト (GGH) のスタンダードフォーメーションは、2007年レギオナルリーガ西で優勝し、ブンデスリーガ2部に昇格した。GGH のラテンフォーメーションはレギオナルリーガ西のラテン部門で踊っている。クラブが所有しているブルーフ通りのグリュン・ゴルト・ハウスは、かつて映画館「ヴェルトリヒトシュペーレ」だった建物で、1986年以降、ヘルフォルトのダンサーのトレーニングセンターとなっている。ヘルフォルトは、州の指導拠点となっている。
ヘルフォルダー・アイスホッケー・フェライン (HEV) は、2006/07年シーズンからフェアバンツリーガやアイスホッケー＝レギオナル＝リーガでプレイした。2011/12年シーズンにドイツで 3番目のリーグであるオーバーリーガ西に進出した。2,000人の観客席を有するクライネン・フェルデのアイスシュポルトハレでは、この他にフィギュアスケートが行われている。
BBG ヘルフォルトのバスケットボールチームは、2012/13年シーズンからレギオナルリーガ1部西（男子第1チーム）、オーバーリーガ（男子第2部）、ベツィルクスリーガ（男子第3チームおよび女子第1チーム）にそれぞれ所属している。また、TGHは、2007/08年シーズンからバスケット部門が復活し、ベツィルクスリーガでプレイしている。
自転車競技もヘルフォルトで大変に人気のあるスポーツである。この街の2つの自転車クラブには、ロードレース、シクロクロス、サイクルフィギュアの連邦中で知られた選手が所属している。毎年5月1日にヴィーゼ通りでロードレースが開催される。2007年に初めて MARTa 美術館付近でレースが行われた。ヘッカーフェストの際に、もう一つのロードレースが RSV ヴィテキント・ヘルフォルトによってアウフ・デア・フライハイト通りで開催される。大晦日には（2006年は例外的に12月30日に行われた）、アイクム市区のエリーザベト湖付近でシクロクロスが行われる。2007年にはこの大晦日レースは開催されず、2008年1月5日と6日にランゲンベルクでシクロクロスのドイツ・チャンピオン大会が開催された。
連邦アウトバーン A2号線のインターチェンジ No. 30（ヘルフォルト東インターチェンジ）のすぐ近くにあるヴィッペマン・ゴルフアンラーゲ・ヘールホーフが運営しているゴルフ場の一部がヘルフォルト市内に位置している。このゴルフ場の大部分はフロートー市のエクスター市区に属している。ヘルフォルトのゴルフクラブのゴルフ場は、完全にフロートー市に含まれており、北東約 3 km の A2号線のインターチェンジ No. 31（エクスター・インターチェンジ）の近くに位置している。マイヴェーゼにはミニゴルフ場がある。
ヘーメリンガー通りのアルバース・バレエ学校もヘルフォルトでは大変に人気がある。約 200人の生徒たちは、2年毎に市立劇場で公演を行っており、これは本市の文化的ハイライトの一つとなっている。

#### その他のスポーツ
市内にはこの他にも、ハンドボール、テニス、卓球などのクラブチームがあるが、連邦レベルで活動しているチームはない。この他に以下のスポーツ種目がクラブにある: スポーツフィッシング、バレエ、ボクシング、カヌー、モータースポーツ、プール・ビリヤード、チェス、射撃、グライダー、スカッシュ。

### 催し物

#### 定期行事
3月または4月にイースター教会祭が開催される。5月に内市街でアウトマイレ、東ドイツ食品市、ハンザの日、様々な酒場で多くのジャズバンドが演奏を行うジャズ＝フェスティバルが開催される。同じく5月にラーデヴィヒやラーデヴィガー・フェストマルクでは「ラーデヴィヒの射撃祭」が開催される。
2010年までは、6月にヴィジョンズ教会祭が開催されていた。ヘルフォルダー・ヴィジョンはアルプスの北側では最も古い聖母の出現に由来している。この教会祭は、毎年6月19日の記念日付近の週に開催されていた。長年の間、キーヴィーゼで開催されていたが、2008年から2010年まではヘルフォルトのミュンスター教会/市庁舎広場付近で開催された。その後2011年のアニバーサリーイヤーには、ヴィジョンをテーマにした1999年初演の演劇をはじめとする祝祭がマリエン教会周辺で繰り広げられた。また、2013年のヴィジョンは国際ハンザの日と合わせて祝われた。
毎年ではないが、7月に市庁舎広場に設けられた「夏のステージ」でポップグループが参加するアーベント（夕方のコンサート）が 4回開催される。7月から 8月に内市街では、ストリート演劇や大道芸が何日にもわたって開催されるようになってきた。
7月から9月まで、8回の日曜日に、市内のそれぞれ異なる教会でオルガン演奏会が開かれる「オルガンの夏」が開催される。
1973年以降、7月または8月に内市街で多くの関連イベントが開催されるヘーカーフェスト（ヘルフォルト市祭）が開かれる。また、エルファーディッセンでヘルフォルト＝エルファーディッセン射撃祭が行われ、アルトシュタットやシュタットパーク＝シュッツェンホーフで、ヘルフォルト射撃協会1832主催の射撃祭が開催される。
10月の行事は、アルター・マルクト/市庁舎広場付近でのシティー・キルメス（市教会祭）、ゲンゼマルクトでのワイン祭、駅の旧貨物ホールにおけるイヌサフランの展示会がある。
2006年11月にマリエン教会で第1回国際オルガンコンクールが開催され、これ以降定期的に実施されている。
12月にはラーデヴィガー・コールフェスト（ケール祭）が開催される。これは1590年の第1アドヴェント後の木曜日にラーデヴィヒの聖ヤコービ教会が再開されたことを記念した祭である。同じく12月にクリスマスマーケット「クリスマスの光」が内市街で開催される。

#### 催事場
市庁舎広場に面した多目的ホールであるマルクトハレでは、週の市、コンサート、式典、講演会やその他の催し物が行われている。
市は、旧貨物駅の不要となった貨物ホールをドイツ鉄道から買い取り、展示会などの希望者が利用できるようにしている。
シュティフトベルク通りのシュタットパーク、シュッツェンホーフの大・小ホールやその他のスペースでは、コンサート、式典、講演会やその他の催し物が行われている。
ゲーベン通りの美術館 MARTa のフォーラムは、文化イベント（音楽会、講演会、討論会、映画、展示会）、レセプション、会議、経済イベント、製品紹介に利用されている。
ヴィーゼン通りのヘルフォルト祝祭広場キーヴィーゼでは、2010年まで各種サークルや教会のイベントが開催されていたが、この年以降は、向かい側に位置するレジャープール H2O およびスタジアムの公園施設に改造され、市内に祝祭広場はなくなった。

#### 興行師
ヘルフォルトやその周辺地域には多くの興行師が住んでいる。本市は、中部ドイツ興行師組合 1895 ヘルフォルト e.V. の本部所在地である。これはドイツで 2番目に古い興行師組合である。1950年1月13日にヘルフォルトでドイツ興行師連盟 e.V. (DSB) が結成された。この連盟の本部は、1950年から1957年までヘルフォルトにあった。その後、1957年にボンに移転し、現在はベルリンにある。移転後もヘルフォルトでは DSB 代表者会議が、1963年、1995年、2005年と 3回開催されている。ヘルフォルトは DSB の代表者会議が開催された最も小さな都市である。
1981年以降、ミンデナー通りに興行師の子供のための寄宿寮が設けられた。ここに住んでいる子供（2006年現在約 12人）は、ヘルフォルトの学校に通学しており、両親の旅に連れられて転校したり、車の中で個別に教育を受けたりする必要はなくなった。

## 経済と社会資本

### 交通

#### 航空
最寄りの空港は、85 km の距離にあるパーダーボルン/リップシュタット空港である。ハノーファー＝ランゲンハーゲン空港はヘルフォルトから 90 km 離れている。1911年にヘルフォルトのフュレンブルーフに緊急着陸用の暫定滑走路が造られたが、第二次世界大戦中に破壊された。第二次世界大戦までは、ヘルフォルトで航空スポーツショーが開催されていた。

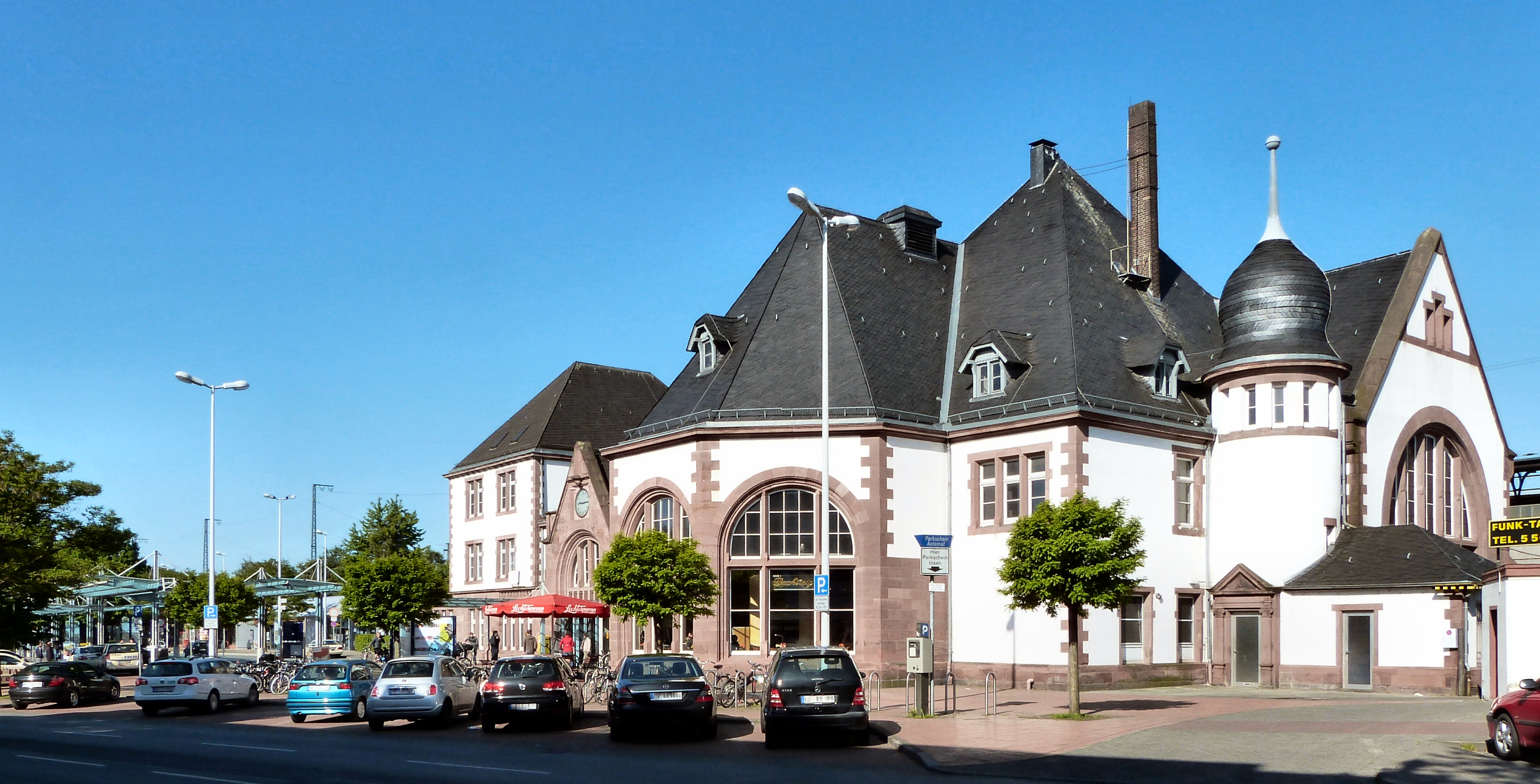
ヘルフォルト駅

#### 鉄道
ヘルフォルト駅は、4つのプラットホーム、7つの乗り場がある乗換駅である。電化された4本の軌道を持つハム - ミンデン線の列車が発着する。この路線は、ルール地方とハノーファーやベルリンとを結ぶ幹線であり、1847年に当時のケルン＝ミンデナー鉄道会社によって開通された。ヘルフォルトでこの幹線からオスナブリュックやラーデンへ向かうヘルフォルト - キルヒレンゲルン線およびヘルフォルト - アルテンベッケン線（リッピシェ鉄道）が分岐する。オストヴェストファーレン地方の近郊旅客鉄道に関して、ヘルフォルト駅は、ビーレフェルト駅に次いで 2番目に大きな乗換駅である。この駅では、1時間に 9本の近郊型列車が発着し、ハノーファー方面とを結ぶインターシティーが 1時間毎、ICEが数時間毎に発着する。

#### バス
中心となるバス停留所は、アルター・マルクトにある。この他の内市街における近郊交通の乗り換え地点は 2本のバスと 1本の地域バス路線が乗り入れている駅の停留所である。ヘルフォルトの市バス網は 6路線（S1からS6）からなる。地域バスは、ビュンデ、レーネ、フロートー、バート・ザルツウフレン、シュペンゲ、ビーレフェルト＝ミルゼ（市電の駅）、ビーレフェルト＝シルデシェ行きがそれぞれ運行している。週末や休日には夜行バスが市内やビーレフェルト（リングロクシュッペンやヤーン広場）、ビュンデ、エンガーへ運行しており、また、レーネやバート・ザルツウフレンへ向かうディスコバスもある。
ヘルフォルトおよびヘルフォルト郡のバス交通の一部は、2011年6月からバス交通オストヴェストファーレン GmbH がこれを担っている。本市は、OWL 交通連盟「デア・ゼクサー」に加盟している。この交通連盟には、ヘルフォルト郡、リッペ郡、ミンデン＝リュベッケ郡、ギュータースロー郡、ビーレフェルト市が加盟している。「ゼクサー・チケット」ですべての路線が利用可能であるが、夜行バスやディスコバスは利用できない。

#### 道路
1938年以降、アウトバーン A2号線が市域の東部をかすめている。ここには、ヘルフォルト東インターチェンジ（以下、IC）、ヘルフォルト/バート・ザルツウフレン IC、オストヴェストファーレン＝リッペ IC があり、また、ヘルフォルト南およびヘルフォルト北パーキングエリアがある。連邦道 B239号線および B61号線の、ビュンデ通りとヘルフォルト/バート・ザルツウフレン IC との間は 4車線に拡幅されたバイパス道路を経由する形で周辺地域とつながっている。
ヘルフォルト中心部では、内市街環状道路、すなわち、ベルリナー通り、アウフ・デア・フライハイト、ヴィテキント通り、ヘルマン通り、レン通り、ヨハニス通り、ベルガートーア通りに沿って、空いている駐車場を表示する駐車場管理システムが設けられている。ヘルフォルトは集約的な駐車場経営で知られている。ヘルフォルト東 IC 近くのフロートー通りにはアウトバーン管理事務所がある。また、ヘルフォルト/バート・ザルツウフレン IC 近くのアームザー通り沿いにはアウトバーン警察署がある。

#### 自転車
駅前に自転車ステーション（修理場や売店がある自転車センターおよび駐輪所）がある。ヘルフォルトやその周辺には標識が整備された自転車道のネットワークや、数多くのローカルな自転車道が設けられている。バーンラートルート・ヴェーザー＝リッペが市内を通っている。ヴェレ川に沿ってバート・ザルツウフレンに至る歩行者・自転車道や、旧軽便鉄道の軌道跡を利用してエンガーに至る区間は特に風景の美しい区間であるが、しばしばとても混雑する。本市はノルトライン＝ヴェストファーレン州自転車友好市町村作業共同体に参加している。

### 経済

#### 地元企業
最も重要な産業分野は、国際的な企業が 3社ある紡績業である。その他に、合成樹脂、木工業（家具製造）、食品加工業といった分野の企業があり、その一部は世界的に活動している。また、ヘルフォルトは近年徐々に流通業の街としても発展してきている。

##### 紡績業
ヨーロッパの 5大紳士服メーカーのうち、3社がヘルフォルトに本社を置いている。
1932年からヘルフォルトにある Ahlers（アーラース社）は、ヨーロッパで第2位の紳士服メーカーであるが、婦人服も生産している。製品は、Baldessarini（バルデサリーニ）、Pierre Cardin（ピエール・カルダン）、Otto Kern（オットー・カーン）、Gin Tonic（ジン・トニック）、Pionier Sportive（パイオニア・スポーティヴ）、Pinonier Workwear（パイオニア・ワークウェア）作業服、Pionier Auehentic Jeans（パイオニア・オーセンティック・ジーンズ）といったブランド名で販売されている。
1947年に設立された Bugatti GmbH (ブガッティ) は、コート、ジャケット、ズボン、スーツ、デザイナーモード、レジャーウェア、乗馬服、夜会服などの紳士服を生産しており、Bugatti（ブガッティ）、Doris Hartwich（ドリス・ハートウィッチ）、Wilvorst（ヴィルフォースト）、Eres（エーレス）、Pikeur（ピカー）、Odermark（オーダーマーク）、Eduard Dressler（エドゥアルト・ドレスラー）といったブランド名で販売されている。
Ahlers と同じく1932年から Leineweber（ライネヴェーバー社）がヘルフォルトに本社を置いている。この会社は、Brax（ブラックス）というブランド名で、紳士用・婦人用パンツ、男性用シャツ、婦人用ジャケット、ゴルフウェアを生産している。
1958年に創設された Grobecker（グロベッカー社）は、Vabond というブランド名で、紳士用・婦人用パンツを主にノルトライン＝ヴェストファーレン州にある直販店やインターネットで販売している。
ヘルフォルト＝エルファーディッセンの JAB Anstoetz Teppiche（JAB アンステッツ絨毯）は、ビーレフェルトに本社を置く JAB Anstoetz グループに属している。ヘルフォルトでは絨毯のデザインと販売が行われている。

##### 家具

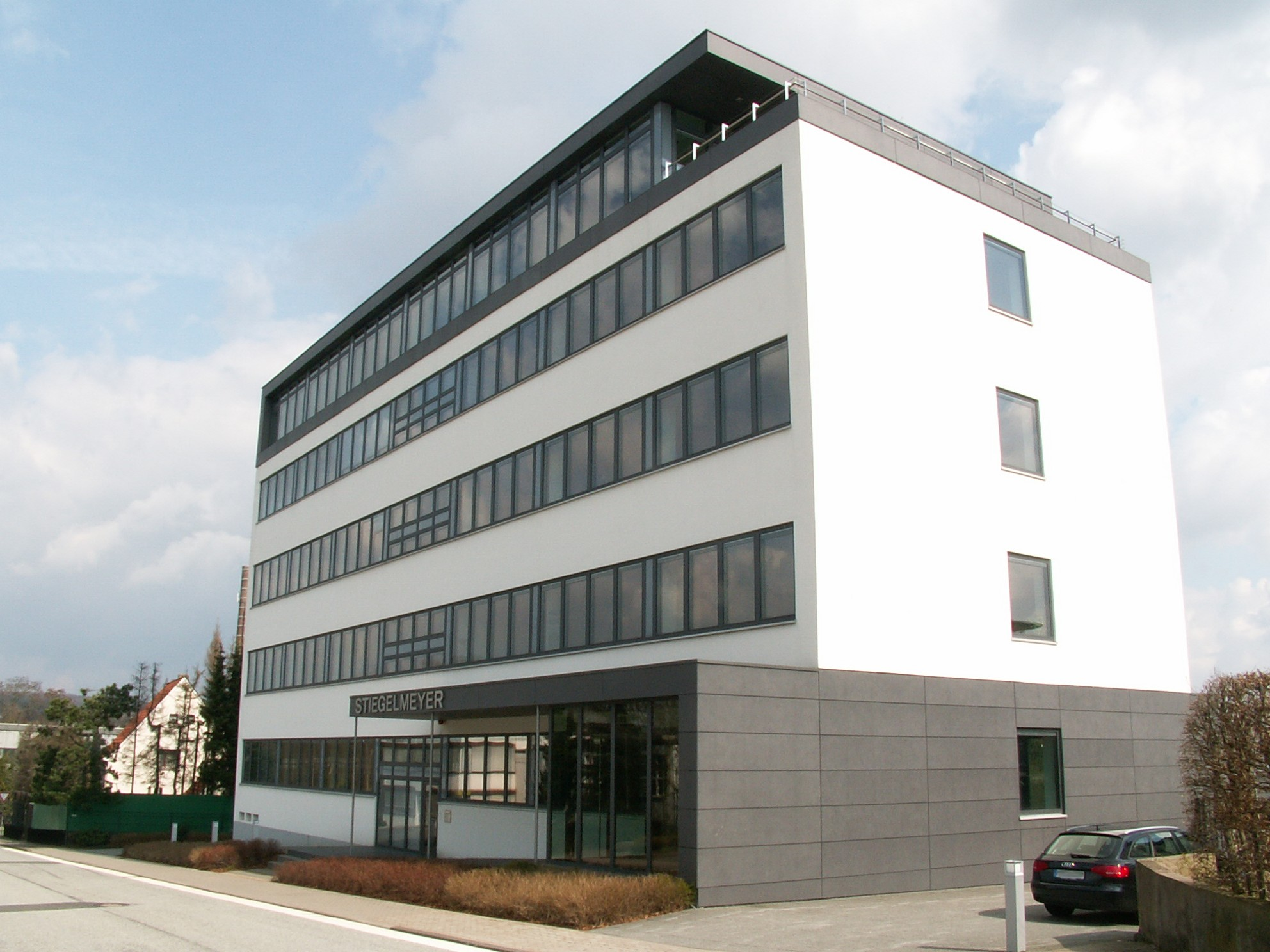
シュティーゲルマイヤー GmbH & C0. KG

ヘルフォルトの企業家でパイオニアであったグスタフ・コプカ（1832年 - 1882年）は、1861年にヘルフォルトで初めて大量生産システムによる家具工場を設立した。製品の重点は安価なキッチンか家具であった。この企業は、現在のヘルフォルト郡の重点産業で国際的信頼性の高い家具産業発展の原点となった。コプカ社は1933年に倒産した。
1897年からヘルフォルトにあるポゲンポール家具製造 GmbH は、ドイツで現存する最も古い家具ブランドである。この会社は専ら高級キッチン家具を製造し、世界中で販売している。
ドイツ最大の病者用ベッド製造業者 Joh. シュティーゲルマイヤー GmbH & Co. KG 家具製造もヘルフォルトに本社を置いている。ここでは1899年から病院用家具や老人ホーム向け家具を製造している。
オフィス家具のフェブリューは、かつて高い評価を受けていた同名の会社の後継企業である。企業名は創業者のフェリックス・ブリュンガーに因んで命名され、一旦破産申請を行っている。
Discountkuechen.de は、ドイツ最大のインターネット上のキッチン販売店である。取り扱っているのは多くの有名メーカーのキッチン家具である。同様の業者に Kueche24.com がある。

##### 食品加工業
フマーナ GmbH は、2011年にフマーナ・ミルヒウニオーンとノルトミルヒとが合併して設立されたドイチェス・ミルヒコントールの子会社である。ヘルフォルト工場では、1950年代から乳幼児向け食品を生産している。元々ここで製造していた乳加工製品は、何度もの統合を経て、別の場所にあるフマーナ・ミルヒウニオーンの乳製品部門に移管された。
元々約 20社あったヘルフォルトのチョコレート工場は、わずか 2社だけが現存している。1895年にヘルフォルトで設立されたルートヴィヒ・ヴァインリヒ GmbH & Co. KG は、ヴィヴァーニ＝ビオショコラーデ、ゲーパ・フェーア・ハンデルスハウスのためのトランスフェル＝ショコラーデ、一般的な板チョコの他に、リドル社のためのチョコレート製造も行っている。ヘルフォルト内市街にあるヴァインリヒス・ショコラーデン・ブルーフブンデでは工場直送のチョコレートや「ブルーフショコラーデン」（割れたチョコレート）が販売されている。
もう一つのチョコレート工場がアイクマイヤー&ゲーリング GmbH & Co. KG で、ここでは主にイースターのためのイースターラビットを象ったチョコレートや、クリスマスのためのサンタクロースやスノーマンを象ったチョコレートを販売している。
ヘルフォルダー・ブラウエライ GmbH & Co. KG（ヘルフォルト・ビール醸造所）は、2007年にヴァールシュタイナー醸造所から移行したブルワリーであり、本社は隣町のヒデンハウゼンにある。このブルワリーは1878年に創設されたオストヴェストファーレン地方最大のブルワリーである。

##### 機械製造
1892年に設立されたヘルフォルダー・エレクトロモートーレン＝ヴェルケ GmbH & Co. KG (HEW) は、電子モーター、鐘突機、教会塔の時計を製造している。この会社が製造した鐘突機は、ケルン大聖堂、ヴァチカンのサン・ピエトロ大聖堂、ロンドンのセント・ポール大聖堂、カンタベリー大聖堂などに設置されている。
シュヴァーベディッセン・マシーネン＋アンラーゲン・サービス GmbH は、木工用機械を製造している。ヴェムヘナー・アンラーゲン GmbH & Co. KG も同業である。ヴェムヘナー・サーフェイス・テクノロジーズ GmbH & Co. KG は、ショートサイクルプレスの世界的リーディングカンパニーである。この機械は、木工業、自動車産業、ソーラーテクノロジーなどに使われる。プレクヴィンケル・マシーネン・ウント・アンラーゲンバウ社は、機械および設備製造の会社であり、木材加工業用の工作機器システムを製造、販売している。

##### 合成樹脂
何度も合併を繰り返した末に1892年に設立されたズーロ GmbH は、世界最大のゴミ容器製造会社である。ハインツェ・クンストシュトフテクニーク GmbH & Co. KG は自動車産業のための射出成形合成樹脂や、モバイルフォンや小型電子機器用のケースを製造している。エーバート社は、フィンランドの企業フィスカース社が中央ヨーロッパで企業活動を行うための管理事務所、流通拠点、製造所を担っており、植物プランター、じょうろ、その他の合成樹脂製の園芸・家庭用品を製造している。リヒター・ヴェルクツォイクバウ GmbH は、製品デザインおよび、家庭用器具、収納システム、自動車産業分野における製品開発、設計、射出成形による製造を行っている。

##### 金具
ヘルフォルト地方に家具工場が多く立地していることに伴い、本市内には家具用金具、補強具の製造・販売業者も多くある。1994年にビーレフェルトからヘルフォルトに移転してきたヨーゼフ・ドレッセルハウス GmbH & Co. KG は、ヘルフォルト最大の雇用主である。この会社は、補強具・装飾金具の分野におけるドイツのリーディング・カンパニーである。家具用金具の世界的リーディング・カンパニーであるオーストリアのユリウス・ブルーム GmbH のドイツセンターはヘルフォルトにある。

##### 流通業
ドイチェ・ポスト AG は、郵便番号が 32 および 33 で始まる地域の郵便センターを、1996年からビーレフェルダー通りに置いている。これはドイツの 16大郵便センターの一つであり、ビーレフェルト小包センターの管理部門の所在地である。
UPS は、小包配送のための支所をヘルフォルトに置いている。流通業者 trans-o-flex は、小包とパレットの輸送を行っている。医薬品量販店 NOWEDA は、ヘルフォルトに支店と地域配送センターを有している。レーヴェ・ロジスティクスは、ルフトハンザ、ドイツ鉄道、ポルシェ、シティーバンク、ポストバンクなどの流通を担当している。段ボールおよび包材製造業者を擁するシェーネベルク・グループは独自の流通業者ヴェルロジスティークを有している。アーラース、ブラックス、ブガッティ、ヴァインリヒは、それおぞれヘルフォルトに倉庫や配送センターを有している。

#### 工業・産業地域
ヘルフォルト市最大の産業地域の一つが市東部のヘリングハウゼン産業地域である。ヘリングハウゼン産業地域と同様にディーブロック産業地域も合併後に、旧町村部に建設された。両産業地域は、ラール通りのツェッペリン通り寄り両側に位置している。
市の南部には小規模なガウ通り/ヴァーターフール産業地域およびアームザー通り/ホーエ・ヴァルト産業地域がある。徐々に拡大しつつあるバイパス通り南側のハイトジーク産業地域は、市内でも大きな産業地域となった。ビーレフェルト、バート・ザルツウフレンとヘルフォルトとの市境に面したエルファーディッセン市区（アウフ・デア・ヘレ）に、自治体の枠を越えた産業地域が造られている。

#### 経済連盟
MARTa 美術館内にある木工業・家具産業・合成樹脂産業専門センターには、ヘルフォルトにある以下の木工・家具の業界団体がある。ドイツ・キッチン家具協会、ドイツ・ポルスターメーベル工業協会（ポルスターメーベルとは、クッションなどの詰め物をした布・革張りの家具を意味する）、ヴェストファーレン＝リッペ木工業および合成樹脂産業協会 e.V.、ヴェストファーレン家具・木工・合成樹脂工業協会、ヘルフォルトの木工および家具産業の手工業者およびサービス業者のシリーズ家具販売専門協会 mbH。この他に、ヴェストファーレン＝リッペの木工業・家具産業のための輸出マーケティング会社 mbH、NRW未来を導く家具産業作業共同体 (ZiMit GLR)、イニシアチヴ・プローマッシヴホルツおよびコンピーテンス・センター e.V. がある。
この他に、この建物内には、ランデスゲヴェルベアンシュタルト・バイエルン（LGA、ニュルンベルク）の子会社であるメーベルプリュフインスティテュート LAG QualiTest GmbH （直訳すると「家具検査・研究所」）の検査研究所および相談所がある。

### 商業
ヘルフォルトは古い商業都市である。1973年に始まった祭「ヘーカーフェスト」は、これに因んで命名された（ヘーカーは、hökern ＝「露店で商売する」に由来する）。ヘルフォルトは人口約 15万人の市場を有する商業都市である。

#### 歩行者地区
内市街の道路を歩行者道に改造する工事の後、1968年11月15日に歩行者専用地区がオープンした。同じ規模の他の都市に比べ、歩行者専用地区の面積は格段に広く、リュッバートーアからノイアー・マルクト、アルター・マルクト、ベッカー通り、ゲンゼマルクトを経てシュタイントーアにまで至る。リュッバー通りからベッカー通りまでは約 750 m の距離がある。近年では、歩行者地区の中心にあったカウフホーフをはじめ、いくつかの商店が閉店している。2005年以降、ノイアーマルクトは一方通行で車が通行できるようになり、短時間駐車用のパーキングエリアが設けられている。

#### 週の市
週に3回開かれる週の市は、マルクトハレと、一部はその前にある市庁舎広場を使って行われる。この市は、数年前から「ルートヴィヒスマルクト」と呼ばれている。

#### 企業直販店
ヘルフォルトには、3つのアパレル企業のアウトレットマーケットがあることでも知られている。すなわち、アーラース（オットー・カーン、ピエール・カルダン、パイオニア・ジーンズ・ジュピターなど）、ブリンクマン（ブガッティ）、ライネヴェーバー（ブラックス）である。販売は、会社の敷地内で週に何度も行われる。ヴァインリヒ・チョコレート工場は、ゲンゼマルクトに店舗を有しており、欠けたチョコレートや売れ残った製品を工場から直接販売している。ヘルフォルト＝エルファーディッセンのオストヴェストファーレン＝リッペ・インターチェンジの近くにはルフトハンザ・ワールドショップ＝アウトレットがある。

#### 駐車場
駐車場「アルトシュタット」には 450 台、「ノイシュタット」には 420 台が収容できる。鉄道旅行客も利用可能な駅前の駐車場「ラーデヴィヒ」には 444 台分の駐車スペースがある。MARTa アレアル駐車場には 450台が駐車可能である。
この他の公共駐車場は、たとえば、市庁舎広場、区裁判所前、技術系庁舎前、「ファウレン・シュテーク」、ヴィルヘルムス広場や市立劇場前にあり、週末や閉館時には、アウフ・デア・フライハイト貯蓄銀行の地下駐車場や、市庁舎、技術系庁舎、アム・プルファートゥルム貯蓄／国民銀行、ビーレフェルダー通りの E.ON ヴェストファーレン・ヴェーザーの職員駐車場が利用できる。

### メディア

#### 新聞
ヘルフォルトでは、日刊紙「ノイエ・ヴェストフェーリシェ」と「ヘルフォルダー・クライスブラット」の 2 紙が刊行されている。後者は、ヴェストファーレン＝ブラットの地域版である。
ヘルフォルダー・クライスブラットは、1846年7月4日に創刊されたのだが、初めは毎週日曜日の夕方に刊行される週刊紙であった。当時の新聞は 8 面で、料金は年間 20 グローシェ銀貨であった。これは、農業従事者の収入のおよそ 2 日分に相当した。当時のヘルフォルトの人口は約 9,000 人であった。1880年にミンデン出身の書籍商フェルディナント・エスマンがヘルフォルダー・クライスブラットを買収した。彼は1873年から編集局長としてこの新聞に携わっていた。1913年にこの新聞はフリッツ・ハイデマンに譲渡された。新しい編集局が、1918年にそれまでのメンヒ通りからブリューダー通りに移転した。その数年後にあるグループ企業家がこの新聞を獲得し、それまでも関係者であったブッセ家に売却した。1936年にブリューダー通りに新しい社屋が建設され、現在に至るまでここで編集や事務業務が行われている。1914年の聖霊降臨祭から1949年11月1日までの間、ヘルフォルダー・クライスブラットは休刊した。その後、1949年にカール＝ヴィルヘルム・ブッセがビーレフェルトのヴェストファーレン＝ブラットを買い取り、ヘルフォルダー・クライスブラットは 28種あるヴェストファーレン＝ブラットの地方版の一つとして刊行されている。この新聞は市民的保守系の新聞とされている。
ヘルフォルトのもう一つの日刊紙であるノイエ・ヴェストフェーリシェは、社会民主系のフライエ・プレッセと1879年創刊のヴェストフェーリシェ・ツァイトゥングとが1967年7月3日に合併して設立された。フライエ・プレッセは1890年創刊のフォルクスヴァハトを起源とする。「ヘルフォルダー・クライスアンツァイガー」という副題を持つヘルフォルト版は、19種あるノイエ・ヴェストフェーリシェの地方版の一つである。この新聞は社会民主主義リベラル系の新聞である。
ヘルフォルダー・ヴォーヒェンアンツァイガーは、1975年から毎週水曜日にフリーペーパーとして刊行されていた。このフリーペーパーは2012年に週刊紙「テレグラフ OWL」に移行した。ヘルフォルダー・クライスブラット、すなわちヴェストファーレン＝ブラットから、同じく無料紙の「ヘルフォルダー・エクストラ」が1978年から毎週木曜日に刊行されている。日曜日には、週刊紙「OWL アム・ゾンターク」が刊行される。

#### ラジオ
ヘルフォルトは、ローカルラジオ局「ラジオ・ヘルフォルト」（サービスエリア: ヘルフォルト郡）の本社所在地である。1990年10月から2009年7月まで、イギリス軍の兵士向け放送「ブリティッシュ・フェーセス・ブロードキャスティング・サービス」(BFBS) の本部がヘルフォルトにあった。
ヘルフォルト＝シュヴァルツェンモーアには、1993年までWDR の中波放送局があった。

### 公共機関

#### 司法
ヘルフォルト区裁判所がアウフ・デア・フライハイト通りに、ヘルフォルト労働裁判所がエルファーディッサー通りに、少年刑務所がアイムター通りにある。
1949年から1984年まで、最高賠償裁判所がヘルフォルトの、初めは市庁舎内、後にはベルリナー通りとペータジリエン通りとの角にあった。この国際裁判所は、1933年1月30日から1945年5月8日までの間に政治的圧力の下で所有権を奪われたことが確認された財産の賠償請求に対し、最高司法機関として判決を下していた。この裁判所は1984年にヘルフォルトからミュンヘンに移設され、1990年12月に廃止された。

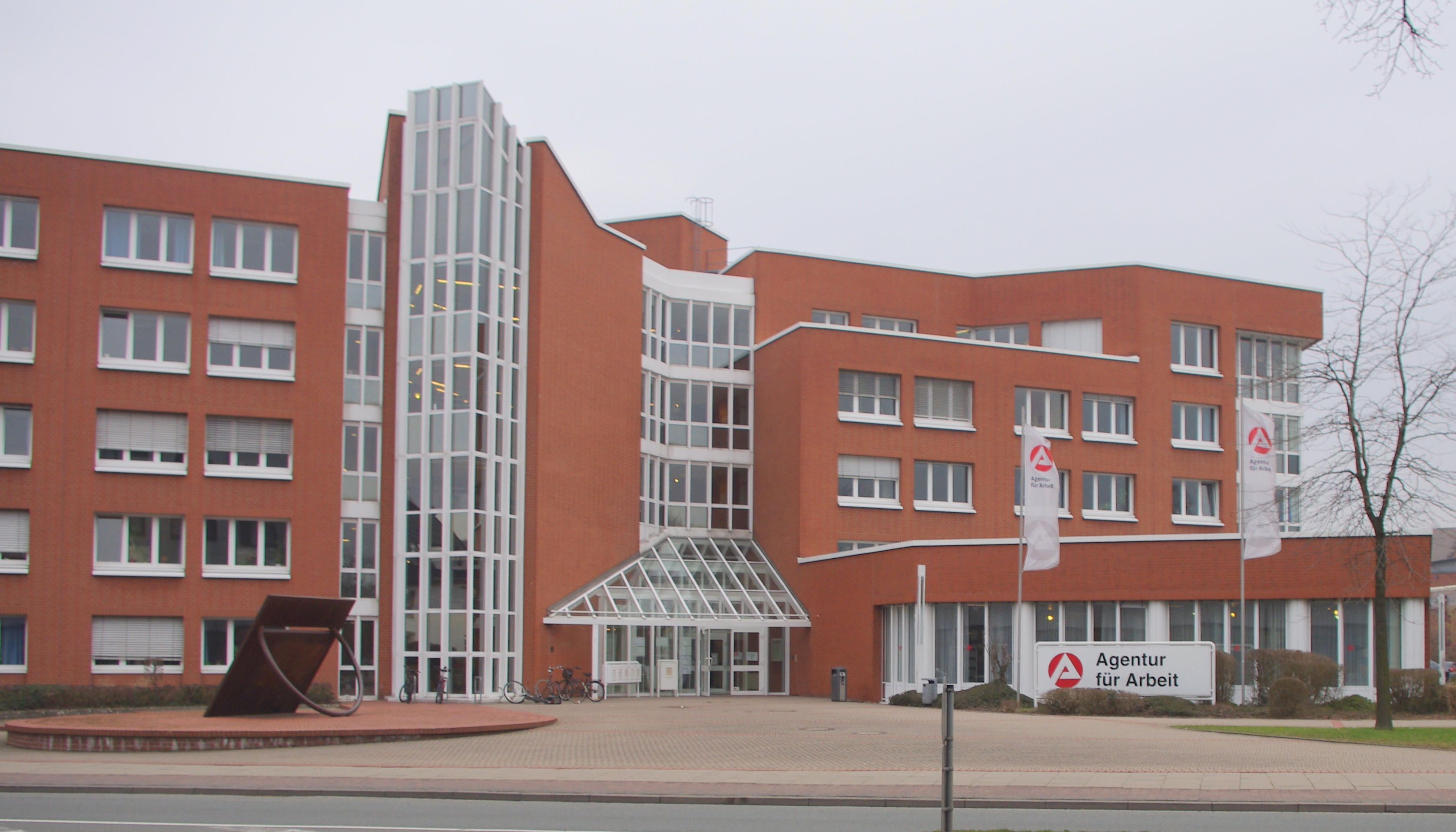
ヘルフォルトの労働局

#### 連邦および州機関
ヴィテキント通りの兵員補充局地域支部はビーレフェルト市、ギュータースロー郡、ヘルフォルト郡、リッペ郡、パーダーボルン郡を管轄している。この支部は閉鎖されることが決定している。その隣にはヘルフォルト郡南部を管轄する財務局がある。同じヴィテキント通りとアムツハウス通りに郡役場がある。
ハンザ通りのヘルフォルト警察管理局の隣にヘルフォルト教会クライスの本部がある。同じハンザ通りには、ヘルフォルト郡とミンデン＝リュベッケ郡を管轄する労働局がある。
技術救助隊の地区連合はアッカー通りに本部を置いている。

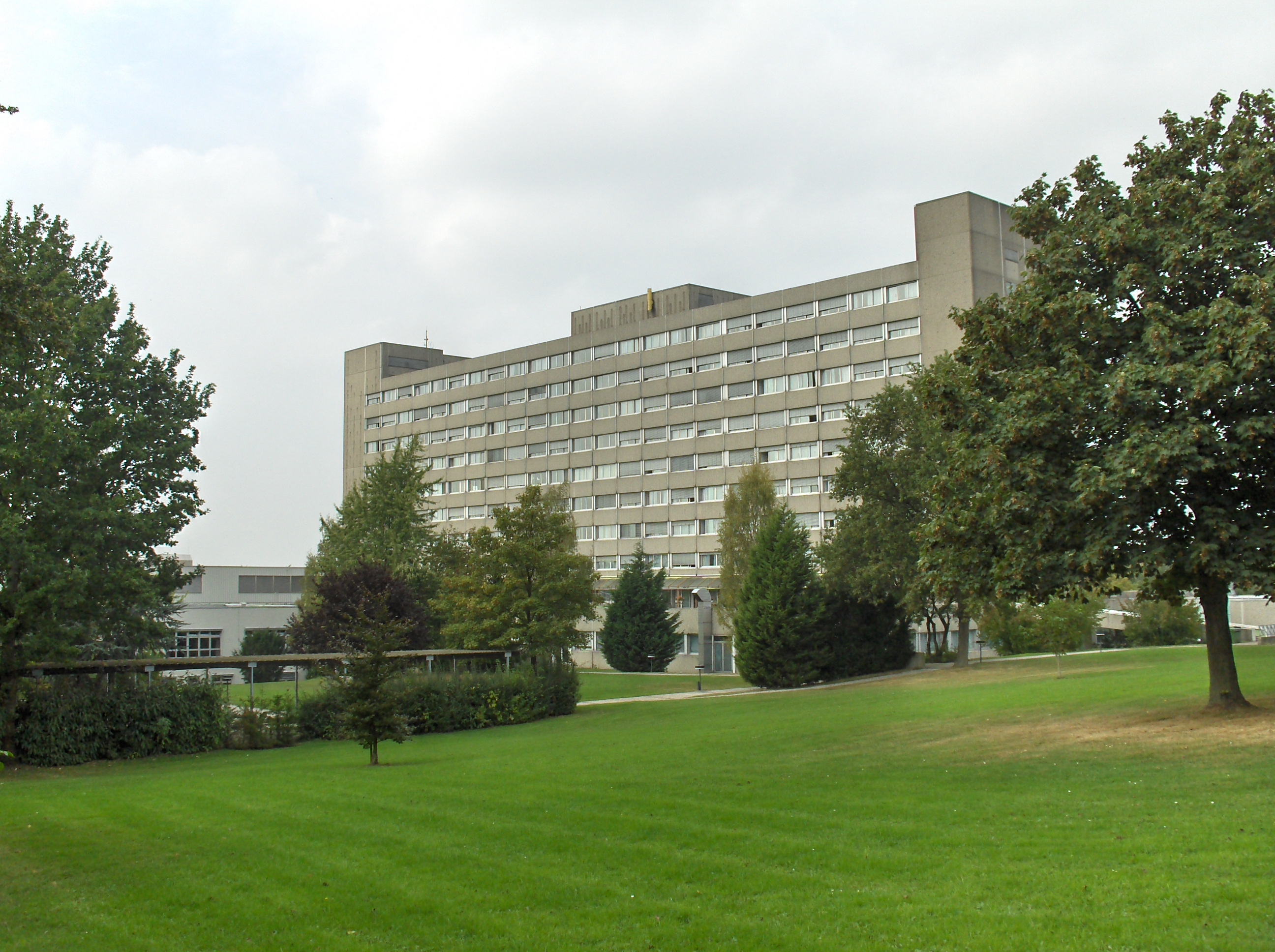
クリニークム・ヘルフォルト

#### 健康、保健衛生
- 病院、診療所は以下のものがある。
  - クリーニクム・ヘルフォルトはヘルフォルト郡が運営する病床数 718床の病院である。この病院はハノーファー医科大学のアカデミック研修病院である。この病院には人工透析ステーションもある[73]。
  - マチルデン・ホスピタールはカトリック信徒会が運営する 220床の病院である[74]。この病院の近くに乳癌早期発見のためのスクリーニングセンターがある。ハンザ通りには様々な診療科を持つプラクシス・クリニークムがある。
  - 2007年にシラー通りに産院がオープンした。
- 健康保険
  - ヘルフォルトには以下の健康保険会社がある: クールフュルステン通りのアルゲマイネ・オルツクランケンカッセ (AOK)、シラー通りのバルマー GEK、アム・クラインバーンホーフ通りの BKK ヘルフォルト・ミンデン・ラーフェンスベルク、ヨハニス通りの DAK-ゲズントハイト。フュルステナウ通りの IKK クラシック。

#### 市の機関
「文化と見所」「自然とレジャー」「スポーツ施設」「催事場」に既述した以外の市の施設には以下のものがある。
中央消防署はヴェレ通りにある。ここには救急車や中央緊急車両隊を含む専任隊員が駐在している。緊急車両はこの他に、ディーブロック、エルファーディッセン、ヘリングハウゼン、シュヴァルツェンモーアにある。
ゲーベン通り沿いの、線路とヴェレ川とバイパス道路にはさまれて下水処理場がある。これはドイツで最も近代的な下水処理場の一つである。市施設局はヴェレ通りに本部を置いている。
この他に、市立図書館やリンネンバウ広場のツーリストインフォメーションがある。

#### 託児所と児童公園
本市には、30カ所以上の全日制託児所がある。このうち、ボルンブレーデ託児所、マイヴィーゼ託児所、ツーア・ブライヒェ託児所、ショベーケ託児所、シュテーデフロイント託児所の5カ所は市が運営している。これら以外の託児所のオーナーはプロテスタントやカトリックの教会組織、労働者福祉組合、社会活動・助言協会、ドイツ赤十字である。
64カ所の児童公園のうち、40カ所が内市街、24カ所が周辺市区にある。

#### 公民館
10施設が住民集会場、地域集会場、市区集会場、交流センター、あるいは市民センターを名乗っている。これらは市、労働者福祉組合、カリタス会、ディアコニー会、福音主義ヨハネスヴェルクや、あるいはオッテラウの多世代交流館のようにドイツ赤十字などが運営している。

#### 社会施設
社会施設としては、シラー通りの労働者福祉組合、ミュンスター教会広場の失業者センター、レントトーアマウアーのカリタス会、ドイツ児童保護連盟地方支部、クールフュルステン通りの同権福祉組合、ヴィテキント通りのドイツ赤十字社、ヘーメリンガー通りの社会奉仕活動、ヘルフォルト・アウフ・デア・フライハイト・ホスピス運動、ベンター・ヴェークのヘルフォルダー・ターフェル（シュペンゲに支部がある）がある。
ヘルフォルダー・ミットタークスティシュ e.V.（直訳すると「ヘルフォルトの昼食」）は、ヘルマン通りで、温かい昼食を生活困窮者に提供している。その本部の建物は、社会相談所になっており、市の住居関連専門部署がここに入居している。
1980年以降、ヘルフォルトには DVシェルター「女の家」がある。

#### クラブ、協会
リサイクリング作業共同体はハイデ通りにあり、ラーデヴィガー通りの店舗を運営している。ヘッカー通りには少女のための相談所「フェミーナ・ヴィータ・メートヒェンハウス・ヘルフォルト e.V.」がある。ギャンブル中毒患者の治療専門連盟は、2010年6月30日までヘルフォルトにあったのだが、ビーレフェルトに移転した。
この街には２つのライオンズクラブと3つのロータリークラブがある。

### 教育

#### 学校
2010/11年現在、20校の市立学校に約 8,000人の生徒がいるが、このうち約 1,300人はヘルフォルトに住んでいない。市内にある学校を以下に列挙する。
- 基礎課程学校 11校: アルテンゼンネ（旧エルファーディッサー・シュトラーセ基礎課程学校）、アイクム、エルファーディッセン、ファルクシュトラーセ、ヘリングハウゼン、ランツベルガー・シュトラーセ、オーベリングシュトラーセ、ラーデヴェヒ（旧ディーブロッカー・シュトラーセ基礎課程学校）、シュティフトベルクの各基礎課程学校の他に、ヴィルヘルムス広場前に市で唯一のカトリック系宗派学校であるヴィルヘルム＝オーバーハウス＝シューレがある。2009年の学校年度の初めに、ディーブロック区に私立の基礎課程学校「ダス・フォルシャーハウス」が開校した。
- 本課程学校 1校: マイアーフェルト本課程学校の敷地内には、ドイツでも珍しい学校動物園がある。エルファーディッセンにはこの学校の分校があった。この分校は 2010/11年の学年で閉校された。この空いた建物には、アンナ＝ジーメンス職業補習高等専門学校が入居している。この学校は、5年間は暫定的にこの建物を利用し、その後の長期プランを策定するとしている[75]。
- 総合学校 1校: フリーデンスタール総合学校は、バート・ザルツウフレンとの市境に位置している。このため、隣の市からも多くの生徒が入学している。
- 実科学校 3校: 1914年にミッテルシューレ（中等学校）として創設されたウーラント通りのオットー＝ハーン＝シューレは、本市で最も古い実科学校である。他の2校の実科学校は第二次世界大戦後に設立された。ゲシュヴィスター＝ショル＝シューレは、当時は1校しかなかった実科学校の負担を軽減するために、1956年から1959年にかけてヴィーゼ通りに建設された。グラーフ＝カニッツ通りのエルンスト＝バルラッハは、バイリンガルコースを有する実科学校である。
- ギムナジウム 3校:元来は古典語の学校であったフリードリヒス＝ギムナジウムは、800年頃に創設された本市に存在する最も古い学校である。この学校は1972年以降、ヴェレガルテンにある。これは、1960年に新たに建設された近代語/数学の学校であったラーフェンスベルガー・ギムナジウム（旧高等実科学校）から、ほど近い距離にある。シュティフトベルクのケーニギン＝マチルデ＝ギムナジウムは、元々はリツェーウム（女子中等・高等学校）であった。1974年以降、男子も入学できるようになった。
- 学習障害者のための学校 1校: アルベルト＝シュヴァイツァー＝シューレは、学習養護に重点を置いた特殊学校である。ヴィルヘルムス広場の建物には1966年から入居している。
- その他の学校: 市立音楽学校の新校舎は、2004年からゲーベン通りにある。この他に私立の音楽学校が 1校ある。ヘルフォルト郡の市民大学は、ミュンスター教会広場の旧ラーフェンスベルガー・ギムナジウムの建物内に本部を置いている。クリーニクム・ヘルフォルトには、ヘルフォルト/リッペ看護学校 GmbH の本部がある。
- 職業補習高等専門学校: 農業専門学校、ヘルフォルト教会クライスのエリーザベト＝フォン＝デア＝プファルツ職業補習高等専門学校、経済学および社会学の継続教育研究会 e.V. が運営する職業補習高等専門学校 アム・ヴィルヘルムス・プラッツ、フリードリヒ＝リスト職業補習高等専門学校、ヘルフォルト郡のヴィルヘルム＝ノルマン職業補習高等専門学校、同じくヘルフォルト郡のアンナ＝ジーメンス職業補習高等専門学校、社会学と保健衛生学 AWO の職業補習高等専門学校がある。

#### 大学
- パーク通りにあるヴェストファーレン福音主義教会の教会音楽単科大学: 1948年にヘルフォルトで創設されたヴェストファーレン福音主義教会の地方教会音楽学校を起源とし、1991年に教会音楽単科大学に改編された。この大学はドイツに 7校あるプロテスタント系の教会音楽単科大学の一つである。
- 学習センター 2カ所: 本市内にはハーゲン放送大学の学習センターと経営学、経済法学、経済工学のためのハンブルク放送単科大学学習センターがある。
- 事務窓口 2カ所: MARTa 美術館内に、2009年5月にオストヴェストファーレン＝リッペ単科大学の事務窓口が、2010年11月にビーレフェルト専門単科大学の事務窓口が設けられた。

### 軍事

#### 旧ドイツ国防軍
1934年10月に、現在も遺っている3つの兵舎の建設が始まった。フロートー通りのエストルフ兵舎とシュトッベ兵舎（この 2つはともに歩兵第17連隊司令官にちなんで国防軍によって命名された）には、1935年10月3日、歩兵第58連隊が配置された。ミンデナー通りのオットー＝ヴェディゲン兵舎には、1935年10月16日から第6戦車防衛大隊が駐屯した。

#### イギリス軍ライン軍
1945年4月3日、アメリカ軍第5機甲師団は現在のアウトバーン A2号線沿いに進軍し、ヘルフォルトの高台を経てヴェーザー方面に進路を採った。これによりラーフェンスベルガー地方におけるナチス支配は終焉した。その後にイギリス軍が到着した。連合国が管理地区を分割する際、本市の市域はイギリス陸軍ライン軍団の統治下に置かれた。英軍は3つの兵舎を接収し、ハンマースミス兵舎（旧エストルフ兵舎）、ウェントワース兵舎（旧シュトッベ兵舎）、ヘアウッド兵舎（旧オットー＝ヴェディゲン兵舎）と改名した。フロートー通りを使って兵舎から近かったシュティフトベルクは、1954年に市域から切り離され、多くの私邸が兵士や司令官の家族のために接収された。これらは何年もたった後にようやく返還された（最後は1957年）。これ以後、市内には多くのイギリス人住宅地が形成された。
イギリス軍ライン軍団によってシュトゥッケンベルクの森（シュタットホルツ）の真ん中のシュタットホルツ通り沿いに、第4の兵舎（メーアスフィールド兵舎）が建設された。この兵舎には、最後は第7通信連隊が駐留し、1994年に閉鎖されたが、再自然化はなされなかった。現在ここには、ヴァルトフリーデン・スポーツパークと森の中に計画的に建設された住宅地がある。
ヘルフォルトは、1952年にイギリス軍第11機甲師団の駐留地となった。
1972年にロイヤル・スコッツ・ドラゴン・ガーズがヘルフォルトに駐留した。その軍楽隊は「アメイジング・グレイス」により UK およびオーストラリアのシングル・チャートで 1位を獲得した。

#### ドイツ駐留イギリス軍
2010年に策定された国防戦略である国防および安全保障の戦略的見直しの一環として、イギリス軍では常備兵力が削減されつつある。これを受けて、2020年までに常駐部隊としての駐独英軍を全面的に撤退させる予定。撤収作業は2013年から開始している。

##### 土地
第二次世界大戦後から駐留しているイギリス軍ライン軍団は、冷戦終結後の1994年にドイツ駐留イギリス軍と改名された。以前は4個師団が常駐していた時期もあったが、これ以後、リスト通りのウェントワース兵舎には、陸軍少将麾下のイギリス陸軍第1師団（第1機甲師団から改名）が駐留している。ドイツに駐留しているイギリス軍はここから統率されている。大きな師団会議センター内には映画館もある。兵舎の敷地内に基礎課程学校「リスター・スクール」がある。1990年10月から2009年7月まで、ブリティッシュ・フォース・ブロードキャスティング・サービス（英国軍向け放送）のドイツセンターもここにあった。敷地内のスポーツグランドでは、スポーツイベントの他にコンクールや独英友好祭といった祭も開催されている。
フロートー通りのハンマースミス兵舎とミンデナー通りのヘアウッド兵舎には、イギリス軍第1機甲通信連隊が駐留している。ここにはドイツに残留することを希望するイギリス軍兵士のために職業を斡旋するドイツで唯一の会社がある。また、イギリス兵の乗馬訓練のための馬場（「サドル・クラブ」）もあり、現地のドイツ人の子供も利用できる。
ヴァルトゲリ通りには陸海空軍厚生機関のショップがある。
英軍はヘルフォルトで 29カ所、53 ha の土地を管理している。3つの兵舎以外にヴェレ通りの居住地区もこれに含まれている。452戸が連邦不動産管理局の管理課にあり、このうち 122戸は賃貸である。

##### 人員
2011年初め現在、約 850人の兵士がヘルフォルトで軍務に就いている。文官や家族約 2,000人が市内に住んでいる。50人の文官が駐留軍のために働いている。
2014年までにラインラント地方の駐留地が閉鎖されることに伴って、ヘルフォルトの兵士の数は増加することになっていた。
2010年10月、イギリス首相デイヴィッド・キャメロンはイギリス下院においてドイツに駐留している約2万人のイギリス兵を2020年までに完全に撤退させると発表した。

#### ドイツ連邦軍
市内に存在する唯一のドイツ連邦軍の機関がヴィテキント通りのドイツ連邦軍兵員補充局地域支部 (KWEA) ヘルフォルトである。その管理地域は、連邦軍創設時は、ヘルフォルト郡とミンデン＝リュベッケ郡（すなわち1969年と1973年の地域再編前のヘルフォルト郡、ミンデン郡、リュベッケ郡、ヘルフォルト市）であった。その後、ビーレフェルトとデトモルトのKWEA廃止を承けて、2007年からは、ビーレフェルト市、ギュータースロー郡、ヘルフォルト郡、リッペ郡を掌管している。2011年の配備計画には、出張所を含め60カ所の兵員補充局地域支部を閉鎖する計画が示されている。その代わりに、6カ所の出張所を含めたキャリア相談事務所が設置される計画である。兵力刷新の行動計画には、ヴィテキント通りの兵員補充局地域支部の閉鎖は、2014年第一四半期と記述されている。

## 人物

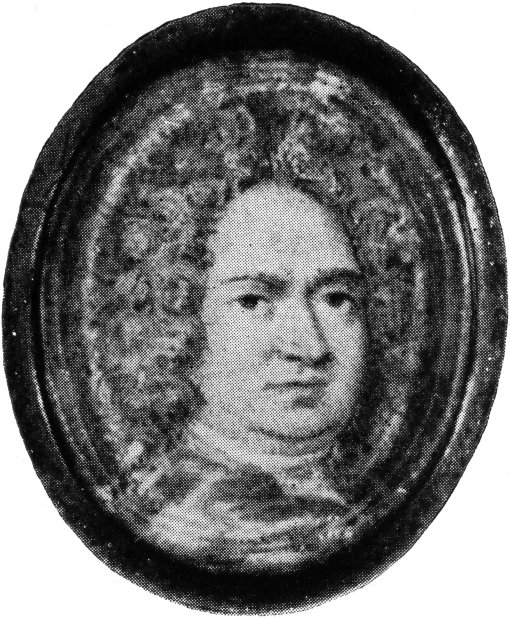
ダニエル・ペッペルマン

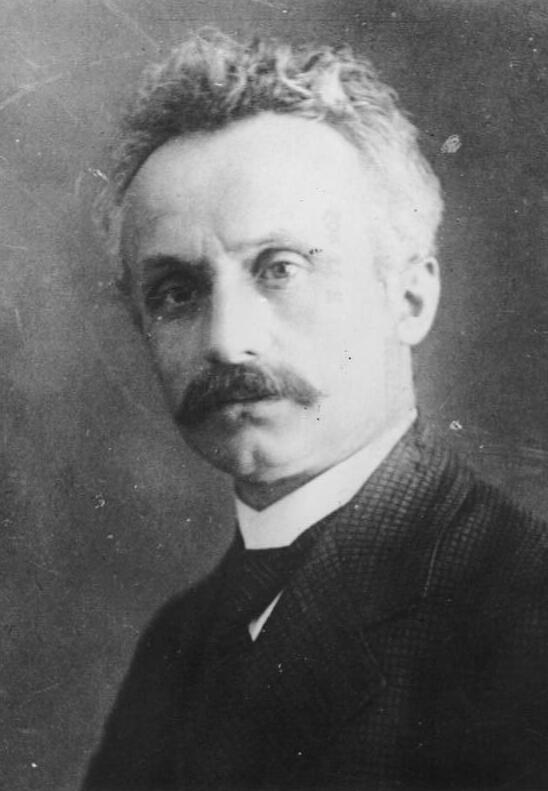
カール・ゼーフェリンク。

### 出身者
- ハインリヒ・フォン・ヘルフォルト（1300年頃 - 1370年）ドミニコ会説教師、年代記作者、歴史家、神学者
- ダニエル・ペッペルマン（1662年 - 1736年）ロココ建築およびバロック建築の建築家。ツヴィンガー宮殿の建築家である。
- ゲルハルト・フリードリヒ・ミュラー（1705年 - 1783年）シベリア研究家。
- ヘルマン・ベルクハウス（1828年 - 1890年）地図制作者。
- カール・ゼーフェリンク（1875年 - 1952年）政治家。ドイツ国内務大臣、プロイセン州内務大臣。
- オットー・ヴェディゲン（1882年 - 1915年）海軍士官。第一次世界大戦におけるUボート司令官。
- ヘルマン・ヘプカー＝アショフ（1883年 - 1954年）政治家。プロイセン州財務大臣、連邦憲法裁判所初代長官。
- カール・メンクホス（1883年 - 1948年）第一次世界大戦時の戦闘機パイロット。プール・ル・メリット勲章を授与された。
- ランハルト・マーク（1892年 - 1969年）熱帯学者。ブラントベルク山の「白い女神」の発見者。
- カール・シュタインホフ（1892年 - 1981年）政治家。ブランデンブルク州首相、ドイツ民主共和国内務大臣。
- フリーデリケ・ナディヒ（1897年 - 1970年）政治家。
- エーリヒ・グーテンベルク（1897年 - 1984年）経営学者。
- エーリヒ・ツェプラー（1898年 - 1980年）物理学者、チェス・プロブレム作者。
- ボード・フォン・ボリース（1905年 - 1956年）電子物理学者。電子顕微鏡の発明者の一人。
- ハンス＝ハインリヒ・レッケヴェーク（1905年 - 1985年）ホメオパシーの分派であるホモトキシコロジーの創始者。
- ハインツ・レトガー（1909年 - 1977年）作曲家、指揮者。
- ハンス・クヴェスト（1919年 - 1997年）俳優、映画・舞台監督
- ヴィルヘルム・レーバー（1947年 - ）新使徒派教会指導者。
- ベルント・ヴェーマイヤー（1952年 - ）サッカー選手
- マリアン・ゴールド（1954年 - ）ミュージシャン、バンド「アルファヴィルの創設メンバーでヴォーカリスト。
- トーマス・ヘルマー（1965年 - ）サッカー選手
- ディエゴ・デンメ（1991年 - ）サッカー選手
- ルイーザ・リップマン（1994年 - ）バレーボール選手

### ゆかりの人物
- リンゲルハイムのマティルデ（895年頃 - 968年）東フランク王ハインリヒ1世の妃で、皇帝オットー1世の母。
- エリーザベト・フォン・デア・プファルツ（1618年 - 1680年）ヘルフォルト女子修道院の修道院長
- ヴィルヘルム・ノルマン（1870年 - 1939年）企業家。マーガリン製造業を興した。
- ヘルマン・シェルヘン（1891年 - 1979年）指揮者。1959年から1960年まで北西ドイツ・フィルハーモニー管弦楽団の首席指揮者を務めた。
- フリードリッヒ・フォン・デア・ハイテ（1907年 - 1994年）法学者、政治学者。1936年から1939年まで中尉で中隊長としてヴェディゲン兵舎に滞在した。
- ハンス・ヴォルシュレーガー（1935年 - 2007年）作家、翻訳家、歴史家、編集者、音楽学者、オルガン奏者。フリードリヒス＝ギムナジウムで学んだ。
- ジャン・ヘスト（1936年 - ）美術館キュレーター。MARTaヘルフォルト美術館の創設監督。
- アルン・フランシス（1943年 - ）音楽家。1987年から1990年まで北西ドイツフィルハーモニー管弦楽団の音楽総監督を務めた。
- アンドリス・ネルソンス（1978年 - ）指揮者。2006年から2008年まで北西ドイツフィルハーモニー管弦楽団の首席指揮者兼音楽総監督を務めた。

## 引用
1. ↑  Bevölkerung der Gemeinden Nordrhein-Westfalens am 31. Dezember 2023 – Fortschreibung des Bevölkerungsstandes auf Basis des Zensus vom 9. Mai 2011
2. ↑  Max Mangold, ed (2005). Duden, Aussprachewörterbuch (6 ed.). Dudenverl. p. 398. ISBN 978-3-411-04066-7
3. ↑  Erdwärme nutzen: Geothermiestudie liefert Planungsgrundlage Archived 2005年9月14日, at the Wayback Machine.（PDF、2013年9月28日 閲覧）
4. ↑  ノルトライン＝ヴェストファーレン州データ管理・統計局: Kommunalprofil Herford（PDF、2013年9月28日 閲覧）
5. ↑  Stadt Herford / Zahlen, Daten, Fakten（2013年9月28日 閲覧）
6. ↑  気温
7. ↑  降水量
8. ↑  日照時間
9. ↑  Martin Bünermann: Die Gemeinden des ersten Neugliederungsprogramms in Nordrhein-Westfalen. Deutscher Gemeindeverlag, Köln 1970.
10. ↑  Martin Bünermann: Die Gemeinden des ersten Neugliederungsprogramms in Nordrhein-Westfalen. Deutscher Gemeindeverlag, Köln 1970, p. 74.
11. ↑  Stadt Herford - Rat（2013年10月6日 閲覧）
12. ↑   ヘルフォルト市基本条例 § 2 Abs. 2
13. ↑  Stadt Herford - Städtepartnerschaften und -freundschaften（2013年10月6日 閲覧）
14. ↑  Stadt Herford - 33. Internationaler Hansetag: Herford erlebt viertägige Großveranstaltung als Fest der Superlative!（2013年10月6日 閲覧）
15. ↑  Stadttheater Herford（2013年10月7日 閲覧）
16. ↑  Landesarbeitsgemeinschaft Spiel und Theater NRW - Die LAG（2013年10月7日 閲覧）
17. ↑  Augenblick Theater（2013年10月7日 閲覧）
18. 1 2  Scala-Jaguar-Club Herford（2013年10月12日 閲覧）
19. ↑  MARTa Herford（2013年10月12日 閲覧）
20. ↑  Das Daniel-Pöppelmann-Haus（2013年10月12日 閲覧）
21. ↑  Zellentrakt im Rathaus Herford（2013年10月12日 閲覧）
22. ↑  Nordwestdeutsche Philharmonie（2013年10月12日 閲覧）
23. ↑  Westfälische Kantorei Herford e.V.（2013年10月12日 閲覧）
24. 1 2  Musikshule Herford（2013年10月12日 閲覧）
25. 1 2  Stadt Herford / Orgelsommer（2013年10月12日 閲覧）
26. ↑  J.S. Bach und die Cantata Pilgrimage 2000 und sonstige Klassik-Themen: 1. Internationaler Orgelwettbewerb an der „Collon Orgel“ St. Marien in Herford（2013年10月12日 閲覧）
27. ↑  Rockakademie OWL（2013年10月12日 閲覧）
28. ↑  Einkaufen in Herford - Elsbach Haus（2013年10月13日 閲覧）
29. ↑  Bismarckturm Herford（2013年10月13日 閲覧）
30. ↑  stadtfuehrung - herford.de: Kriegerdenkmal（2013年10月19日 閲覧）
31. ↑  H2O Herford（2013年10月19日 閲覧）
32. 1 2  Eishalle Im Kleinen Felde（2013年10月19日 閲覧）
33. ↑  Freibad 'Im Kleinen Felde'（2013年10月19日 閲覧）
34. ↑  Freibad Elverdissen（2013年10月19日 閲覧）
35. ↑  Springolino（2013年10月19日 閲覧）
36. ↑  Tierpark HERFORD（2013年10月19日 閲覧）
37. ↑  Naturschutzgebiete im Kreis Herford, Kreis Herford のウェブサイト内（2013年10月19日 閲覧）
38. 1 2  Heruforder SV Borussia Friedenstal（2013年10月19日 閲覧）
39. ↑  Die Geschichte der Turngemeinde Herford von 1860 e.V., Turngemeinde Herford von 1860 e.V.（2013年10月19日 閲覧）
40. ↑  Gesundheits- und BehindertenSportGemeinschaft Herford e.V.（2013年10月19日 閲覧）
41. ↑  Reit- und Fahrverein "von Lützow" Herford（2013年10月19日 閲覧）
42. ↑  German Friendships（2013年10月19日 閲覧）
43. ↑  Bexter Hof Open（2013年10月19日 閲覧）
44. ↑  Grün-Gold TTC Herford（2013年10月19日 閲覧）
45. ↑  Herforder EV（2013年10月19日 閲覧）
46. ↑  BBG Herford（2013年10月20日 閲覧）
47. ↑  Ballettschule Albers（2013年10月20日 閲覧）
48. ↑  Herforder Vision feiert mit dem Internationalen Hansetag, Stadt Herford（2013年10月20日 閲覧）
49. ↑  Hoeker-Fest, Stadt Herford（2013年10月20日 閲覧）
50. ↑  City-Kirmes, Stadt Herford（2013年10月20日 閲覧）
51. ↑  Weihnachtslicht, Stadt Herford（2013年10月20日 閲覧）
52. ↑  Deutscher Schaustellerbund e.V.（2013年10月20日 閲覧）
53. ↑  Haus Mindener Strasse - Herford（2013年10月20日 閲覧）
54. ↑  Ahlers AG（2013年10月26日 閲覧）
55. ↑  Offizieller bugatti Onlineshop（2013年10月26日 閲覧）
56. ↑  BRAX（2013年10月26日 閲覧）
57. ↑  JAB ANSTOETZ GROUP（2013年10月26日 閲覧）
58. ↑  Poggenpohl（2013年10月26日 閲覧）
59. ↑  Joh. Stiegelmeyer Co. GmbH（2013年10月26日 閲覧）
60. ↑  Büromöbelhersteller Febrü（2013年10月26日 閲覧）
61. ↑  Discontkuechen.de（2013年10月26日 閲覧）
62. ↑  Kueche24.com（2013年10月26日 閲覧）
63. ↑  Humana babynahrung（2013年10月26日 閲覧）
64. ↑  Weinrich Schokolade（2013年10月26日 閲覧）
65. ↑  Eickmeyer & Gehring GmbH & CO. KG（2013年10月26日 閲覧）
66. ↑  Herforder Brauerei GmbH & Co. KG（2013年10月26日 閲覧）
67. ↑  HEW: Elekoromotoren, Turmuhren und Läuteanlagen aus Herford（2013年10月26日 閲覧）
68. ↑  SCHWABEDISSEN（2013年10月26日 閲覧）
69. ↑  Wemhöner Surface Technologies（2013年10月26日 閲覧）
70. ↑  SULO（2013年10月26日 閲覧）
71. ↑  Heinze Gruppe（2013年10月26日 閲覧）
72. ↑  Dresselhaus（2013年10月27日 閲覧）
73. ↑  Klinikum Herford（2013年11月16日 閲覧）
74. ↑  Mathilden Hospital Herford（2013年11月16日 閲覧）
75. ↑  Hartmut Braun: Anna Siemsen geht nach Elverdissen, nw-news.de 2013年2月7日付け（2013年11月17日 閲覧）
76. ↑  http://www.army.mod.uk/operations-deployments/22729.aspx
77. ↑  Britische Streitkräfte verlegen Hauptquartier nach Ostwestfalen, nw-news.de 2009年10月7日付け（2013年11月18日 閲覧）